# Liste der Länderspiele der sowjetischen Eishockeynationalmannschaft 1990 bis 1991
Diese Liste der Länderspiele der sowjetischen Eishockeynationalmannschaft beinhaltet die Länderspiele der sowjetischen Eishockeynationalmannschaft der Männer im Zeitraum von 1990 bis 1991.

## Legende
Dieser Abschnitt dient als Legende für die nachfolgende Tabelle. Alle Ergebnisse sind aus der Sicht der sowjetischen Mannschaft angegeben. In Klammern sind die erzielten Tore angegeben.
- grüne Hintergrundfarbe = Sieg der sowjetischen Mannschaft
- gelbe Hintergrundfarbe = Unentschieden
- rote Hintergrundfarbe = Niederlage der sowjetischen Mannschaft
- H = Heimspiel
- A = Auswärtsspiel
- * = Spiel auf neutralem Eis
- OS = Olympische Winterspiele
- WM = Weltmeisterschaft
- EM = Europameisterschaft

## 1990 bis 1991
| Nr./Datum                 | Ergebnis | Gegner | | Austragungsort | Anlass | Bemerkungen |
| ------------------------- | --- | --- | --- | --- | --- | --- |
| Nr. 835 29. März 1990     | 4:5 (3:1, 0:1, 1:3) | 0 Finnland | A | 0Helsinki, FIN | 0Freundschaftsspiel | |
| Aufstellung               | Tor: Artūrs Irbe Verteidigung: Wladimir Malachow, Wladimir Konstantinow, Waleri Schirjajew, Alexei Gussarow, Michail Tatarinow, Wladimir Tjurikow, Ilja Bjakin, Alexander Smirnow Sturm: Andrei Chomutow, Wjatscheslaw Bykow, Waleri Kamenski, Pawel Bure (1), Sergei Fjodorow (1), Jewgeni Dawydow, Andrei Lomakin, Anatoli Antipow, Juri Leonow (1), Dmitri Kwartalnow, Igor Maslennikow, Oleg Snarok (1), Andrei Tschistjakow Trainer / Assistent: Wiktor Tichonow / Igor Dmitrijew                                                                                            | Tor: Artūrs Irbe Verteidigung: Wladimir Malachow, Wladimir Konstantinow, Waleri Schirjajew, Alexei Gussarow, Michail Tatarinow, Wladimir Tjurikow, Ilja Bjakin, Alexander Smirnow Sturm: Andrei Chomutow, Wjatscheslaw Bykow, Waleri Kamenski, Pawel Bure (1), Sergei Fjodorow (1), Jewgeni Dawydow, Andrei Lomakin, Anatoli Antipow, Juri Leonow (1), Dmitri Kwartalnow, Igor Maslennikow, Oleg Snarok (1), Andrei Tschistjakow Trainer / Assistent: Wiktor Tichonow / Igor Dmitrijew                                                                                            | Tor: Artūrs Irbe Verteidigung: Wladimir Malachow, Wladimir Konstantinow, Waleri Schirjajew, Alexei Gussarow, Michail Tatarinow, Wladimir Tjurikow, Ilja Bjakin, Alexander Smirnow Sturm: Andrei Chomutow, Wjatscheslaw Bykow, Waleri Kamenski, Pawel Bure (1), Sergei Fjodorow (1), Jewgeni Dawydow, Andrei Lomakin, Anatoli Antipow, Juri Leonow (1), Dmitri Kwartalnow, Igor Maslennikow, Oleg Snarok (1), Andrei Tschistjakow Trainer / Assistent: Wiktor Tichonow / Igor Dmitrijew                                                                                            | Tor: Artūrs Irbe Verteidigung: Wladimir Malachow, Wladimir Konstantinow, Waleri Schirjajew, Alexei Gussarow, Michail Tatarinow, Wladimir Tjurikow, Ilja Bjakin, Alexander Smirnow Sturm: Andrei Chomutow, Wjatscheslaw Bykow, Waleri Kamenski, Pawel Bure (1), Sergei Fjodorow (1), Jewgeni Dawydow, Andrei Lomakin, Anatoli Antipow, Juri Leonow (1), Dmitri Kwartalnow, Igor Maslennikow, Oleg Snarok (1), Andrei Tschistjakow Trainer / Assistent: Wiktor Tichonow / Igor Dmitrijew                                                                                            | Tor: Artūrs Irbe Verteidigung: Wladimir Malachow, Wladimir Konstantinow, Waleri Schirjajew, Alexei Gussarow, Michail Tatarinow, Wladimir Tjurikow, Ilja Bjakin, Alexander Smirnow Sturm: Andrei Chomutow, Wjatscheslaw Bykow, Waleri Kamenski, Pawel Bure (1), Sergei Fjodorow (1), Jewgeni Dawydow, Andrei Lomakin, Anatoli Antipow, Juri Leonow (1), Dmitri Kwartalnow, Igor Maslennikow, Oleg Snarok (1), Andrei Tschistjakow Trainer / Assistent: Wiktor Tichonow / Igor Dmitrijew                                                                                            | Tor: Artūrs Irbe Verteidigung: Wladimir Malachow, Wladimir Konstantinow, Waleri Schirjajew, Alexei Gussarow, Michail Tatarinow, Wladimir Tjurikow, Ilja Bjakin, Alexander Smirnow Sturm: Andrei Chomutow, Wjatscheslaw Bykow, Waleri Kamenski, Pawel Bure (1), Sergei Fjodorow (1), Jewgeni Dawydow, Andrei Lomakin, Anatoli Antipow, Juri Leonow (1), Dmitri Kwartalnow, Igor Maslennikow, Oleg Snarok (1), Andrei Tschistjakow Trainer / Assistent: Wiktor Tichonow / Igor Dmitrijew                                                                                            |
| Nr. 836 30. März 1990     | 9:6 (3:2, 5:3, 0:1) | 0 Finnland | A | 0Oulu, FIN | 0Freundschaftsspiel | |
| Aufstellung               | Tor: Alexei Tscherwjakow, Artūrs Irbe (45. Min.) Verteidigung: Wladimir Malachow (1), Wladimir Konstantinow, Waleri Schirjajew, Igor Krawtschuk (1), Michail Tatarinow (1), Wladimir Tjurikow, Ilja Bjakin (1), Alexander Smirnow, Alexei Gussarow Sturm: Andrei Chomutow (1), Wjatscheslaw Bykow (2), Waleri Kamenski, Pawel Bure, Sergei Fjodorow (1), Jewgeni Dawydow (1), Oleg Snarok, Anatoli Antipow, Juri Leonow, Andrei Tschistjakow, Sergei Nemtschinow, Jewgeni Schtepa, Dmitri Kwartalnow Trainer / Assistent: Wiktor Tichonow / Igor Dmitrijew                        | Tor: Alexei Tscherwjakow, Artūrs Irbe (45. Min.) Verteidigung: Wladimir Malachow (1), Wladimir Konstantinow, Waleri Schirjajew, Igor Krawtschuk (1), Michail Tatarinow (1), Wladimir Tjurikow, Ilja Bjakin (1), Alexander Smirnow, Alexei Gussarow Sturm: Andrei Chomutow (1), Wjatscheslaw Bykow (2), Waleri Kamenski, Pawel Bure, Sergei Fjodorow (1), Jewgeni Dawydow (1), Oleg Snarok, Anatoli Antipow, Juri Leonow, Andrei Tschistjakow, Sergei Nemtschinow, Jewgeni Schtepa, Dmitri Kwartalnow Trainer / Assistent: Wiktor Tichonow / Igor Dmitrijew                        | Tor: Alexei Tscherwjakow, Artūrs Irbe (45. Min.) Verteidigung: Wladimir Malachow (1), Wladimir Konstantinow, Waleri Schirjajew, Igor Krawtschuk (1), Michail Tatarinow (1), Wladimir Tjurikow, Ilja Bjakin (1), Alexander Smirnow, Alexei Gussarow Sturm: Andrei Chomutow (1), Wjatscheslaw Bykow (2), Waleri Kamenski, Pawel Bure, Sergei Fjodorow (1), Jewgeni Dawydow (1), Oleg Snarok, Anatoli Antipow, Juri Leonow, Andrei Tschistjakow, Sergei Nemtschinow, Jewgeni Schtepa, Dmitri Kwartalnow Trainer / Assistent: Wiktor Tichonow / Igor Dmitrijew                        | Tor: Alexei Tscherwjakow, Artūrs Irbe (45. Min.) Verteidigung: Wladimir Malachow (1), Wladimir Konstantinow, Waleri Schirjajew, Igor Krawtschuk (1), Michail Tatarinow (1), Wladimir Tjurikow, Ilja Bjakin (1), Alexander Smirnow, Alexei Gussarow Sturm: Andrei Chomutow (1), Wjatscheslaw Bykow (2), Waleri Kamenski, Pawel Bure, Sergei Fjodorow (1), Jewgeni Dawydow (1), Oleg Snarok, Anatoli Antipow, Juri Leonow, Andrei Tschistjakow, Sergei Nemtschinow, Jewgeni Schtepa, Dmitri Kwartalnow Trainer / Assistent: Wiktor Tichonow / Igor Dmitrijew                        | Tor: Alexei Tscherwjakow, Artūrs Irbe (45. Min.) Verteidigung: Wladimir Malachow (1), Wladimir Konstantinow, Waleri Schirjajew, Igor Krawtschuk (1), Michail Tatarinow (1), Wladimir Tjurikow, Ilja Bjakin (1), Alexander Smirnow, Alexei Gussarow Sturm: Andrei Chomutow (1), Wjatscheslaw Bykow (2), Waleri Kamenski, Pawel Bure, Sergei Fjodorow (1), Jewgeni Dawydow (1), Oleg Snarok, Anatoli Antipow, Juri Leonow, Andrei Tschistjakow, Sergei Nemtschinow, Jewgeni Schtepa, Dmitri Kwartalnow Trainer / Assistent: Wiktor Tichonow / Igor Dmitrijew                        | Tor: Alexei Tscherwjakow, Artūrs Irbe (45. Min.) Verteidigung: Wladimir Malachow (1), Wladimir Konstantinow, Waleri Schirjajew, Igor Krawtschuk (1), Michail Tatarinow (1), Wladimir Tjurikow, Ilja Bjakin (1), Alexander Smirnow, Alexei Gussarow Sturm: Andrei Chomutow (1), Wjatscheslaw Bykow (2), Waleri Kamenski, Pawel Bure, Sergei Fjodorow (1), Jewgeni Dawydow (1), Oleg Snarok, Anatoli Antipow, Juri Leonow, Andrei Tschistjakow, Sergei Nemtschinow, Jewgeni Schtepa, Dmitri Kwartalnow Trainer / Assistent: Wiktor Tichonow / Igor Dmitrijew                        |
| Nr. 837 3. April 1990     | 2:3 (0:1, 1:0, 1:2) | 0 Schweden | A | 0Luleå, SWE | 0Freundschaftsspiel | |
| Aufstellung               | Tor: Artūrs Irbe Verteidigung: Wladimir Malachow, Wladimir Konstantinow, Waleri Schirjajew, Michail Tatarinow (1), Igor Krawtschuk, Alexei Gussarow, Ilja Bjakin, Igor Stelnow Sturm: Andrei Chomutow, Wjatscheslaw Bykow, Waleri Kamenski, Oleg Snarok, Anatoli Antipow, Juri Leonow, Pawel Bure (1), Sergei Fjodorow, Jewgeni Dawydow, Dmitri Kwartalnow, Anatoli Semjonow, Andrei Tschistjakow, Sergei Nemtschinow Trainer / Assistent: Wiktor Tichonow / Igor Dmitrijew | Tor: Artūrs Irbe Verteidigung: Wladimir Malachow, Wladimir Konstantinow, Waleri Schirjajew, Michail Tatarinow (1), Igor Krawtschuk, Alexei Gussarow, Ilja Bjakin, Igor Stelnow Sturm: Andrei Chomutow, Wjatscheslaw Bykow, Waleri Kamenski, Oleg Snarok, Anatoli Antipow, Juri Leonow, Pawel Bure (1), Sergei Fjodorow, Jewgeni Dawydow, Dmitri Kwartalnow, Anatoli Semjonow, Andrei Tschistjakow, Sergei Nemtschinow Trainer / Assistent: Wiktor Tichonow / Igor Dmitrijew | Tor: Artūrs Irbe Verteidigung: Wladimir Malachow, Wladimir Konstantinow, Waleri Schirjajew, Michail Tatarinow (1), Igor Krawtschuk, Alexei Gussarow, Ilja Bjakin, Igor Stelnow Sturm: Andrei Chomutow, Wjatscheslaw Bykow, Waleri Kamenski, Oleg Snarok, Anatoli Antipow, Juri Leonow, Pawel Bure (1), Sergei Fjodorow, Jewgeni Dawydow, Dmitri Kwartalnow, Anatoli Semjonow, Andrei Tschistjakow, Sergei Nemtschinow Trainer / Assistent: Wiktor Tichonow / Igor Dmitrijew | Tor: Artūrs Irbe Verteidigung: Wladimir Malachow, Wladimir Konstantinow, Waleri Schirjajew, Michail Tatarinow (1), Igor Krawtschuk, Alexei Gussarow, Ilja Bjakin, Igor Stelnow Sturm: Andrei Chomutow, Wjatscheslaw Bykow, Waleri Kamenski, Oleg Snarok, Anatoli Antipow, Juri Leonow, Pawel Bure (1), Sergei Fjodorow, Jewgeni Dawydow, Dmitri Kwartalnow, Anatoli Semjonow, Andrei Tschistjakow, Sergei Nemtschinow Trainer / Assistent: Wiktor Tichonow / Igor Dmitrijew | Tor: Artūrs Irbe Verteidigung: Wladimir Malachow, Wladimir Konstantinow, Waleri Schirjajew, Michail Tatarinow (1), Igor Krawtschuk, Alexei Gussarow, Ilja Bjakin, Igor Stelnow Sturm: Andrei Chomutow, Wjatscheslaw Bykow, Waleri Kamenski, Oleg Snarok, Anatoli Antipow, Juri Leonow, Pawel Bure (1), Sergei Fjodorow, Jewgeni Dawydow, Dmitri Kwartalnow, Anatoli Semjonow, Andrei Tschistjakow, Sergei Nemtschinow Trainer / Assistent: Wiktor Tichonow / Igor Dmitrijew | Tor: Artūrs Irbe Verteidigung: Wladimir Malachow, Wladimir Konstantinow, Waleri Schirjajew, Michail Tatarinow (1), Igor Krawtschuk, Alexei Gussarow, Ilja Bjakin, Igor Stelnow Sturm: Andrei Chomutow, Wjatscheslaw Bykow, Waleri Kamenski, Oleg Snarok, Anatoli Antipow, Juri Leonow, Pawel Bure (1), Sergei Fjodorow, Jewgeni Dawydow, Dmitri Kwartalnow, Anatoli Semjonow, Andrei Tschistjakow, Sergei Nemtschinow Trainer / Assistent: Wiktor Tichonow / Igor Dmitrijew |
| Nr. 838 5. April 1990     | 3:1 (1:0, 0:0, 2:1) | 0 Schweden | A | 0Stockholm, SWE | 0Freundschaftsspiel | |
| Aufstellung               | Tor: Artūrs Irbe Verteidigung: Wladimir Malachow, Wladimir Konstantinow, Michail Tatarinow, Igor Stelnow, Igor Krawtschuk, Alexei Gussarow, Waleri Schirjajew, Ilja Bjakin Sturm: Andrei Chomutow, Wjatscheslaw Bykow (1), Waleri Kamenski (1), Oleg Snarok, Anatoli Semjonow, Juri Leonow, Pawel Bure (1), Sergei Fjodorow, Jewgeni Dawydow, Dmitri Kwartalnow, Wiktor Tjumenew, Sergei Nemtschinow, Andrei Tschistjakow Trainer / Assistent: Wiktor Tichonow / Igor Dmitrijew                                                                                                   | Tor: Artūrs Irbe Verteidigung: Wladimir Malachow, Wladimir Konstantinow, Michail Tatarinow, Igor Stelnow, Igor Krawtschuk, Alexei Gussarow, Waleri Schirjajew, Ilja Bjakin Sturm: Andrei Chomutow, Wjatscheslaw Bykow (1), Waleri Kamenski (1), Oleg Snarok, Anatoli Semjonow, Juri Leonow, Pawel Bure (1), Sergei Fjodorow, Jewgeni Dawydow, Dmitri Kwartalnow, Wiktor Tjumenew, Sergei Nemtschinow, Andrei Tschistjakow Trainer / Assistent: Wiktor Tichonow / Igor Dmitrijew                                                                                                   | Tor: Artūrs Irbe Verteidigung: Wladimir Malachow, Wladimir Konstantinow, Michail Tatarinow, Igor Stelnow, Igor Krawtschuk, Alexei Gussarow, Waleri Schirjajew, Ilja Bjakin Sturm: Andrei Chomutow, Wjatscheslaw Bykow (1), Waleri Kamenski (1), Oleg Snarok, Anatoli Semjonow, Juri Leonow, Pawel Bure (1), Sergei Fjodorow, Jewgeni Dawydow, Dmitri Kwartalnow, Wiktor Tjumenew, Sergei Nemtschinow, Andrei Tschistjakow Trainer / Assistent: Wiktor Tichonow / Igor Dmitrijew                                                                                                   | Tor: Artūrs Irbe Verteidigung: Wladimir Malachow, Wladimir Konstantinow, Michail Tatarinow, Igor Stelnow, Igor Krawtschuk, Alexei Gussarow, Waleri Schirjajew, Ilja Bjakin Sturm: Andrei Chomutow, Wjatscheslaw Bykow (1), Waleri Kamenski (1), Oleg Snarok, Anatoli Semjonow, Juri Leonow, Pawel Bure (1), Sergei Fjodorow, Jewgeni Dawydow, Dmitri Kwartalnow, Wiktor Tjumenew, Sergei Nemtschinow, Andrei Tschistjakow Trainer / Assistent: Wiktor Tichonow / Igor Dmitrijew                                                                                                   | Tor: Artūrs Irbe Verteidigung: Wladimir Malachow, Wladimir Konstantinow, Michail Tatarinow, Igor Stelnow, Igor Krawtschuk, Alexei Gussarow, Waleri Schirjajew, Ilja Bjakin Sturm: Andrei Chomutow, Wjatscheslaw Bykow (1), Waleri Kamenski (1), Oleg Snarok, Anatoli Semjonow, Juri Leonow, Pawel Bure (1), Sergei Fjodorow, Jewgeni Dawydow, Dmitri Kwartalnow, Wiktor Tjumenew, Sergei Nemtschinow, Andrei Tschistjakow Trainer / Assistent: Wiktor Tichonow / Igor Dmitrijew                                                                                                   | Tor: Artūrs Irbe Verteidigung: Wladimir Malachow, Wladimir Konstantinow, Michail Tatarinow, Igor Stelnow, Igor Krawtschuk, Alexei Gussarow, Waleri Schirjajew, Ilja Bjakin Sturm: Andrei Chomutow, Wjatscheslaw Bykow (1), Waleri Kamenski (1), Oleg Snarok, Anatoli Semjonow, Juri Leonow, Pawel Bure (1), Sergei Fjodorow, Jewgeni Dawydow, Dmitri Kwartalnow, Wiktor Tjumenew, Sergei Nemtschinow, Andrei Tschistjakow Trainer / Assistent: Wiktor Tichonow / Igor Dmitrijew                                                                                                   |
| Nr. 839 16. April 1990    | 9:1 (3:0, 2:0, 4:1) | 0 Norwegen | * | 0Bern, SUI | 0WM 1990 / EM 1990 | |
| Aufstellung               | Tor: Sergei Mylnikow Verteidigung: Wladimir Malachow, Wladimir Konstantinow (1), Michail Tatarinow, Ilja Bjakin, Igor Krawtschuk (1), Alexei Gussarow Sturm: Andrei Chomutow (2), Wjatscheslaw Bykow (1), Waleri Kamenski, Sergei Nemtschinow (1), Alexander Semak, Juri Leonow, Pawel Bure (1), Sergei Fjodorow (1), Dmytro Chrystytsch, Wiktor Tjumenew, Jewgeni Dawydow (1) Trainer / Assistent: Wiktor Tichonow / Igor Dmitrijew | Tor: Sergei Mylnikow Verteidigung: Wladimir Malachow, Wladimir Konstantinow (1), Michail Tatarinow, Ilja Bjakin, Igor Krawtschuk (1), Alexei Gussarow Sturm: Andrei Chomutow (2), Wjatscheslaw Bykow (1), Waleri Kamenski, Sergei Nemtschinow (1), Alexander Semak, Juri Leonow, Pawel Bure (1), Sergei Fjodorow (1), Dmytro Chrystytsch, Wiktor Tjumenew, Jewgeni Dawydow (1) Trainer / Assistent: Wiktor Tichonow / Igor Dmitrijew | Tor: Sergei Mylnikow Verteidigung: Wladimir Malachow, Wladimir Konstantinow (1), Michail Tatarinow, Ilja Bjakin, Igor Krawtschuk (1), Alexei Gussarow Sturm: Andrei Chomutow (2), Wjatscheslaw Bykow (1), Waleri Kamenski, Sergei Nemtschinow (1), Alexander Semak, Juri Leonow, Pawel Bure (1), Sergei Fjodorow (1), Dmytro Chrystytsch, Wiktor Tjumenew, Jewgeni Dawydow (1) Trainer / Assistent: Wiktor Tichonow / Igor Dmitrijew | Tor: Sergei Mylnikow Verteidigung: Wladimir Malachow, Wladimir Konstantinow (1), Michail Tatarinow, Ilja Bjakin, Igor Krawtschuk (1), Alexei Gussarow Sturm: Andrei Chomutow (2), Wjatscheslaw Bykow (1), Waleri Kamenski, Sergei Nemtschinow (1), Alexander Semak, Juri Leonow, Pawel Bure (1), Sergei Fjodorow (1), Dmytro Chrystytsch, Wiktor Tjumenew, Jewgeni Dawydow (1) Trainer / Assistent: Wiktor Tichonow / Igor Dmitrijew | Tor: Sergei Mylnikow Verteidigung: Wladimir Malachow, Wladimir Konstantinow (1), Michail Tatarinow, Ilja Bjakin, Igor Krawtschuk (1), Alexei Gussarow Sturm: Andrei Chomutow (2), Wjatscheslaw Bykow (1), Waleri Kamenski, Sergei Nemtschinow (1), Alexander Semak, Juri Leonow, Pawel Bure (1), Sergei Fjodorow (1), Dmytro Chrystytsch, Wiktor Tjumenew, Jewgeni Dawydow (1) Trainer / Assistent: Wiktor Tichonow / Igor Dmitrijew | Tor: Sergei Mylnikow Verteidigung: Wladimir Malachow, Wladimir Konstantinow (1), Michail Tatarinow, Ilja Bjakin, Igor Krawtschuk (1), Alexei Gussarow Sturm: Andrei Chomutow (2), Wjatscheslaw Bykow (1), Waleri Kamenski, Sergei Nemtschinow (1), Alexander Semak, Juri Leonow, Pawel Bure (1), Sergei Fjodorow (1), Dmytro Chrystytsch, Wiktor Tjumenew, Jewgeni Dawydow (1) Trainer / Assistent: Wiktor Tichonow / Igor Dmitrijew |
| Nr. 840 17. April 1990    | 5:2 (2:1, 2:1, 1:0) | 0 BR Deutschland | * | 0Bern, SUI | 0WM 1990 / EM 1990 | |
| Aufstellung               | Tor: Sergei Mylnikow Verteidigung: Wladimir Malachow, Wladimir Konstantinow, Michail Tatarinow, Ilja Bjakin, Igor Krawtschuk, Alexei Gussarow Sturm: Andrei Chomutow (2), Wjatscheslaw Bykow, Waleri Kamenski, Sergei Nemtschinow (1), Alexander Semak (1), Juri Leonow, Pawel Bure, Sergei Fjodorow (1), Dmytro Chrystytsch, Wiktor Tjumenew, Jewgeni Dawydow Trainer / Assistent: Wiktor Tichonow / Igor Dmitrijew | Tor: Sergei Mylnikow Verteidigung: Wladimir Malachow, Wladimir Konstantinow, Michail Tatarinow, Ilja Bjakin, Igor Krawtschuk, Alexei Gussarow Sturm: Andrei Chomutow (2), Wjatscheslaw Bykow, Waleri Kamenski, Sergei Nemtschinow (1), Alexander Semak (1), Juri Leonow, Pawel Bure, Sergei Fjodorow (1), Dmytro Chrystytsch, Wiktor Tjumenew, Jewgeni Dawydow Trainer / Assistent: Wiktor Tichonow / Igor Dmitrijew | Tor: Sergei Mylnikow Verteidigung: Wladimir Malachow, Wladimir Konstantinow, Michail Tatarinow, Ilja Bjakin, Igor Krawtschuk, Alexei Gussarow Sturm: Andrei Chomutow (2), Wjatscheslaw Bykow, Waleri Kamenski, Sergei Nemtschinow (1), Alexander Semak (1), Juri Leonow, Pawel Bure, Sergei Fjodorow (1), Dmytro Chrystytsch, Wiktor Tjumenew, Jewgeni Dawydow Trainer / Assistent: Wiktor Tichonow / Igor Dmitrijew | Tor: Sergei Mylnikow Verteidigung: Wladimir Malachow, Wladimir Konstantinow, Michail Tatarinow, Ilja Bjakin, Igor Krawtschuk, Alexei Gussarow Sturm: Andrei Chomutow (2), Wjatscheslaw Bykow, Waleri Kamenski, Sergei Nemtschinow (1), Alexander Semak (1), Juri Leonow, Pawel Bure, Sergei Fjodorow (1), Dmytro Chrystytsch, Wiktor Tjumenew, Jewgeni Dawydow Trainer / Assistent: Wiktor Tichonow / Igor Dmitrijew | Tor: Sergei Mylnikow Verteidigung: Wladimir Malachow, Wladimir Konstantinow, Michail Tatarinow, Ilja Bjakin, Igor Krawtschuk, Alexei Gussarow Sturm: Andrei Chomutow (2), Wjatscheslaw Bykow, Waleri Kamenski, Sergei Nemtschinow (1), Alexander Semak (1), Juri Leonow, Pawel Bure, Sergei Fjodorow (1), Dmytro Chrystytsch, Wiktor Tjumenew, Jewgeni Dawydow Trainer / Assistent: Wiktor Tichonow / Igor Dmitrijew | Tor: Sergei Mylnikow Verteidigung: Wladimir Malachow, Wladimir Konstantinow, Michail Tatarinow, Ilja Bjakin, Igor Krawtschuk, Alexei Gussarow Sturm: Andrei Chomutow (2), Wjatscheslaw Bykow, Waleri Kamenski, Sergei Nemtschinow (1), Alexander Semak (1), Juri Leonow, Pawel Bure, Sergei Fjodorow (1), Dmytro Chrystytsch, Wiktor Tjumenew, Jewgeni Dawydow Trainer / Assistent: Wiktor Tichonow / Igor Dmitrijew |
| Nr. 841 19. April 1990    | 10:1 (6:0, 3:1, 1:0) | 0 Vereinigte Staaten | * | 0Freiburg, SUI | 0WM 1990 / EM 1990 | |
| Aufstellung               | Tor: Sergei Mylnikow, Artūrs Irbe (41. Min.) Verteidigung: Wladimir Malachow, Wladimir Konstantinow, Michail Tatarinow (1), Wjatscheslaw Fetissow (1), Igor Krawtschuk, Alexei Gussarow Sturm: Andrei Chomutow (2), Wjatscheslaw Bykow, Waleri Kamenski (2), Sergei Nemtschinow (1), Alexander Semak, Juri Leonow, Ilja Bjakin, Sergei Fjodorow, Pawel Bure (1), Wiktor Tjumenew (1), Jewgeni Dawydow (1) Trainer / Assistent: Wiktor Tichonow / Igor Dmitrijew | Tor: Sergei Mylnikow, Artūrs Irbe (41. Min.) Verteidigung: Wladimir Malachow, Wladimir Konstantinow, Michail Tatarinow (1), Wjatscheslaw Fetissow (1), Igor Krawtschuk, Alexei Gussarow Sturm: Andrei Chomutow (2), Wjatscheslaw Bykow, Waleri Kamenski (2), Sergei Nemtschinow (1), Alexander Semak, Juri Leonow, Ilja Bjakin, Sergei Fjodorow, Pawel Bure (1), Wiktor Tjumenew (1), Jewgeni Dawydow (1) Trainer / Assistent: Wiktor Tichonow / Igor Dmitrijew | Tor: Sergei Mylnikow, Artūrs Irbe (41. Min.) Verteidigung: Wladimir Malachow, Wladimir Konstantinow, Michail Tatarinow (1), Wjatscheslaw Fetissow (1), Igor Krawtschuk, Alexei Gussarow Sturm: Andrei Chomutow (2), Wjatscheslaw Bykow, Waleri Kamenski (2), Sergei Nemtschinow (1), Alexander Semak, Juri Leonow, Ilja Bjakin, Sergei Fjodorow, Pawel Bure (1), Wiktor Tjumenew (1), Jewgeni Dawydow (1) Trainer / Assistent: Wiktor Tichonow / Igor Dmitrijew | Tor: Sergei Mylnikow, Artūrs Irbe (41. Min.) Verteidigung: Wladimir Malachow, Wladimir Konstantinow, Michail Tatarinow (1), Wjatscheslaw Fetissow (1), Igor Krawtschuk, Alexei Gussarow Sturm: Andrei Chomutow (2), Wjatscheslaw Bykow, Waleri Kamenski (2), Sergei Nemtschinow (1), Alexander Semak, Juri Leonow, Ilja Bjakin, Sergei Fjodorow, Pawel Bure (1), Wiktor Tjumenew (1), Jewgeni Dawydow (1) Trainer / Assistent: Wiktor Tichonow / Igor Dmitrijew | Tor: Sergei Mylnikow, Artūrs Irbe (41. Min.) Verteidigung: Wladimir Malachow, Wladimir Konstantinow, Michail Tatarinow (1), Wjatscheslaw Fetissow (1), Igor Krawtschuk, Alexei Gussarow Sturm: Andrei Chomutow (2), Wjatscheslaw Bykow, Waleri Kamenski (2), Sergei Nemtschinow (1), Alexander Semak, Juri Leonow, Ilja Bjakin, Sergei Fjodorow, Pawel Bure (1), Wiktor Tjumenew (1), Jewgeni Dawydow (1) Trainer / Assistent: Wiktor Tichonow / Igor Dmitrijew | Tor: Sergei Mylnikow, Artūrs Irbe (41. Min.) Verteidigung: Wladimir Malachow, Wladimir Konstantinow, Michail Tatarinow (1), Wjatscheslaw Fetissow (1), Igor Krawtschuk, Alexei Gussarow Sturm: Andrei Chomutow (2), Wjatscheslaw Bykow, Waleri Kamenski (2), Sergei Nemtschinow (1), Alexander Semak, Juri Leonow, Ilja Bjakin, Sergei Fjodorow, Pawel Bure (1), Wiktor Tjumenew (1), Jewgeni Dawydow (1) Trainer / Assistent: Wiktor Tichonow / Igor Dmitrijew |
| Nr. 842 20. April 1990    | 6:1 (2:0, 1:1, 3:0) | 0 Finnland | * | 0Bern, SUI | 0WM 1990 / EM 1990 | |
| Aufstellung               | Tor: Sergei Mylnikow Verteidigung: Wladimir Malachow, Wladimir Konstantinow, Michail Tatarinow, Wjatscheslaw Fetissow, Igor Krawtschuk, Alexei Gussarow Sturm: Andrei Chomutow (2), Wjatscheslaw Bykow, Waleri Kamenski (1), Sergei Nemtschinow (2), Alexander Semak, Juri Leonow, Sergei Makarow, Sergei Fjodorow, Pawel Bure, Ilja Bjakin, Wiktor Tjumenew, Jewgeni Dawydow (1) Trainer / Assistent: Wiktor Tichonow / Igor Dmitrijew | Tor: Sergei Mylnikow Verteidigung: Wladimir Malachow, Wladimir Konstantinow, Michail Tatarinow, Wjatscheslaw Fetissow, Igor Krawtschuk, Alexei Gussarow Sturm: Andrei Chomutow (2), Wjatscheslaw Bykow, Waleri Kamenski (1), Sergei Nemtschinow (2), Alexander Semak, Juri Leonow, Sergei Makarow, Sergei Fjodorow, Pawel Bure, Ilja Bjakin, Wiktor Tjumenew, Jewgeni Dawydow (1) Trainer / Assistent: Wiktor Tichonow / Igor Dmitrijew | Tor: Sergei Mylnikow Verteidigung: Wladimir Malachow, Wladimir Konstantinow, Michail Tatarinow, Wjatscheslaw Fetissow, Igor Krawtschuk, Alexei Gussarow Sturm: Andrei Chomutow (2), Wjatscheslaw Bykow, Waleri Kamenski (1), Sergei Nemtschinow (2), Alexander Semak, Juri Leonow, Sergei Makarow, Sergei Fjodorow, Pawel Bure, Ilja Bjakin, Wiktor Tjumenew, Jewgeni Dawydow (1) Trainer / Assistent: Wiktor Tichonow / Igor Dmitrijew | Tor: Sergei Mylnikow Verteidigung: Wladimir Malachow, Wladimir Konstantinow, Michail Tatarinow, Wjatscheslaw Fetissow, Igor Krawtschuk, Alexei Gussarow Sturm: Andrei Chomutow (2), Wjatscheslaw Bykow, Waleri Kamenski (1), Sergei Nemtschinow (2), Alexander Semak, Juri Leonow, Sergei Makarow, Sergei Fjodorow, Pawel Bure, Ilja Bjakin, Wiktor Tjumenew, Jewgeni Dawydow (1) Trainer / Assistent: Wiktor Tichonow / Igor Dmitrijew | Tor: Sergei Mylnikow Verteidigung: Wladimir Malachow, Wladimir Konstantinow, Michail Tatarinow, Wjatscheslaw Fetissow, Igor Krawtschuk, Alexei Gussarow Sturm: Andrei Chomutow (2), Wjatscheslaw Bykow, Waleri Kamenski (1), Sergei Nemtschinow (2), Alexander Semak, Juri Leonow, Sergei Makarow, Sergei Fjodorow, Pawel Bure, Ilja Bjakin, Wiktor Tjumenew, Jewgeni Dawydow (1) Trainer / Assistent: Wiktor Tichonow / Igor Dmitrijew | Tor: Sergei Mylnikow Verteidigung: Wladimir Malachow, Wladimir Konstantinow, Michail Tatarinow, Wjatscheslaw Fetissow, Igor Krawtschuk, Alexei Gussarow Sturm: Andrei Chomutow (2), Wjatscheslaw Bykow, Waleri Kamenski (1), Sergei Nemtschinow (2), Alexander Semak, Juri Leonow, Sergei Makarow, Sergei Fjodorow, Pawel Bure, Ilja Bjakin, Wiktor Tjumenew, Jewgeni Dawydow (1) Trainer / Assistent: Wiktor Tichonow / Igor Dmitrijew |
| Nr. 843 22. April 1990    | 1:3 (1:0, 0:2, 0:1) | 0 Schweden | * | 0Bern, SUI | 0WM 1990 / EM 1990 | |
| Aufstellung               | Tor: Sergei Mylnikow Verteidigung: Wladimir Malachow, Wladimir Konstantinow, Michail Tatarinow, Wjatscheslaw Fetissow, Igor Krawtschuk, Alexei Gussarow Sturm: Andrei Chomutow (1), Wjatscheslaw Bykow, Waleri Kamenski, Sergei Nemtschinow, Alexander Semak, Juri Leonow, Sergei Makarow, Sergei Fjodorow, Pawel Bure, Ilja Bjakin, Wiktor Tjumenew, Jewgeni Dawydow Trainer / Assistent: Wiktor Tichonow / Igor Dmitrijew | Tor: Sergei Mylnikow Verteidigung: Wladimir Malachow, Wladimir Konstantinow, Michail Tatarinow, Wjatscheslaw Fetissow, Igor Krawtschuk, Alexei Gussarow Sturm: Andrei Chomutow (1), Wjatscheslaw Bykow, Waleri Kamenski, Sergei Nemtschinow, Alexander Semak, Juri Leonow, Sergei Makarow, Sergei Fjodorow, Pawel Bure, Ilja Bjakin, Wiktor Tjumenew, Jewgeni Dawydow Trainer / Assistent: Wiktor Tichonow / Igor Dmitrijew | Tor: Sergei Mylnikow Verteidigung: Wladimir Malachow, Wladimir Konstantinow, Michail Tatarinow, Wjatscheslaw Fetissow, Igor Krawtschuk, Alexei Gussarow Sturm: Andrei Chomutow (1), Wjatscheslaw Bykow, Waleri Kamenski, Sergei Nemtschinow, Alexander Semak, Juri Leonow, Sergei Makarow, Sergei Fjodorow, Pawel Bure, Ilja Bjakin, Wiktor Tjumenew, Jewgeni Dawydow Trainer / Assistent: Wiktor Tichonow / Igor Dmitrijew | Tor: Sergei Mylnikow Verteidigung: Wladimir Malachow, Wladimir Konstantinow, Michail Tatarinow, Wjatscheslaw Fetissow, Igor Krawtschuk, Alexei Gussarow Sturm: Andrei Chomutow (1), Wjatscheslaw Bykow, Waleri Kamenski, Sergei Nemtschinow, Alexander Semak, Juri Leonow, Sergei Makarow, Sergei Fjodorow, Pawel Bure, Ilja Bjakin, Wiktor Tjumenew, Jewgeni Dawydow Trainer / Assistent: Wiktor Tichonow / Igor Dmitrijew | Tor: Sergei Mylnikow Verteidigung: Wladimir Malachow, Wladimir Konstantinow, Michail Tatarinow, Wjatscheslaw Fetissow, Igor Krawtschuk, Alexei Gussarow Sturm: Andrei Chomutow (1), Wjatscheslaw Bykow, Waleri Kamenski, Sergei Nemtschinow, Alexander Semak, Juri Leonow, Sergei Makarow, Sergei Fjodorow, Pawel Bure, Ilja Bjakin, Wiktor Tjumenew, Jewgeni Dawydow Trainer / Assistent: Wiktor Tichonow / Igor Dmitrijew | Tor: Sergei Mylnikow Verteidigung: Wladimir Malachow, Wladimir Konstantinow, Michail Tatarinow, Wjatscheslaw Fetissow, Igor Krawtschuk, Alexei Gussarow Sturm: Andrei Chomutow (1), Wjatscheslaw Bykow, Waleri Kamenski, Sergei Nemtschinow, Alexander Semak, Juri Leonow, Sergei Makarow, Sergei Fjodorow, Pawel Bure, Ilja Bjakin, Wiktor Tjumenew, Jewgeni Dawydow Trainer / Assistent: Wiktor Tichonow / Igor Dmitrijew |
| Nr. 844 24. April 1990    | 4:1 (2:0, 1:0, 1:1) | 0 Tschechoslowakei | * | 0Bern, SUI | 0WM 1990 / EM 1990 | |
| Aufstellung               | Tor: Artūrs Irbe Verteidigung: Wladimir Malachow, Wladimir Konstantinow (1), Michail Tatarinow, Wjatscheslaw Fetissow, Igor Krawtschuk, Alexei Gussarow (1) Sturm: Andrei Chomutow, Wjatscheslaw Bykow, Waleri Kamenski (1), Sergei Nemtschinow, Alexander Semak (1), Juri Leonow, Ilja Bjakin, Sergei Fjodorow, Pawel Bure, Sergei Makarow, Dmytro Chrystytsch, Jewgeni Dawydow Trainer / Assistent: Wiktor Tichonow / Igor Dmitrijew | Tor: Artūrs Irbe Verteidigung: Wladimir Malachow, Wladimir Konstantinow (1), Michail Tatarinow, Wjatscheslaw Fetissow, Igor Krawtschuk, Alexei Gussarow (1) Sturm: Andrei Chomutow, Wjatscheslaw Bykow, Waleri Kamenski (1), Sergei Nemtschinow, Alexander Semak (1), Juri Leonow, Ilja Bjakin, Sergei Fjodorow, Pawel Bure, Sergei Makarow, Dmytro Chrystytsch, Jewgeni Dawydow Trainer / Assistent: Wiktor Tichonow / Igor Dmitrijew | Tor: Artūrs Irbe Verteidigung: Wladimir Malachow, Wladimir Konstantinow (1), Michail Tatarinow, Wjatscheslaw Fetissow, Igor Krawtschuk, Alexei Gussarow (1) Sturm: Andrei Chomutow, Wjatscheslaw Bykow, Waleri Kamenski (1), Sergei Nemtschinow, Alexander Semak (1), Juri Leonow, Ilja Bjakin, Sergei Fjodorow, Pawel Bure, Sergei Makarow, Dmytro Chrystytsch, Jewgeni Dawydow Trainer / Assistent: Wiktor Tichonow / Igor Dmitrijew | Tor: Artūrs Irbe Verteidigung: Wladimir Malachow, Wladimir Konstantinow (1), Michail Tatarinow, Wjatscheslaw Fetissow, Igor Krawtschuk, Alexei Gussarow (1) Sturm: Andrei Chomutow, Wjatscheslaw Bykow, Waleri Kamenski (1), Sergei Nemtschinow, Alexander Semak (1), Juri Leonow, Ilja Bjakin, Sergei Fjodorow, Pawel Bure, Sergei Makarow, Dmytro Chrystytsch, Jewgeni Dawydow Trainer / Assistent: Wiktor Tichonow / Igor Dmitrijew | Tor: Artūrs Irbe Verteidigung: Wladimir Malachow, Wladimir Konstantinow (1), Michail Tatarinow, Wjatscheslaw Fetissow, Igor Krawtschuk, Alexei Gussarow (1) Sturm: Andrei Chomutow, Wjatscheslaw Bykow, Waleri Kamenski (1), Sergei Nemtschinow, Alexander Semak (1), Juri Leonow, Ilja Bjakin, Sergei Fjodorow, Pawel Bure, Sergei Makarow, Dmytro Chrystytsch, Jewgeni Dawydow Trainer / Assistent: Wiktor Tichonow / Igor Dmitrijew | Tor: Artūrs Irbe Verteidigung: Wladimir Malachow, Wladimir Konstantinow (1), Michail Tatarinow, Wjatscheslaw Fetissow, Igor Krawtschuk, Alexei Gussarow (1) Sturm: Andrei Chomutow, Wjatscheslaw Bykow, Waleri Kamenski (1), Sergei Nemtschinow, Alexander Semak (1), Juri Leonow, Ilja Bjakin, Sergei Fjodorow, Pawel Bure, Sergei Makarow, Dmytro Chrystytsch, Jewgeni Dawydow Trainer / Assistent: Wiktor Tichonow / Igor Dmitrijew |
| Nr. 845 26. April 1990    | 3:3 (0:1, 2:2, 1:0) | 0 Kanada | * | 0Bern, SUI | 0WM 1990 / EM 1990 | |
| Aufstellung               | Tor: Artūrs Irbe Verteidigung: Wladimir Malachow, Wladimir Konstantinow, Michail Tatarinow (1), Wjatscheslaw Fetissow, Igor Krawtschuk, Alexei Gussarow Sturm: Andrei Chomutow, Wjatscheslaw Bykow, Waleri Kamenski, Sergei Nemtschinow, Alexander Semak, Juri Leonow, Ilja Bjakin, Sergei Fjodorow (1), Pawel Bure, Sergei Makarow, Dmytro Chrystytsch (1), Jewgeni Dawydow Trainer / Assistent: Wiktor Tichonow / Igor Dmitrijew | Tor: Artūrs Irbe Verteidigung: Wladimir Malachow, Wladimir Konstantinow, Michail Tatarinow (1), Wjatscheslaw Fetissow, Igor Krawtschuk, Alexei Gussarow Sturm: Andrei Chomutow, Wjatscheslaw Bykow, Waleri Kamenski, Sergei Nemtschinow, Alexander Semak, Juri Leonow, Ilja Bjakin, Sergei Fjodorow (1), Pawel Bure, Sergei Makarow, Dmytro Chrystytsch (1), Jewgeni Dawydow Trainer / Assistent: Wiktor Tichonow / Igor Dmitrijew | Tor: Artūrs Irbe Verteidigung: Wladimir Malachow, Wladimir Konstantinow, Michail Tatarinow (1), Wjatscheslaw Fetissow, Igor Krawtschuk, Alexei Gussarow Sturm: Andrei Chomutow, Wjatscheslaw Bykow, Waleri Kamenski, Sergei Nemtschinow, Alexander Semak, Juri Leonow, Ilja Bjakin, Sergei Fjodorow (1), Pawel Bure, Sergei Makarow, Dmytro Chrystytsch (1), Jewgeni Dawydow Trainer / Assistent: Wiktor Tichonow / Igor Dmitrijew | Tor: Artūrs Irbe Verteidigung: Wladimir Malachow, Wladimir Konstantinow, Michail Tatarinow (1), Wjatscheslaw Fetissow, Igor Krawtschuk, Alexei Gussarow Sturm: Andrei Chomutow, Wjatscheslaw Bykow, Waleri Kamenski, Sergei Nemtschinow, Alexander Semak, Juri Leonow, Ilja Bjakin, Sergei Fjodorow (1), Pawel Bure, Sergei Makarow, Dmytro Chrystytsch (1), Jewgeni Dawydow Trainer / Assistent: Wiktor Tichonow / Igor Dmitrijew | Tor: Artūrs Irbe Verteidigung: Wladimir Malachow, Wladimir Konstantinow, Michail Tatarinow (1), Wjatscheslaw Fetissow, Igor Krawtschuk, Alexei Gussarow Sturm: Andrei Chomutow, Wjatscheslaw Bykow, Waleri Kamenski, Sergei Nemtschinow, Alexander Semak, Juri Leonow, Ilja Bjakin, Sergei Fjodorow (1), Pawel Bure, Sergei Makarow, Dmytro Chrystytsch (1), Jewgeni Dawydow Trainer / Assistent: Wiktor Tichonow / Igor Dmitrijew | Tor: Artūrs Irbe Verteidigung: Wladimir Malachow, Wladimir Konstantinow, Michail Tatarinow (1), Wjatscheslaw Fetissow, Igor Krawtschuk, Alexei Gussarow Sturm: Andrei Chomutow, Wjatscheslaw Bykow, Waleri Kamenski, Sergei Nemtschinow, Alexander Semak, Juri Leonow, Ilja Bjakin, Sergei Fjodorow (1), Pawel Bure, Sergei Makarow, Dmytro Chrystytsch (1), Jewgeni Dawydow Trainer / Assistent: Wiktor Tichonow / Igor Dmitrijew |
| Nr. 846 28. April 1990    | 3:0 (0:0, 1:0, 2:0) | 0 Schweden | * | 0Bern, SUI | 0WM 1990 / EM 1990 | |
| Aufstellung               | Tor: Artūrs Irbe Verteidigung: Wladimir Malachow, Wladimir Konstantinow, Michail Tatarinow, Wjatscheslaw Fetissow, Igor Krawtschuk, Alexei Gussarow Sturm: Andrei Chomutow (1), Wjatscheslaw Bykow, Waleri Kamenski, Sergei Nemtschinow, Alexander Semak, Juri Leonow, Ilja Bjakin, Sergei Fjodorow, Pawel Bure, Sergei Makarow (1), Dmytro Chrystytsch (1), Sergei Prjachin Trainer / Assistent: Wiktor Tichonow / Igor Dmitrijew | Tor: Artūrs Irbe Verteidigung: Wladimir Malachow, Wladimir Konstantinow, Michail Tatarinow, Wjatscheslaw Fetissow, Igor Krawtschuk, Alexei Gussarow Sturm: Andrei Chomutow (1), Wjatscheslaw Bykow, Waleri Kamenski, Sergei Nemtschinow, Alexander Semak, Juri Leonow, Ilja Bjakin, Sergei Fjodorow, Pawel Bure, Sergei Makarow (1), Dmytro Chrystytsch (1), Sergei Prjachin Trainer / Assistent: Wiktor Tichonow / Igor Dmitrijew | Tor: Artūrs Irbe Verteidigung: Wladimir Malachow, Wladimir Konstantinow, Michail Tatarinow, Wjatscheslaw Fetissow, Igor Krawtschuk, Alexei Gussarow Sturm: Andrei Chomutow (1), Wjatscheslaw Bykow, Waleri Kamenski, Sergei Nemtschinow, Alexander Semak, Juri Leonow, Ilja Bjakin, Sergei Fjodorow, Pawel Bure, Sergei Makarow (1), Dmytro Chrystytsch (1), Sergei Prjachin Trainer / Assistent: Wiktor Tichonow / Igor Dmitrijew | Tor: Artūrs Irbe Verteidigung: Wladimir Malachow, Wladimir Konstantinow, Michail Tatarinow, Wjatscheslaw Fetissow, Igor Krawtschuk, Alexei Gussarow Sturm: Andrei Chomutow (1), Wjatscheslaw Bykow, Waleri Kamenski, Sergei Nemtschinow, Alexander Semak, Juri Leonow, Ilja Bjakin, Sergei Fjodorow, Pawel Bure, Sergei Makarow (1), Dmytro Chrystytsch (1), Sergei Prjachin Trainer / Assistent: Wiktor Tichonow / Igor Dmitrijew | Tor: Artūrs Irbe Verteidigung: Wladimir Malachow, Wladimir Konstantinow, Michail Tatarinow, Wjatscheslaw Fetissow, Igor Krawtschuk, Alexei Gussarow Sturm: Andrei Chomutow (1), Wjatscheslaw Bykow, Waleri Kamenski, Sergei Nemtschinow, Alexander Semak, Juri Leonow, Ilja Bjakin, Sergei Fjodorow, Pawel Bure, Sergei Makarow (1), Dmytro Chrystytsch (1), Sergei Prjachin Trainer / Assistent: Wiktor Tichonow / Igor Dmitrijew | Tor: Artūrs Irbe Verteidigung: Wladimir Malachow, Wladimir Konstantinow, Michail Tatarinow, Wjatscheslaw Fetissow, Igor Krawtschuk, Alexei Gussarow Sturm: Andrei Chomutow (1), Wjatscheslaw Bykow, Waleri Kamenski, Sergei Nemtschinow, Alexander Semak, Juri Leonow, Ilja Bjakin, Sergei Fjodorow, Pawel Bure, Sergei Makarow (1), Dmytro Chrystytsch (1), Sergei Prjachin Trainer / Assistent: Wiktor Tichonow / Igor Dmitrijew |
| Nr. 847 30. April 1990    | 7:1 (4:0, 0:1, 3:0) | 0 Kanada | * | 0Bern, SUI | 0WM 1990 / EM 1990 | |
| Aufstellung               | Tor: Artūrs Irbe Verteidigung: Wladimir Malachow, Wladimir Konstantinow, Michail Tatarinow (1), Wjatscheslaw Fetissow (1), Igor Krawtschuk, Alexei Gussarow Sturm: Andrei Chomutow (1), Wjatscheslaw Bykow (1), Waleri Kamenski (1), Sergei Nemtschinow, Alexander Semak, Jewgeni Dawydow (1), Ilja Bjakin, Sergei Fjodorow (1), Pawel Bure, Sergei Makarow, Dmytro Chrystytsch, Sergei Prjachin Trainer / Assistent: Wiktor Tichonow / Igor Dmitrijew | Tor: Artūrs Irbe Verteidigung: Wladimir Malachow, Wladimir Konstantinow, Michail Tatarinow (1), Wjatscheslaw Fetissow (1), Igor Krawtschuk, Alexei Gussarow Sturm: Andrei Chomutow (1), Wjatscheslaw Bykow (1), Waleri Kamenski (1), Sergei Nemtschinow, Alexander Semak, Jewgeni Dawydow (1), Ilja Bjakin, Sergei Fjodorow (1), Pawel Bure, Sergei Makarow, Dmytro Chrystytsch, Sergei Prjachin Trainer / Assistent: Wiktor Tichonow / Igor Dmitrijew | Tor: Artūrs Irbe Verteidigung: Wladimir Malachow, Wladimir Konstantinow, Michail Tatarinow (1), Wjatscheslaw Fetissow (1), Igor Krawtschuk, Alexei Gussarow Sturm: Andrei Chomutow (1), Wjatscheslaw Bykow (1), Waleri Kamenski (1), Sergei Nemtschinow, Alexander Semak, Jewgeni Dawydow (1), Ilja Bjakin, Sergei Fjodorow (1), Pawel Bure, Sergei Makarow, Dmytro Chrystytsch, Sergei Prjachin Trainer / Assistent: Wiktor Tichonow / Igor Dmitrijew | Tor: Artūrs Irbe Verteidigung: Wladimir Malachow, Wladimir Konstantinow, Michail Tatarinow (1), Wjatscheslaw Fetissow (1), Igor Krawtschuk, Alexei Gussarow Sturm: Andrei Chomutow (1), Wjatscheslaw Bykow (1), Waleri Kamenski (1), Sergei Nemtschinow, Alexander Semak, Jewgeni Dawydow (1), Ilja Bjakin, Sergei Fjodorow (1), Pawel Bure, Sergei Makarow, Dmytro Chrystytsch, Sergei Prjachin Trainer / Assistent: Wiktor Tichonow / Igor Dmitrijew | Tor: Artūrs Irbe Verteidigung: Wladimir Malachow, Wladimir Konstantinow, Michail Tatarinow (1), Wjatscheslaw Fetissow (1), Igor Krawtschuk, Alexei Gussarow Sturm: Andrei Chomutow (1), Wjatscheslaw Bykow (1), Waleri Kamenski (1), Sergei Nemtschinow, Alexander Semak, Jewgeni Dawydow (1), Ilja Bjakin, Sergei Fjodorow (1), Pawel Bure, Sergei Makarow, Dmytro Chrystytsch, Sergei Prjachin Trainer / Assistent: Wiktor Tichonow / Igor Dmitrijew | Tor: Artūrs Irbe Verteidigung: Wladimir Malachow, Wladimir Konstantinow, Michail Tatarinow (1), Wjatscheslaw Fetissow (1), Igor Krawtschuk, Alexei Gussarow Sturm: Andrei Chomutow (1), Wjatscheslaw Bykow (1), Waleri Kamenski (1), Sergei Nemtschinow, Alexander Semak, Jewgeni Dawydow (1), Ilja Bjakin, Sergei Fjodorow (1), Pawel Bure, Sergei Makarow, Dmytro Chrystytsch, Sergei Prjachin Trainer / Assistent: Wiktor Tichonow / Igor Dmitrijew |
| Nr. 848 2. Mai 1990       | 5:0 (0:0, 2:0, 3:0) | 0 Tschechoslowakei | * | 0Bern, SUI | 0WM 1990 / EM 1990 | 022. WM-Titel 0EM-Zweiter |
| Aufstellung               | Tor: Artūrs Irbe, Wladimir Myschkin (56. Min.) Verteidigung: Wladimir Malachow, Wladimir Konstantinow, Michail Tatarinow, Wjatscheslaw Fetissow, Igor Krawtschuk, Alexei Gussarow Sturm: Andrei Chomutow, Wjatscheslaw Bykow (1), Waleri Kamenski (2), Sergei Nemtschinow, Alexander Semak, Jewgeni Dawydow (1), Ilja Bjakin, Sergei Fjodorow, Pawel Bure, Sergei Makarow (1), Dmytro Chrystytsch, Sergei Prjachin Trainer / Assistent: Wiktor Tichonow / Igor Dmitrijew | Tor: Artūrs Irbe, Wladimir Myschkin (56. Min.) Verteidigung: Wladimir Malachow, Wladimir Konstantinow, Michail Tatarinow, Wjatscheslaw Fetissow, Igor Krawtschuk, Alexei Gussarow Sturm: Andrei Chomutow, Wjatscheslaw Bykow (1), Waleri Kamenski (2), Sergei Nemtschinow, Alexander Semak, Jewgeni Dawydow (1), Ilja Bjakin, Sergei Fjodorow, Pawel Bure, Sergei Makarow (1), Dmytro Chrystytsch, Sergei Prjachin Trainer / Assistent: Wiktor Tichonow / Igor Dmitrijew | Tor: Artūrs Irbe, Wladimir Myschkin (56. Min.) Verteidigung: Wladimir Malachow, Wladimir Konstantinow, Michail Tatarinow, Wjatscheslaw Fetissow, Igor Krawtschuk, Alexei Gussarow Sturm: Andrei Chomutow, Wjatscheslaw Bykow (1), Waleri Kamenski (2), Sergei Nemtschinow, Alexander Semak, Jewgeni Dawydow (1), Ilja Bjakin, Sergei Fjodorow, Pawel Bure, Sergei Makarow (1), Dmytro Chrystytsch, Sergei Prjachin Trainer / Assistent: Wiktor Tichonow / Igor Dmitrijew | Tor: Artūrs Irbe, Wladimir Myschkin (56. Min.) Verteidigung: Wladimir Malachow, Wladimir Konstantinow, Michail Tatarinow, Wjatscheslaw Fetissow, Igor Krawtschuk, Alexei Gussarow Sturm: Andrei Chomutow, Wjatscheslaw Bykow (1), Waleri Kamenski (2), Sergei Nemtschinow, Alexander Semak, Jewgeni Dawydow (1), Ilja Bjakin, Sergei Fjodorow, Pawel Bure, Sergei Makarow (1), Dmytro Chrystytsch, Sergei Prjachin Trainer / Assistent: Wiktor Tichonow / Igor Dmitrijew | Tor: Artūrs Irbe, Wladimir Myschkin (56. Min.) Verteidigung: Wladimir Malachow, Wladimir Konstantinow, Michail Tatarinow, Wjatscheslaw Fetissow, Igor Krawtschuk, Alexei Gussarow Sturm: Andrei Chomutow, Wjatscheslaw Bykow (1), Waleri Kamenski (2), Sergei Nemtschinow, Alexander Semak, Jewgeni Dawydow (1), Ilja Bjakin, Sergei Fjodorow, Pawel Bure, Sergei Makarow (1), Dmytro Chrystytsch, Sergei Prjachin Trainer / Assistent: Wiktor Tichonow / Igor Dmitrijew | Tor: Artūrs Irbe, Wladimir Myschkin (56. Min.) Verteidigung: Wladimir Malachow, Wladimir Konstantinow, Michail Tatarinow, Wjatscheslaw Fetissow, Igor Krawtschuk, Alexei Gussarow Sturm: Andrei Chomutow, Wjatscheslaw Bykow (1), Waleri Kamenski (2), Sergei Nemtschinow, Alexander Semak, Jewgeni Dawydow (1), Ilja Bjakin, Sergei Fjodorow, Pawel Bure, Sergei Makarow (1), Dmytro Chrystytsch, Sergei Prjachin Trainer / Assistent: Wiktor Tichonow / Igor Dmitrijew |
| Nr. 849 13. Mai 1990      | 17:3 (10:1, 5:1, 2:1) | 0 Japan | A | 0Tokio, JPN | 0Japan Cup | |
| Aufstellung               | Tor: Artūrs Irbe, Wladimir Myschkin (29. Min.) Verteidigung: Wladimir Malachow, Wladimir Konstantinow, Michail Tatarinow (1), Alexander Smirnow, Igor Krawtschuk (1), Alexei Gussarow Sturm: Pawel Bure (2), Dmytro Chrystytsch (1), Waleri Kamenski (2), Sergei Nemtschinow (3), Alexander Semak, Jewgeni Dawydow, Andrei Kowalenko (2), Wjatscheslaw Buzajew (2), Oleg Snarok (2), Waleri Schirjajew, Ilja Bjakin, Andrei Potaitschuk (1) Trainer / Assistent: Wiktor Tichonow / Igor Dmitrijew                                                                                 | Tor: Artūrs Irbe, Wladimir Myschkin (29. Min.) Verteidigung: Wladimir Malachow, Wladimir Konstantinow, Michail Tatarinow (1), Alexander Smirnow, Igor Krawtschuk (1), Alexei Gussarow Sturm: Pawel Bure (2), Dmytro Chrystytsch (1), Waleri Kamenski (2), Sergei Nemtschinow (3), Alexander Semak, Jewgeni Dawydow, Andrei Kowalenko (2), Wjatscheslaw Buzajew (2), Oleg Snarok (2), Waleri Schirjajew, Ilja Bjakin, Andrei Potaitschuk (1) Trainer / Assistent: Wiktor Tichonow / Igor Dmitrijew                                                                                 | Tor: Artūrs Irbe, Wladimir Myschkin (29. Min.) Verteidigung: Wladimir Malachow, Wladimir Konstantinow, Michail Tatarinow (1), Alexander Smirnow, Igor Krawtschuk (1), Alexei Gussarow Sturm: Pawel Bure (2), Dmytro Chrystytsch (1), Waleri Kamenski (2), Sergei Nemtschinow (3), Alexander Semak, Jewgeni Dawydow, Andrei Kowalenko (2), Wjatscheslaw Buzajew (2), Oleg Snarok (2), Waleri Schirjajew, Ilja Bjakin, Andrei Potaitschuk (1) Trainer / Assistent: Wiktor Tichonow / Igor Dmitrijew                                                                                 | Tor: Artūrs Irbe, Wladimir Myschkin (29. Min.) Verteidigung: Wladimir Malachow, Wladimir Konstantinow, Michail Tatarinow (1), Alexander Smirnow, Igor Krawtschuk (1), Alexei Gussarow Sturm: Pawel Bure (2), Dmytro Chrystytsch (1), Waleri Kamenski (2), Sergei Nemtschinow (3), Alexander Semak, Jewgeni Dawydow, Andrei Kowalenko (2), Wjatscheslaw Buzajew (2), Oleg Snarok (2), Waleri Schirjajew, Ilja Bjakin, Andrei Potaitschuk (1) Trainer / Assistent: Wiktor Tichonow / Igor Dmitrijew                                                                                 | Tor: Artūrs Irbe, Wladimir Myschkin (29. Min.) Verteidigung: Wladimir Malachow, Wladimir Konstantinow, Michail Tatarinow (1), Alexander Smirnow, Igor Krawtschuk (1), Alexei Gussarow Sturm: Pawel Bure (2), Dmytro Chrystytsch (1), Waleri Kamenski (2), Sergei Nemtschinow (3), Alexander Semak, Jewgeni Dawydow, Andrei Kowalenko (2), Wjatscheslaw Buzajew (2), Oleg Snarok (2), Waleri Schirjajew, Ilja Bjakin, Andrei Potaitschuk (1) Trainer / Assistent: Wiktor Tichonow / Igor Dmitrijew                                                                                 | Tor: Artūrs Irbe, Wladimir Myschkin (29. Min.) Verteidigung: Wladimir Malachow, Wladimir Konstantinow, Michail Tatarinow (1), Alexander Smirnow, Igor Krawtschuk (1), Alexei Gussarow Sturm: Pawel Bure (2), Dmytro Chrystytsch (1), Waleri Kamenski (2), Sergei Nemtschinow (3), Alexander Semak, Jewgeni Dawydow, Andrei Kowalenko (2), Wjatscheslaw Buzajew (2), Oleg Snarok (2), Waleri Schirjajew, Ilja Bjakin, Andrei Potaitschuk (1) Trainer / Assistent: Wiktor Tichonow / Igor Dmitrijew                                                                                 |
| Nr. 850 14. Mai 1990      | 5:2 (2:0, 1:2, 2:0) | 0 Schweden | * | 0Tokio, JPN | 0Japan Cup | |
| Aufstellung               | Tor: Artūrs Irbe Verteidigung: Wladimir Malachow, Wladimir Konstantinow, Michail Tatarinow, Sergei Subow, Igor Krawtschuk, Alexei Gussarow, Waleri Schirjajew, Alexander Smirnow Sturm: Pawel Bure (2), Dmytro Chrystytsch, Waleri Kamenski (1), Sergei Nemtschinow (1), Alexander Semak (1), Jewgeni Dawydow, Andrei Kowalenko, Wjatscheslaw Buzajew, Oleg Snarok, Ilja Bjakin, Alexei Schamnow, Andrei Potaitschuk Trainer / Assistent: Wiktor Tichonow / Igor Dmitrijew | Tor: Artūrs Irbe Verteidigung: Wladimir Malachow, Wladimir Konstantinow, Michail Tatarinow, Sergei Subow, Igor Krawtschuk, Alexei Gussarow, Waleri Schirjajew, Alexander Smirnow Sturm: Pawel Bure (2), Dmytro Chrystytsch, Waleri Kamenski (1), Sergei Nemtschinow (1), Alexander Semak (1), Jewgeni Dawydow, Andrei Kowalenko, Wjatscheslaw Buzajew, Oleg Snarok, Ilja Bjakin, Alexei Schamnow, Andrei Potaitschuk Trainer / Assistent: Wiktor Tichonow / Igor Dmitrijew | Tor: Artūrs Irbe Verteidigung: Wladimir Malachow, Wladimir Konstantinow, Michail Tatarinow, Sergei Subow, Igor Krawtschuk, Alexei Gussarow, Waleri Schirjajew, Alexander Smirnow Sturm: Pawel Bure (2), Dmytro Chrystytsch, Waleri Kamenski (1), Sergei Nemtschinow (1), Alexander Semak (1), Jewgeni Dawydow, Andrei Kowalenko, Wjatscheslaw Buzajew, Oleg Snarok, Ilja Bjakin, Alexei Schamnow, Andrei Potaitschuk Trainer / Assistent: Wiktor Tichonow / Igor Dmitrijew | Tor: Artūrs Irbe Verteidigung: Wladimir Malachow, Wladimir Konstantinow, Michail Tatarinow, Sergei Subow, Igor Krawtschuk, Alexei Gussarow, Waleri Schirjajew, Alexander Smirnow Sturm: Pawel Bure (2), Dmytro Chrystytsch, Waleri Kamenski (1), Sergei Nemtschinow (1), Alexander Semak (1), Jewgeni Dawydow, Andrei Kowalenko, Wjatscheslaw Buzajew, Oleg Snarok, Ilja Bjakin, Alexei Schamnow, Andrei Potaitschuk Trainer / Assistent: Wiktor Tichonow / Igor Dmitrijew | Tor: Artūrs Irbe Verteidigung: Wladimir Malachow, Wladimir Konstantinow, Michail Tatarinow, Sergei Subow, Igor Krawtschuk, Alexei Gussarow, Waleri Schirjajew, Alexander Smirnow Sturm: Pawel Bure (2), Dmytro Chrystytsch, Waleri Kamenski (1), Sergei Nemtschinow (1), Alexander Semak (1), Jewgeni Dawydow, Andrei Kowalenko, Wjatscheslaw Buzajew, Oleg Snarok, Ilja Bjakin, Alexei Schamnow, Andrei Potaitschuk Trainer / Assistent: Wiktor Tichonow / Igor Dmitrijew | Tor: Artūrs Irbe Verteidigung: Wladimir Malachow, Wladimir Konstantinow, Michail Tatarinow, Sergei Subow, Igor Krawtschuk, Alexei Gussarow, Waleri Schirjajew, Alexander Smirnow Sturm: Pawel Bure (2), Dmytro Chrystytsch, Waleri Kamenski (1), Sergei Nemtschinow (1), Alexander Semak (1), Jewgeni Dawydow, Andrei Kowalenko, Wjatscheslaw Buzajew, Oleg Snarok, Ilja Bjakin, Alexei Schamnow, Andrei Potaitschuk Trainer / Assistent: Wiktor Tichonow / Igor Dmitrijew |
| Nr. 851 16. Mai 1990      | 10:2 (2:1, 5:1, 3:0) | 0 Japan | A | 0Tokio, JPN | 0Japan Cup | |
| Aufstellung               | Tor: Artūrs Irbe, Wladimir Myschkin (41. Min.) Verteidigung: Wladimir Malachow, Wladimir Konstantinow (1), Igor Krawtschuk (1), Alexei Gussarow (1), Waleri Schirjajew, Alexander Smirnow (1), Sergei Subow Sturm: Pawel Bure, Dmytro Chrystytsch, Waleri Kamenski, Sergei Nemtschinow, Alexander Semak, Jewgeni Dawydow, Andrei Kowalenko (1), Wjatscheslaw Buzajew (2), Oleg Snarok (1), Ilja Bjakin (1), Alexei Schamnow, Andrei Potaitschuk (1) Trainer / Assistent: Wiktor Tichonow / Igor Dmitrijew                                                                         | Tor: Artūrs Irbe, Wladimir Myschkin (41. Min.) Verteidigung: Wladimir Malachow, Wladimir Konstantinow (1), Igor Krawtschuk (1), Alexei Gussarow (1), Waleri Schirjajew, Alexander Smirnow (1), Sergei Subow Sturm: Pawel Bure, Dmytro Chrystytsch, Waleri Kamenski, Sergei Nemtschinow, Alexander Semak, Jewgeni Dawydow, Andrei Kowalenko (1), Wjatscheslaw Buzajew (2), Oleg Snarok (1), Ilja Bjakin (1), Alexei Schamnow, Andrei Potaitschuk (1) Trainer / Assistent: Wiktor Tichonow / Igor Dmitrijew                                                                         | Tor: Artūrs Irbe, Wladimir Myschkin (41. Min.) Verteidigung: Wladimir Malachow, Wladimir Konstantinow (1), Igor Krawtschuk (1), Alexei Gussarow (1), Waleri Schirjajew, Alexander Smirnow (1), Sergei Subow Sturm: Pawel Bure, Dmytro Chrystytsch, Waleri Kamenski, Sergei Nemtschinow, Alexander Semak, Jewgeni Dawydow, Andrei Kowalenko (1), Wjatscheslaw Buzajew (2), Oleg Snarok (1), Ilja Bjakin (1), Alexei Schamnow, Andrei Potaitschuk (1) Trainer / Assistent: Wiktor Tichonow / Igor Dmitrijew                                                                         | Tor: Artūrs Irbe, Wladimir Myschkin (41. Min.) Verteidigung: Wladimir Malachow, Wladimir Konstantinow (1), Igor Krawtschuk (1), Alexei Gussarow (1), Waleri Schirjajew, Alexander Smirnow (1), Sergei Subow Sturm: Pawel Bure, Dmytro Chrystytsch, Waleri Kamenski, Sergei Nemtschinow, Alexander Semak, Jewgeni Dawydow, Andrei Kowalenko (1), Wjatscheslaw Buzajew (2), Oleg Snarok (1), Ilja Bjakin (1), Alexei Schamnow, Andrei Potaitschuk (1) Trainer / Assistent: Wiktor Tichonow / Igor Dmitrijew                                                                         | Tor: Artūrs Irbe, Wladimir Myschkin (41. Min.) Verteidigung: Wladimir Malachow, Wladimir Konstantinow (1), Igor Krawtschuk (1), Alexei Gussarow (1), Waleri Schirjajew, Alexander Smirnow (1), Sergei Subow Sturm: Pawel Bure, Dmytro Chrystytsch, Waleri Kamenski, Sergei Nemtschinow, Alexander Semak, Jewgeni Dawydow, Andrei Kowalenko (1), Wjatscheslaw Buzajew (2), Oleg Snarok (1), Ilja Bjakin (1), Alexei Schamnow, Andrei Potaitschuk (1) Trainer / Assistent: Wiktor Tichonow / Igor Dmitrijew                                                                         | Tor: Artūrs Irbe, Wladimir Myschkin (41. Min.) Verteidigung: Wladimir Malachow, Wladimir Konstantinow (1), Igor Krawtschuk (1), Alexei Gussarow (1), Waleri Schirjajew, Alexander Smirnow (1), Sergei Subow Sturm: Pawel Bure, Dmytro Chrystytsch, Waleri Kamenski, Sergei Nemtschinow, Alexander Semak, Jewgeni Dawydow, Andrei Kowalenko (1), Wjatscheslaw Buzajew (2), Oleg Snarok (1), Ilja Bjakin (1), Alexei Schamnow, Andrei Potaitschuk (1) Trainer / Assistent: Wiktor Tichonow / Igor Dmitrijew                                                                         |
| Nr. 852 17. Mai 1990      | 7:0 (3:0, 2:0, 2:0) | 0 Schweden | * | 0Tokio, JPN | 0Japan Cup | |
| Aufstellung               | Tor: Artūrs Irbe, Wladimir Myschkin (50. Min.) Verteidigung: Wladimir Malachow, Wladimir Konstantinow, Michail Tatarinow, Sergei Subow, Igor Krawtschuk, Alexei Gussarow, Waleri Schirjajew, Alexander Smirnow Sturm: Pawel Bure (1), Dmytro Chrystytsch (1), Waleri Kamenski, Sergei Nemtschinow (2), Alexander Semak, Jewgeni Dawydow, Andrei Kowalenko, Wjatscheslaw Buzajew, Ilja Bjakin, Andrei Potaitschuk (1), Alexei Schamnow (1), Oleg Snarok (1) Trainer / Assistent: Wiktor Tichonow / Igor Dmitrijew                                                                  | Tor: Artūrs Irbe, Wladimir Myschkin (50. Min.) Verteidigung: Wladimir Malachow, Wladimir Konstantinow, Michail Tatarinow, Sergei Subow, Igor Krawtschuk, Alexei Gussarow, Waleri Schirjajew, Alexander Smirnow Sturm: Pawel Bure (1), Dmytro Chrystytsch (1), Waleri Kamenski, Sergei Nemtschinow (2), Alexander Semak, Jewgeni Dawydow, Andrei Kowalenko, Wjatscheslaw Buzajew, Ilja Bjakin, Andrei Potaitschuk (1), Alexei Schamnow (1), Oleg Snarok (1) Trainer / Assistent: Wiktor Tichonow / Igor Dmitrijew                                                                  | Tor: Artūrs Irbe, Wladimir Myschkin (50. Min.) Verteidigung: Wladimir Malachow, Wladimir Konstantinow, Michail Tatarinow, Sergei Subow, Igor Krawtschuk, Alexei Gussarow, Waleri Schirjajew, Alexander Smirnow Sturm: Pawel Bure (1), Dmytro Chrystytsch (1), Waleri Kamenski, Sergei Nemtschinow (2), Alexander Semak, Jewgeni Dawydow, Andrei Kowalenko, Wjatscheslaw Buzajew, Ilja Bjakin, Andrei Potaitschuk (1), Alexei Schamnow (1), Oleg Snarok (1) Trainer / Assistent: Wiktor Tichonow / Igor Dmitrijew                                                                  | Tor: Artūrs Irbe, Wladimir Myschkin (50. Min.) Verteidigung: Wladimir Malachow, Wladimir Konstantinow, Michail Tatarinow, Sergei Subow, Igor Krawtschuk, Alexei Gussarow, Waleri Schirjajew, Alexander Smirnow Sturm: Pawel Bure (1), Dmytro Chrystytsch (1), Waleri Kamenski, Sergei Nemtschinow (2), Alexander Semak, Jewgeni Dawydow, Andrei Kowalenko, Wjatscheslaw Buzajew, Ilja Bjakin, Andrei Potaitschuk (1), Alexei Schamnow (1), Oleg Snarok (1) Trainer / Assistent: Wiktor Tichonow / Igor Dmitrijew                                                                  | Tor: Artūrs Irbe, Wladimir Myschkin (50. Min.) Verteidigung: Wladimir Malachow, Wladimir Konstantinow, Michail Tatarinow, Sergei Subow, Igor Krawtschuk, Alexei Gussarow, Waleri Schirjajew, Alexander Smirnow Sturm: Pawel Bure (1), Dmytro Chrystytsch (1), Waleri Kamenski, Sergei Nemtschinow (2), Alexander Semak, Jewgeni Dawydow, Andrei Kowalenko, Wjatscheslaw Buzajew, Ilja Bjakin, Andrei Potaitschuk (1), Alexei Schamnow (1), Oleg Snarok (1) Trainer / Assistent: Wiktor Tichonow / Igor Dmitrijew                                                                  | Tor: Artūrs Irbe, Wladimir Myschkin (50. Min.) Verteidigung: Wladimir Malachow, Wladimir Konstantinow, Michail Tatarinow, Sergei Subow, Igor Krawtschuk, Alexei Gussarow, Waleri Schirjajew, Alexander Smirnow Sturm: Pawel Bure (1), Dmytro Chrystytsch (1), Waleri Kamenski, Sergei Nemtschinow (2), Alexander Semak, Jewgeni Dawydow, Andrei Kowalenko, Wjatscheslaw Buzajew, Ilja Bjakin, Andrei Potaitschuk (1), Alexei Schamnow (1), Oleg Snarok (1) Trainer / Assistent: Wiktor Tichonow / Igor Dmitrijew                                                                  |
| Nr. 853 15. Juli 1990     | 4:1 (2:0, 1:0, 1:1) | 0 Finnland | A | 0Forssa, FIN | 0Freundschaftsspiel | |
| Aufstellung               | Tor: Artūrs Irbe Verteidigung: Wladimir Malachow, Wladimir Konstantinow, Ilja Bjakin, Michail Tatarinow (1), Igor Krawtschuk, Alexei Gussarow, Sergei Seljanin, Alexander Smirnow, Dmitri Motkow Sturm: Pawel Bure (1), Sergei Fjodorow (1), Waleri Kamenski, Andrej Kawaljou, Alexei Schamnow (1), Igor Dorofejew, Andrei Kowalenko, Wjatscheslaw Buzajew, Jewgeni Dawydow, Sergei Nemtschinow, Alexander Semak, Dmytro Chrystytsch, Wjatscheslaw Koslow Trainer / Assistent: Wiktor Tichonow / Igor Dmitrijew                                                                   | Tor: Artūrs Irbe Verteidigung: Wladimir Malachow, Wladimir Konstantinow, Ilja Bjakin, Michail Tatarinow (1), Igor Krawtschuk, Alexei Gussarow, Sergei Seljanin, Alexander Smirnow, Dmitri Motkow Sturm: Pawel Bure (1), Sergei Fjodorow (1), Waleri Kamenski, Andrej Kawaljou, Alexei Schamnow (1), Igor Dorofejew, Andrei Kowalenko, Wjatscheslaw Buzajew, Jewgeni Dawydow, Sergei Nemtschinow, Alexander Semak, Dmytro Chrystytsch, Wjatscheslaw Koslow Trainer / Assistent: Wiktor Tichonow / Igor Dmitrijew                                                                   | Tor: Artūrs Irbe Verteidigung: Wladimir Malachow, Wladimir Konstantinow, Ilja Bjakin, Michail Tatarinow (1), Igor Krawtschuk, Alexei Gussarow, Sergei Seljanin, Alexander Smirnow, Dmitri Motkow Sturm: Pawel Bure (1), Sergei Fjodorow (1), Waleri Kamenski, Andrej Kawaljou, Alexei Schamnow (1), Igor Dorofejew, Andrei Kowalenko, Wjatscheslaw Buzajew, Jewgeni Dawydow, Sergei Nemtschinow, Alexander Semak, Dmytro Chrystytsch, Wjatscheslaw Koslow Trainer / Assistent: Wiktor Tichonow / Igor Dmitrijew                                                                   | Tor: Artūrs Irbe Verteidigung: Wladimir Malachow, Wladimir Konstantinow, Ilja Bjakin, Michail Tatarinow (1), Igor Krawtschuk, Alexei Gussarow, Sergei Seljanin, Alexander Smirnow, Dmitri Motkow Sturm: Pawel Bure (1), Sergei Fjodorow (1), Waleri Kamenski, Andrej Kawaljou, Alexei Schamnow (1), Igor Dorofejew, Andrei Kowalenko, Wjatscheslaw Buzajew, Jewgeni Dawydow, Sergei Nemtschinow, Alexander Semak, Dmytro Chrystytsch, Wjatscheslaw Koslow Trainer / Assistent: Wiktor Tichonow / Igor Dmitrijew                                                                   | Tor: Artūrs Irbe Verteidigung: Wladimir Malachow, Wladimir Konstantinow, Ilja Bjakin, Michail Tatarinow (1), Igor Krawtschuk, Alexei Gussarow, Sergei Seljanin, Alexander Smirnow, Dmitri Motkow Sturm: Pawel Bure (1), Sergei Fjodorow (1), Waleri Kamenski, Andrej Kawaljou, Alexei Schamnow (1), Igor Dorofejew, Andrei Kowalenko, Wjatscheslaw Buzajew, Jewgeni Dawydow, Sergei Nemtschinow, Alexander Semak, Dmytro Chrystytsch, Wjatscheslaw Koslow Trainer / Assistent: Wiktor Tichonow / Igor Dmitrijew                                                                   | Tor: Artūrs Irbe Verteidigung: Wladimir Malachow, Wladimir Konstantinow, Ilja Bjakin, Michail Tatarinow (1), Igor Krawtschuk, Alexei Gussarow, Sergei Seljanin, Alexander Smirnow, Dmitri Motkow Sturm: Pawel Bure (1), Sergei Fjodorow (1), Waleri Kamenski, Andrej Kawaljou, Alexei Schamnow (1), Igor Dorofejew, Andrei Kowalenko, Wjatscheslaw Buzajew, Jewgeni Dawydow, Sergei Nemtschinow, Alexander Semak, Dmytro Chrystytsch, Wjatscheslaw Koslow Trainer / Assistent: Wiktor Tichonow / Igor Dmitrijew                                                                   |
| Nr. 854 16. Juli 1990     | 8:1 (3:0, 3:0, 2:1) | 0 Finnland | A | 0Vierumäki, FIN | 0Freundschaftsspiel | |
| Aufstellung               | Tor: Artūrs Irbe, Oleg Bratasch (41. Min.) Verteidigung: Wladimir Malachow, Wladimir Konstantinow, Ilja Bjakin, Michail Tatarinow, Igor Krawtschuk, Alexei Gussarow, Sergei Seljanin, Alexander Smirnow, Alexander Karpowzew, Dmitri Motkow Sturm: Pawel Bure (1), Sergei Fjodorow, Waleri Kamenski, Andrej Kawaljou (1), Alexei Schamnow, Igor Dorofejew, Andrei Kowalenko, Wjatscheslaw Buzajew, Jewgeni Dawydow (3), Roman Oksjuta, Wjatscheslaw Koslow (2), Dmytro Chrystytsch (1), Sergei Nemtschinow, Alexander Semak Trainer / Assistent: Wiktor Tichonow / Igor Dmitrijew | Tor: Artūrs Irbe, Oleg Bratasch (41. Min.) Verteidigung: Wladimir Malachow, Wladimir Konstantinow, Ilja Bjakin, Michail Tatarinow, Igor Krawtschuk, Alexei Gussarow, Sergei Seljanin, Alexander Smirnow, Alexander Karpowzew, Dmitri Motkow Sturm: Pawel Bure (1), Sergei Fjodorow, Waleri Kamenski, Andrej Kawaljou (1), Alexei Schamnow, Igor Dorofejew, Andrei Kowalenko, Wjatscheslaw Buzajew, Jewgeni Dawydow (3), Roman Oksjuta, Wjatscheslaw Koslow (2), Dmytro Chrystytsch (1), Sergei Nemtschinow, Alexander Semak Trainer / Assistent: Wiktor Tichonow / Igor Dmitrijew | Tor: Artūrs Irbe, Oleg Bratasch (41. Min.) Verteidigung: Wladimir Malachow, Wladimir Konstantinow, Ilja Bjakin, Michail Tatarinow, Igor Krawtschuk, Alexei Gussarow, Sergei Seljanin, Alexander Smirnow, Alexander Karpowzew, Dmitri Motkow Sturm: Pawel Bure (1), Sergei Fjodorow, Waleri Kamenski, Andrej Kawaljou (1), Alexei Schamnow, Igor Dorofejew, Andrei Kowalenko, Wjatscheslaw Buzajew, Jewgeni Dawydow (3), Roman Oksjuta, Wjatscheslaw Koslow (2), Dmytro Chrystytsch (1), Sergei Nemtschinow, Alexander Semak Trainer / Assistent: Wiktor Tichonow / Igor Dmitrijew | Tor: Artūrs Irbe, Oleg Bratasch (41. Min.) Verteidigung: Wladimir Malachow, Wladimir Konstantinow, Ilja Bjakin, Michail Tatarinow, Igor Krawtschuk, Alexei Gussarow, Sergei Seljanin, Alexander Smirnow, Alexander Karpowzew, Dmitri Motkow Sturm: Pawel Bure (1), Sergei Fjodorow, Waleri Kamenski, Andrej Kawaljou (1), Alexei Schamnow, Igor Dorofejew, Andrei Kowalenko, Wjatscheslaw Buzajew, Jewgeni Dawydow (3), Roman Oksjuta, Wjatscheslaw Koslow (2), Dmytro Chrystytsch (1), Sergei Nemtschinow, Alexander Semak Trainer / Assistent: Wiktor Tichonow / Igor Dmitrijew | Tor: Artūrs Irbe, Oleg Bratasch (41. Min.) Verteidigung: Wladimir Malachow, Wladimir Konstantinow, Ilja Bjakin, Michail Tatarinow, Igor Krawtschuk, Alexei Gussarow, Sergei Seljanin, Alexander Smirnow, Alexander Karpowzew, Dmitri Motkow Sturm: Pawel Bure (1), Sergei Fjodorow, Waleri Kamenski, Andrej Kawaljou (1), Alexei Schamnow, Igor Dorofejew, Andrei Kowalenko, Wjatscheslaw Buzajew, Jewgeni Dawydow (3), Roman Oksjuta, Wjatscheslaw Koslow (2), Dmytro Chrystytsch (1), Sergei Nemtschinow, Alexander Semak Trainer / Assistent: Wiktor Tichonow / Igor Dmitrijew | Tor: Artūrs Irbe, Oleg Bratasch (41. Min.) Verteidigung: Wladimir Malachow, Wladimir Konstantinow, Ilja Bjakin, Michail Tatarinow, Igor Krawtschuk, Alexei Gussarow, Sergei Seljanin, Alexander Smirnow, Alexander Karpowzew, Dmitri Motkow Sturm: Pawel Bure (1), Sergei Fjodorow, Waleri Kamenski, Andrej Kawaljou (1), Alexei Schamnow, Igor Dorofejew, Andrei Kowalenko, Wjatscheslaw Buzajew, Jewgeni Dawydow (3), Roman Oksjuta, Wjatscheslaw Koslow (2), Dmytro Chrystytsch (1), Sergei Nemtschinow, Alexander Semak Trainer / Assistent: Wiktor Tichonow / Igor Dmitrijew |
| Nr. 855 21. Juli 1990     | 1:3 (0:2, 0:0, 1:1) | 0 Vereinigte Staaten | A | 0Oakland, USA | 0Freundschaftsspiel | |
| Aufstellung               | Tor: Artūrs Irbe Verteidigung: Wladimir Malachow (1), Wladimir Konstantinow, Ilja Bjakin, Michail Tatarinow, Igor Krawtschuk, Alexei Gussarow, Sergei Seljanin, Alexander Smirnow Sturm: Pawel Bure, Sergei Fjodorow, Waleri Kamenski, Andrej Kawaljou, Alexei Schamnow, Alexander Semak, Andrei Kowalenko, Wjatscheslaw Buzajew, Jewgeni Dawydow, Wjatscheslaw Koslow, Sergei Nemtschinow, Dmytro Chrystytsch Trainer / Assistent: Wiktor Tichonow / Igor Dmitrijew | Tor: Artūrs Irbe Verteidigung: Wladimir Malachow (1), Wladimir Konstantinow, Ilja Bjakin, Michail Tatarinow, Igor Krawtschuk, Alexei Gussarow, Sergei Seljanin, Alexander Smirnow Sturm: Pawel Bure, Sergei Fjodorow, Waleri Kamenski, Andrej Kawaljou, Alexei Schamnow, Alexander Semak, Andrei Kowalenko, Wjatscheslaw Buzajew, Jewgeni Dawydow, Wjatscheslaw Koslow, Sergei Nemtschinow, Dmytro Chrystytsch Trainer / Assistent: Wiktor Tichonow / Igor Dmitrijew | Tor: Artūrs Irbe Verteidigung: Wladimir Malachow (1), Wladimir Konstantinow, Ilja Bjakin, Michail Tatarinow, Igor Krawtschuk, Alexei Gussarow, Sergei Seljanin, Alexander Smirnow Sturm: Pawel Bure, Sergei Fjodorow, Waleri Kamenski, Andrej Kawaljou, Alexei Schamnow, Alexander Semak, Andrei Kowalenko, Wjatscheslaw Buzajew, Jewgeni Dawydow, Wjatscheslaw Koslow, Sergei Nemtschinow, Dmytro Chrystytsch Trainer / Assistent: Wiktor Tichonow / Igor Dmitrijew | Tor: Artūrs Irbe Verteidigung: Wladimir Malachow (1), Wladimir Konstantinow, Ilja Bjakin, Michail Tatarinow, Igor Krawtschuk, Alexei Gussarow, Sergei Seljanin, Alexander Smirnow Sturm: Pawel Bure, Sergei Fjodorow, Waleri Kamenski, Andrej Kawaljou, Alexei Schamnow, Alexander Semak, Andrei Kowalenko, Wjatscheslaw Buzajew, Jewgeni Dawydow, Wjatscheslaw Koslow, Sergei Nemtschinow, Dmytro Chrystytsch Trainer / Assistent: Wiktor Tichonow / Igor Dmitrijew | Tor: Artūrs Irbe Verteidigung: Wladimir Malachow (1), Wladimir Konstantinow, Ilja Bjakin, Michail Tatarinow, Igor Krawtschuk, Alexei Gussarow, Sergei Seljanin, Alexander Smirnow Sturm: Pawel Bure, Sergei Fjodorow, Waleri Kamenski, Andrej Kawaljou, Alexei Schamnow, Alexander Semak, Andrei Kowalenko, Wjatscheslaw Buzajew, Jewgeni Dawydow, Wjatscheslaw Koslow, Sergei Nemtschinow, Dmytro Chrystytsch Trainer / Assistent: Wiktor Tichonow / Igor Dmitrijew | Tor: Artūrs Irbe Verteidigung: Wladimir Malachow (1), Wladimir Konstantinow, Ilja Bjakin, Michail Tatarinow, Igor Krawtschuk, Alexei Gussarow, Sergei Seljanin, Alexander Smirnow Sturm: Pawel Bure, Sergei Fjodorow, Waleri Kamenski, Andrej Kawaljou, Alexei Schamnow, Alexander Semak, Andrei Kowalenko, Wjatscheslaw Buzajew, Jewgeni Dawydow, Wjatscheslaw Koslow, Sergei Nemtschinow, Dmytro Chrystytsch Trainer / Assistent: Wiktor Tichonow / Igor Dmitrijew |
| Nr. 856 22. Juli 1990     | 5:3 (0:1, 1:2, 4:0) | 0 Vereinigte Staaten | A | 0Portland, USA | 0Freundschaftsspiel | |
| Aufstellung               | Tor: Artūrs Irbe Verteidigung: Wladimir Malachow, Wladimir Konstantinow, Ilja Bjakin (1), Michail Tatarinow (1), Igor Krawtschuk, Alexei Gussarow, Sergei Seljanin, Alexander Smirnow Sturm: Pawel Bure, Sergei Fjodorow, Waleri Kamenski (1), Andrej Kawaljou, Alexei Schamnow, Alexander Semak, Andrei Kowalenko, Wjatscheslaw Buzajew, Jewgeni Dawydow (1), Wjatscheslaw Koslow, Sergei Nemtschinow, Dmytro Chrystytsch (1) Trainer / Assistent: Wiktor Tichonow / Igor Dmitrijew                                                                                              | Tor: Artūrs Irbe Verteidigung: Wladimir Malachow, Wladimir Konstantinow, Ilja Bjakin (1), Michail Tatarinow (1), Igor Krawtschuk, Alexei Gussarow, Sergei Seljanin, Alexander Smirnow Sturm: Pawel Bure, Sergei Fjodorow, Waleri Kamenski (1), Andrej Kawaljou, Alexei Schamnow, Alexander Semak, Andrei Kowalenko, Wjatscheslaw Buzajew, Jewgeni Dawydow (1), Wjatscheslaw Koslow, Sergei Nemtschinow, Dmytro Chrystytsch (1) Trainer / Assistent: Wiktor Tichonow / Igor Dmitrijew                                                                                              | Tor: Artūrs Irbe Verteidigung: Wladimir Malachow, Wladimir Konstantinow, Ilja Bjakin (1), Michail Tatarinow (1), Igor Krawtschuk, Alexei Gussarow, Sergei Seljanin, Alexander Smirnow Sturm: Pawel Bure, Sergei Fjodorow, Waleri Kamenski (1), Andrej Kawaljou, Alexei Schamnow, Alexander Semak, Andrei Kowalenko, Wjatscheslaw Buzajew, Jewgeni Dawydow (1), Wjatscheslaw Koslow, Sergei Nemtschinow, Dmytro Chrystytsch (1) Trainer / Assistent: Wiktor Tichonow / Igor Dmitrijew                                                                                              | Tor: Artūrs Irbe Verteidigung: Wladimir Malachow, Wladimir Konstantinow, Ilja Bjakin (1), Michail Tatarinow (1), Igor Krawtschuk, Alexei Gussarow, Sergei Seljanin, Alexander Smirnow Sturm: Pawel Bure, Sergei Fjodorow, Waleri Kamenski (1), Andrej Kawaljou, Alexei Schamnow, Alexander Semak, Andrei Kowalenko, Wjatscheslaw Buzajew, Jewgeni Dawydow (1), Wjatscheslaw Koslow, Sergei Nemtschinow, Dmytro Chrystytsch (1) Trainer / Assistent: Wiktor Tichonow / Igor Dmitrijew                                                                                              | Tor: Artūrs Irbe Verteidigung: Wladimir Malachow, Wladimir Konstantinow, Ilja Bjakin (1), Michail Tatarinow (1), Igor Krawtschuk, Alexei Gussarow, Sergei Seljanin, Alexander Smirnow Sturm: Pawel Bure, Sergei Fjodorow, Waleri Kamenski (1), Andrej Kawaljou, Alexei Schamnow, Alexander Semak, Andrei Kowalenko, Wjatscheslaw Buzajew, Jewgeni Dawydow (1), Wjatscheslaw Koslow, Sergei Nemtschinow, Dmytro Chrystytsch (1) Trainer / Assistent: Wiktor Tichonow / Igor Dmitrijew                                                                                              | Tor: Artūrs Irbe Verteidigung: Wladimir Malachow, Wladimir Konstantinow, Ilja Bjakin (1), Michail Tatarinow (1), Igor Krawtschuk, Alexei Gussarow, Sergei Seljanin, Alexander Smirnow Sturm: Pawel Bure, Sergei Fjodorow, Waleri Kamenski (1), Andrej Kawaljou, Alexei Schamnow, Alexander Semak, Andrei Kowalenko, Wjatscheslaw Buzajew, Jewgeni Dawydow (1), Wjatscheslaw Koslow, Sergei Nemtschinow, Dmytro Chrystytsch (1) Trainer / Assistent: Wiktor Tichonow / Igor Dmitrijew                                                                                              |
| Nr. 857 28. Juli 1990     | 3:0 (1:0, 1:0, 1:0) | 0 BR Deutschland | * | 0Kennewick, USA | 0Goodwill Games | |
| Aufstellung               | Tor: Artūrs Irbe Verteidigung: Wladimir Malachow, Wladimir Konstantinow, Michail Tatarinow, Alexander Smirnow, Igor Krawtschuk, Alexei Gussarow, Sergei Seljanin Sturm: Pawel Bure, Dmytro Chrystytsch, Waleri Kamenski, Andrej Kawaljou, Alexei Schamnow, Alexander Semak (1), Andrei Kowalenko, Wjatscheslaw Buzajew, Jewgeni Dawydow, Wjatscheslaw Koslow (1), Sergei Nemtschinow (1), Ilja Bjakin Trainer / Assistent: Wiktor Tichonow / Igor Dmitrijew | Tor: Artūrs Irbe Verteidigung: Wladimir Malachow, Wladimir Konstantinow, Michail Tatarinow, Alexander Smirnow, Igor Krawtschuk, Alexei Gussarow, Sergei Seljanin Sturm: Pawel Bure, Dmytro Chrystytsch, Waleri Kamenski, Andrej Kawaljou, Alexei Schamnow, Alexander Semak (1), Andrei Kowalenko, Wjatscheslaw Buzajew, Jewgeni Dawydow, Wjatscheslaw Koslow (1), Sergei Nemtschinow (1), Ilja Bjakin Trainer / Assistent: Wiktor Tichonow / Igor Dmitrijew | Tor: Artūrs Irbe Verteidigung: Wladimir Malachow, Wladimir Konstantinow, Michail Tatarinow, Alexander Smirnow, Igor Krawtschuk, Alexei Gussarow, Sergei Seljanin Sturm: Pawel Bure, Dmytro Chrystytsch, Waleri Kamenski, Andrej Kawaljou, Alexei Schamnow, Alexander Semak (1), Andrei Kowalenko, Wjatscheslaw Buzajew, Jewgeni Dawydow, Wjatscheslaw Koslow (1), Sergei Nemtschinow (1), Ilja Bjakin Trainer / Assistent: Wiktor Tichonow / Igor Dmitrijew | Tor: Artūrs Irbe Verteidigung: Wladimir Malachow, Wladimir Konstantinow, Michail Tatarinow, Alexander Smirnow, Igor Krawtschuk, Alexei Gussarow, Sergei Seljanin Sturm: Pawel Bure, Dmytro Chrystytsch, Waleri Kamenski, Andrej Kawaljou, Alexei Schamnow, Alexander Semak (1), Andrei Kowalenko, Wjatscheslaw Buzajew, Jewgeni Dawydow, Wjatscheslaw Koslow (1), Sergei Nemtschinow (1), Ilja Bjakin Trainer / Assistent: Wiktor Tichonow / Igor Dmitrijew | Tor: Artūrs Irbe Verteidigung: Wladimir Malachow, Wladimir Konstantinow, Michail Tatarinow, Alexander Smirnow, Igor Krawtschuk, Alexei Gussarow, Sergei Seljanin Sturm: Pawel Bure, Dmytro Chrystytsch, Waleri Kamenski, Andrej Kawaljou, Alexei Schamnow, Alexander Semak (1), Andrei Kowalenko, Wjatscheslaw Buzajew, Jewgeni Dawydow, Wjatscheslaw Koslow (1), Sergei Nemtschinow (1), Ilja Bjakin Trainer / Assistent: Wiktor Tichonow / Igor Dmitrijew | Tor: Artūrs Irbe Verteidigung: Wladimir Malachow, Wladimir Konstantinow, Michail Tatarinow, Alexander Smirnow, Igor Krawtschuk, Alexei Gussarow, Sergei Seljanin Sturm: Pawel Bure, Dmytro Chrystytsch, Waleri Kamenski, Andrej Kawaljou, Alexei Schamnow, Alexander Semak (1), Andrei Kowalenko, Wjatscheslaw Buzajew, Jewgeni Dawydow, Wjatscheslaw Koslow (1), Sergei Nemtschinow (1), Ilja Bjakin Trainer / Assistent: Wiktor Tichonow / Igor Dmitrijew |
| Nr. 858 30. Juli 1990     | 10:1 (4:0, 0:0, 6:1) | 0 Vereinigte Staaten | A | 0Kennewick, USA | 0Goodwill Games | |
| Aufstellung               | Tor: Artūrs Irbe Verteidigung: Wladimir Malachow (1), Wladimir Konstantinow, Michail Tatarinow, Alexander Smirnow, Igor Krawtschuk, Alexei Gussarow, Sergei Seljanin Sturm: Pawel Bure (2), Dmytro Chrystytsch (1), Waleri Kamenski (1), Andrej Kawaljou, Alexei Schamnow, Alexander Semak (1), Andrei Kowalenko (1), Wjatscheslaw Buzajew, Jewgeni Dawydow (2), Wjatscheslaw Koslow (1), Sergei Nemtschinow, Ilja Bjakin Trainer / Assistent: Wiktor Tichonow / Igor Dmitrijew                                                                                                   | Tor: Artūrs Irbe Verteidigung: Wladimir Malachow (1), Wladimir Konstantinow, Michail Tatarinow, Alexander Smirnow, Igor Krawtschuk, Alexei Gussarow, Sergei Seljanin Sturm: Pawel Bure (2), Dmytro Chrystytsch (1), Waleri Kamenski (1), Andrej Kawaljou, Alexei Schamnow, Alexander Semak (1), Andrei Kowalenko (1), Wjatscheslaw Buzajew, Jewgeni Dawydow (2), Wjatscheslaw Koslow (1), Sergei Nemtschinow, Ilja Bjakin Trainer / Assistent: Wiktor Tichonow / Igor Dmitrijew                                                                                                   | Tor: Artūrs Irbe Verteidigung: Wladimir Malachow (1), Wladimir Konstantinow, Michail Tatarinow, Alexander Smirnow, Igor Krawtschuk, Alexei Gussarow, Sergei Seljanin Sturm: Pawel Bure (2), Dmytro Chrystytsch (1), Waleri Kamenski (1), Andrej Kawaljou, Alexei Schamnow, Alexander Semak (1), Andrei Kowalenko (1), Wjatscheslaw Buzajew, Jewgeni Dawydow (2), Wjatscheslaw Koslow (1), Sergei Nemtschinow, Ilja Bjakin Trainer / Assistent: Wiktor Tichonow / Igor Dmitrijew                                                                                                   | Tor: Artūrs Irbe Verteidigung: Wladimir Malachow (1), Wladimir Konstantinow, Michail Tatarinow, Alexander Smirnow, Igor Krawtschuk, Alexei Gussarow, Sergei Seljanin Sturm: Pawel Bure (2), Dmytro Chrystytsch (1), Waleri Kamenski (1), Andrej Kawaljou, Alexei Schamnow, Alexander Semak (1), Andrei Kowalenko (1), Wjatscheslaw Buzajew, Jewgeni Dawydow (2), Wjatscheslaw Koslow (1), Sergei Nemtschinow, Ilja Bjakin Trainer / Assistent: Wiktor Tichonow / Igor Dmitrijew                                                                                                   | Tor: Artūrs Irbe Verteidigung: Wladimir Malachow (1), Wladimir Konstantinow, Michail Tatarinow, Alexander Smirnow, Igor Krawtschuk, Alexei Gussarow, Sergei Seljanin Sturm: Pawel Bure (2), Dmytro Chrystytsch (1), Waleri Kamenski (1), Andrej Kawaljou, Alexei Schamnow, Alexander Semak (1), Andrei Kowalenko (1), Wjatscheslaw Buzajew, Jewgeni Dawydow (2), Wjatscheslaw Koslow (1), Sergei Nemtschinow, Ilja Bjakin Trainer / Assistent: Wiktor Tichonow / Igor Dmitrijew                                                                                                   | Tor: Artūrs Irbe Verteidigung: Wladimir Malachow (1), Wladimir Konstantinow, Michail Tatarinow, Alexander Smirnow, Igor Krawtschuk, Alexei Gussarow, Sergei Seljanin Sturm: Pawel Bure (2), Dmytro Chrystytsch (1), Waleri Kamenski (1), Andrej Kawaljou, Alexei Schamnow, Alexander Semak (1), Andrei Kowalenko (1), Wjatscheslaw Buzajew, Jewgeni Dawydow (2), Wjatscheslaw Koslow (1), Sergei Nemtschinow, Ilja Bjakin Trainer / Assistent: Wiktor Tichonow / Igor Dmitrijew                                                                                                   |
| Nr. 859 1. August 1990    | 4:2 (1:0, 0:1, 3:1) | 0 Schweiz | * | 0Kennewick, USA | 0Goodwill Games | |
| Aufstellung               | Tor: Artūrs Irbe Verteidigung: Wladimir Malachow, Wladimir Konstantinow, Michail Tatarinow, Alexander Smirnow, Igor Krawtschuk, Alexei Gussarow, Sergei Seljanin Sturm: Pawel Bure, Dmytro Chrystytsch, Waleri Kamenski, Andrej Kawaljou, Alexei Schamnow, Alexander Semak, Andrei Kowalenko (1), Wjatscheslaw Buzajew (1), Jewgeni Dawydow, Wjatscheslaw Koslow, Sergei Nemtschinow (1), Ilja Bjakin (1) Trainer / Assistent: Wiktor Tichonow / Igor Dmitrijew | Tor: Artūrs Irbe Verteidigung: Wladimir Malachow, Wladimir Konstantinow, Michail Tatarinow, Alexander Smirnow, Igor Krawtschuk, Alexei Gussarow, Sergei Seljanin Sturm: Pawel Bure, Dmytro Chrystytsch, Waleri Kamenski, Andrej Kawaljou, Alexei Schamnow, Alexander Semak, Andrei Kowalenko (1), Wjatscheslaw Buzajew (1), Jewgeni Dawydow, Wjatscheslaw Koslow, Sergei Nemtschinow (1), Ilja Bjakin (1) Trainer / Assistent: Wiktor Tichonow / Igor Dmitrijew | Tor: Artūrs Irbe Verteidigung: Wladimir Malachow, Wladimir Konstantinow, Michail Tatarinow, Alexander Smirnow, Igor Krawtschuk, Alexei Gussarow, Sergei Seljanin Sturm: Pawel Bure, Dmytro Chrystytsch, Waleri Kamenski, Andrej Kawaljou, Alexei Schamnow, Alexander Semak, Andrei Kowalenko (1), Wjatscheslaw Buzajew (1), Jewgeni Dawydow, Wjatscheslaw Koslow, Sergei Nemtschinow (1), Ilja Bjakin (1) Trainer / Assistent: Wiktor Tichonow / Igor Dmitrijew | Tor: Artūrs Irbe Verteidigung: Wladimir Malachow, Wladimir Konstantinow, Michail Tatarinow, Alexander Smirnow, Igor Krawtschuk, Alexei Gussarow, Sergei Seljanin Sturm: Pawel Bure, Dmytro Chrystytsch, Waleri Kamenski, Andrej Kawaljou, Alexei Schamnow, Alexander Semak, Andrei Kowalenko (1), Wjatscheslaw Buzajew (1), Jewgeni Dawydow, Wjatscheslaw Koslow, Sergei Nemtschinow (1), Ilja Bjakin (1) Trainer / Assistent: Wiktor Tichonow / Igor Dmitrijew | Tor: Artūrs Irbe Verteidigung: Wladimir Malachow, Wladimir Konstantinow, Michail Tatarinow, Alexander Smirnow, Igor Krawtschuk, Alexei Gussarow, Sergei Seljanin Sturm: Pawel Bure, Dmytro Chrystytsch, Waleri Kamenski, Andrej Kawaljou, Alexei Schamnow, Alexander Semak, Andrei Kowalenko (1), Wjatscheslaw Buzajew (1), Jewgeni Dawydow, Wjatscheslaw Koslow, Sergei Nemtschinow (1), Ilja Bjakin (1) Trainer / Assistent: Wiktor Tichonow / Igor Dmitrijew | Tor: Artūrs Irbe Verteidigung: Wladimir Malachow, Wladimir Konstantinow, Michail Tatarinow, Alexander Smirnow, Igor Krawtschuk, Alexei Gussarow, Sergei Seljanin Sturm: Pawel Bure, Dmytro Chrystytsch, Waleri Kamenski, Andrej Kawaljou, Alexei Schamnow, Alexander Semak, Andrei Kowalenko (1), Wjatscheslaw Buzajew (1), Jewgeni Dawydow, Wjatscheslaw Koslow, Sergei Nemtschinow (1), Ilja Bjakin (1) Trainer / Assistent: Wiktor Tichonow / Igor Dmitrijew |
| Nr. 860 4. August 1990    | 4:1 (1:1, 0:0, 3:0) | 0 Schweden | * | 0Tacoma, USA | 0Goodwill Games | |
| Aufstellung               | Tor: Artūrs Irbe Verteidigung: Wladimir Malachow, Wladimir Konstantinow, Igor Krawtschuk, Alexei Gussarow, Michail Tatarinow, Alexander Smirnow, Sergei Seljanin Sturm: Pawel Bure (2), Dmytro Chrystytsch, Waleri Kamenski, Andrei Kowalenko (1), Wjatscheslaw Buzajew, Jewgeni Dawydow, Andrej Kawaljou, Alexei Schamnow, Alexander Semak, Wjatscheslaw Koslow (1), Sergei Nemtschinow, Ilja Bjakin Trainer / Assistent: Wiktor Tichonow / Igor Dmitrijew | Tor: Artūrs Irbe Verteidigung: Wladimir Malachow, Wladimir Konstantinow, Igor Krawtschuk, Alexei Gussarow, Michail Tatarinow, Alexander Smirnow, Sergei Seljanin Sturm: Pawel Bure (2), Dmytro Chrystytsch, Waleri Kamenski, Andrei Kowalenko (1), Wjatscheslaw Buzajew, Jewgeni Dawydow, Andrej Kawaljou, Alexei Schamnow, Alexander Semak, Wjatscheslaw Koslow (1), Sergei Nemtschinow, Ilja Bjakin Trainer / Assistent: Wiktor Tichonow / Igor Dmitrijew | Tor: Artūrs Irbe Verteidigung: Wladimir Malachow, Wladimir Konstantinow, Igor Krawtschuk, Alexei Gussarow, Michail Tatarinow, Alexander Smirnow, Sergei Seljanin Sturm: Pawel Bure (2), Dmytro Chrystytsch, Waleri Kamenski, Andrei Kowalenko (1), Wjatscheslaw Buzajew, Jewgeni Dawydow, Andrej Kawaljou, Alexei Schamnow, Alexander Semak, Wjatscheslaw Koslow (1), Sergei Nemtschinow, Ilja Bjakin Trainer / Assistent: Wiktor Tichonow / Igor Dmitrijew | Tor: Artūrs Irbe Verteidigung: Wladimir Malachow, Wladimir Konstantinow, Igor Krawtschuk, Alexei Gussarow, Michail Tatarinow, Alexander Smirnow, Sergei Seljanin Sturm: Pawel Bure (2), Dmytro Chrystytsch, Waleri Kamenski, Andrei Kowalenko (1), Wjatscheslaw Buzajew, Jewgeni Dawydow, Andrej Kawaljou, Alexei Schamnow, Alexander Semak, Wjatscheslaw Koslow (1), Sergei Nemtschinow, Ilja Bjakin Trainer / Assistent: Wiktor Tichonow / Igor Dmitrijew | Tor: Artūrs Irbe Verteidigung: Wladimir Malachow, Wladimir Konstantinow, Igor Krawtschuk, Alexei Gussarow, Michail Tatarinow, Alexander Smirnow, Sergei Seljanin Sturm: Pawel Bure (2), Dmytro Chrystytsch, Waleri Kamenski, Andrei Kowalenko (1), Wjatscheslaw Buzajew, Jewgeni Dawydow, Andrej Kawaljou, Alexei Schamnow, Alexander Semak, Wjatscheslaw Koslow (1), Sergei Nemtschinow, Ilja Bjakin Trainer / Assistent: Wiktor Tichonow / Igor Dmitrijew | Tor: Artūrs Irbe Verteidigung: Wladimir Malachow, Wladimir Konstantinow, Igor Krawtschuk, Alexei Gussarow, Michail Tatarinow, Alexander Smirnow, Sergei Seljanin Sturm: Pawel Bure (2), Dmytro Chrystytsch, Waleri Kamenski, Andrei Kowalenko (1), Wjatscheslaw Buzajew, Jewgeni Dawydow, Andrej Kawaljou, Alexei Schamnow, Alexander Semak, Wjatscheslaw Koslow (1), Sergei Nemtschinow, Ilja Bjakin Trainer / Assistent: Wiktor Tichonow / Igor Dmitrijew |
| Nr. 861 5. August 1990    | 2:0 (Shootout) (1:0, 1:3, 1:0, 0:0) | 0 Vereinigte Staaten | A | 0Tacoma, USA | 0Goodwill Games | |
| Aufstellung               | Tor: Artūrs Irbe Verteidigung: Wladimir Malachow, Wladimir Konstantinow, Igor Krawtschuk, Alexei Gussarow, Michail Tatarinow, Alexander Smirnow, Sergei Seljanin Sturm: Pawel Bure, Dmytro Chrystytsch (1), Waleri Kamenski (3), Andrei Kowalenko, Wjatscheslaw Buzajew, Jewgeni Dawydow, Andrej Kawaljou, Alexei Schamnow, Alexander Semak (1), Wjatscheslaw Koslow, Sergei Nemtschinow, Ilja Bjakin Trainer / Assistent: Wiktor Tichonow / Igor Dmitrijew | Tor: Artūrs Irbe Verteidigung: Wladimir Malachow, Wladimir Konstantinow, Igor Krawtschuk, Alexei Gussarow, Michail Tatarinow, Alexander Smirnow, Sergei Seljanin Sturm: Pawel Bure, Dmytro Chrystytsch (1), Waleri Kamenski (3), Andrei Kowalenko, Wjatscheslaw Buzajew, Jewgeni Dawydow, Andrej Kawaljou, Alexei Schamnow, Alexander Semak (1), Wjatscheslaw Koslow, Sergei Nemtschinow, Ilja Bjakin Trainer / Assistent: Wiktor Tichonow / Igor Dmitrijew | Tor: Artūrs Irbe Verteidigung: Wladimir Malachow, Wladimir Konstantinow, Igor Krawtschuk, Alexei Gussarow, Michail Tatarinow, Alexander Smirnow, Sergei Seljanin Sturm: Pawel Bure, Dmytro Chrystytsch (1), Waleri Kamenski (3), Andrei Kowalenko, Wjatscheslaw Buzajew, Jewgeni Dawydow, Andrej Kawaljou, Alexei Schamnow, Alexander Semak (1), Wjatscheslaw Koslow, Sergei Nemtschinow, Ilja Bjakin Trainer / Assistent: Wiktor Tichonow / Igor Dmitrijew | Tor: Artūrs Irbe Verteidigung: Wladimir Malachow, Wladimir Konstantinow, Igor Krawtschuk, Alexei Gussarow, Michail Tatarinow, Alexander Smirnow, Sergei Seljanin Sturm: Pawel Bure, Dmytro Chrystytsch (1), Waleri Kamenski (3), Andrei Kowalenko, Wjatscheslaw Buzajew, Jewgeni Dawydow, Andrej Kawaljou, Alexei Schamnow, Alexander Semak (1), Wjatscheslaw Koslow, Sergei Nemtschinow, Ilja Bjakin Trainer / Assistent: Wiktor Tichonow / Igor Dmitrijew | Tor: Artūrs Irbe Verteidigung: Wladimir Malachow, Wladimir Konstantinow, Igor Krawtschuk, Alexei Gussarow, Michail Tatarinow, Alexander Smirnow, Sergei Seljanin Sturm: Pawel Bure, Dmytro Chrystytsch (1), Waleri Kamenski (3), Andrei Kowalenko, Wjatscheslaw Buzajew, Jewgeni Dawydow, Andrej Kawaljou, Alexei Schamnow, Alexander Semak (1), Wjatscheslaw Koslow, Sergei Nemtschinow, Ilja Bjakin Trainer / Assistent: Wiktor Tichonow / Igor Dmitrijew | Tor: Artūrs Irbe Verteidigung: Wladimir Malachow, Wladimir Konstantinow, Igor Krawtschuk, Alexei Gussarow, Michail Tatarinow, Alexander Smirnow, Sergei Seljanin Sturm: Pawel Bure, Dmytro Chrystytsch (1), Waleri Kamenski (3), Andrei Kowalenko, Wjatscheslaw Buzajew, Jewgeni Dawydow, Andrej Kawaljou, Alexei Schamnow, Alexander Semak (1), Wjatscheslaw Koslow, Sergei Nemtschinow, Ilja Bjakin Trainer / Assistent: Wiktor Tichonow / Igor Dmitrijew |
| Nr. 862 2. November 1990  | 4:2 (3:2, 1:0, 0:0) | 0 Tschechoslowakei | A | 0Frýdek-Místek, TCH | 0Freundschaftsspiel | |
| Aufstellung               | Tor: Artūrs Irbe Verteidigung: Wladimir Malachow, Wladimir Konstantinow, Alexei Schitnik, Igor Krawtschuk, Sergei Seljanin (1), Alexander Smirnow, Dmitri Juschkewitsch, Dmitri Mironow Sturm: Pawel Bure, Wjatscheslaw Buzajew, Waleri Kamenski, Aljaksandr Andryjeuski (1), Alexander Semak, Andrej Kawaljou (1), Roman Oksjuta, Alexander Martynjuk, Wjatscheslaw Koslow, Ilja Bjakin, Sergei Nemtschinow (1), Wiktor Gordijuk Trainer / Assistent: Wiktor Tichonow / Igor Dmitrijew                                                                                           | Tor: Artūrs Irbe Verteidigung: Wladimir Malachow, Wladimir Konstantinow, Alexei Schitnik, Igor Krawtschuk, Sergei Seljanin (1), Alexander Smirnow, Dmitri Juschkewitsch, Dmitri Mironow Sturm: Pawel Bure, Wjatscheslaw Buzajew, Waleri Kamenski, Aljaksandr Andryjeuski (1), Alexander Semak, Andrej Kawaljou (1), Roman Oksjuta, Alexander Martynjuk, Wjatscheslaw Koslow, Ilja Bjakin, Sergei Nemtschinow (1), Wiktor Gordijuk Trainer / Assistent: Wiktor Tichonow / Igor Dmitrijew                                                                                           | Tor: Artūrs Irbe Verteidigung: Wladimir Malachow, Wladimir Konstantinow, Alexei Schitnik, Igor Krawtschuk, Sergei Seljanin (1), Alexander Smirnow, Dmitri Juschkewitsch, Dmitri Mironow Sturm: Pawel Bure, Wjatscheslaw Buzajew, Waleri Kamenski, Aljaksandr Andryjeuski (1), Alexander Semak, Andrej Kawaljou (1), Roman Oksjuta, Alexander Martynjuk, Wjatscheslaw Koslow, Ilja Bjakin, Sergei Nemtschinow (1), Wiktor Gordijuk Trainer / Assistent: Wiktor Tichonow / Igor Dmitrijew                                                                                           | Tor: Artūrs Irbe Verteidigung: Wladimir Malachow, Wladimir Konstantinow, Alexei Schitnik, Igor Krawtschuk, Sergei Seljanin (1), Alexander Smirnow, Dmitri Juschkewitsch, Dmitri Mironow Sturm: Pawel Bure, Wjatscheslaw Buzajew, Waleri Kamenski, Aljaksandr Andryjeuski (1), Alexander Semak, Andrej Kawaljou (1), Roman Oksjuta, Alexander Martynjuk, Wjatscheslaw Koslow, Ilja Bjakin, Sergei Nemtschinow (1), Wiktor Gordijuk Trainer / Assistent: Wiktor Tichonow / Igor Dmitrijew                                                                                           | Tor: Artūrs Irbe Verteidigung: Wladimir Malachow, Wladimir Konstantinow, Alexei Schitnik, Igor Krawtschuk, Sergei Seljanin (1), Alexander Smirnow, Dmitri Juschkewitsch, Dmitri Mironow Sturm: Pawel Bure, Wjatscheslaw Buzajew, Waleri Kamenski, Aljaksandr Andryjeuski (1), Alexander Semak, Andrej Kawaljou (1), Roman Oksjuta, Alexander Martynjuk, Wjatscheslaw Koslow, Ilja Bjakin, Sergei Nemtschinow (1), Wiktor Gordijuk Trainer / Assistent: Wiktor Tichonow / Igor Dmitrijew                                                                                           | Tor: Artūrs Irbe Verteidigung: Wladimir Malachow, Wladimir Konstantinow, Alexei Schitnik, Igor Krawtschuk, Sergei Seljanin (1), Alexander Smirnow, Dmitri Juschkewitsch, Dmitri Mironow Sturm: Pawel Bure, Wjatscheslaw Buzajew, Waleri Kamenski, Aljaksandr Andryjeuski (1), Alexander Semak, Andrej Kawaljou (1), Roman Oksjuta, Alexander Martynjuk, Wjatscheslaw Koslow, Ilja Bjakin, Sergei Nemtschinow (1), Wiktor Gordijuk Trainer / Assistent: Wiktor Tichonow / Igor Dmitrijew                                                                                           |
| Nr. 863 4. November 1990  | 3:3 (1:1, 1:3, 1:1) | 0 Tschechoslowakei | A | 0Zlín, TCH | 0Freundschaftsspiel | |
| Aufstellung               | Tor: Artūrs Irbe Verteidigung: Wladimir Malachow, Wladimir Konstantinow, Alexei Schitnik, Igor Krawtschuk, Sergei Seljanin, Alexander Smirnow, Dmitri Juschkewitsch, Dmitri Mironow, Alexander Judin Sturm: Pawel Bure, Wjatscheslaw Buzajew (1), Waleri Kamenski, Aljaksandr Andryjeuski, Alexander Semak, Andrej Kawaljou, Roman Oksjuta, Alexander Martynjuk, Wjatscheslaw Koslow, Ilja Bjakin (2), Sergei Nemtschinow, Wiktor Gordijuk Trainer / Assistent: Wiktor Tichonow / Igor Dmitrijew                                                                                  | Tor: Artūrs Irbe Verteidigung: Wladimir Malachow, Wladimir Konstantinow, Alexei Schitnik, Igor Krawtschuk, Sergei Seljanin, Alexander Smirnow, Dmitri Juschkewitsch, Dmitri Mironow, Alexander Judin Sturm: Pawel Bure, Wjatscheslaw Buzajew (1), Waleri Kamenski, Aljaksandr Andryjeuski, Alexander Semak, Andrej Kawaljou, Roman Oksjuta, Alexander Martynjuk, Wjatscheslaw Koslow, Ilja Bjakin (2), Sergei Nemtschinow, Wiktor Gordijuk Trainer / Assistent: Wiktor Tichonow / Igor Dmitrijew                                                                                  | Tor: Artūrs Irbe Verteidigung: Wladimir Malachow, Wladimir Konstantinow, Alexei Schitnik, Igor Krawtschuk, Sergei Seljanin, Alexander Smirnow, Dmitri Juschkewitsch, Dmitri Mironow, Alexander Judin Sturm: Pawel Bure, Wjatscheslaw Buzajew (1), Waleri Kamenski, Aljaksandr Andryjeuski, Alexander Semak, Andrej Kawaljou, Roman Oksjuta, Alexander Martynjuk, Wjatscheslaw Koslow, Ilja Bjakin (2), Sergei Nemtschinow, Wiktor Gordijuk Trainer / Assistent: Wiktor Tichonow / Igor Dmitrijew                                                                                  | Tor: Artūrs Irbe Verteidigung: Wladimir Malachow, Wladimir Konstantinow, Alexei Schitnik, Igor Krawtschuk, Sergei Seljanin, Alexander Smirnow, Dmitri Juschkewitsch, Dmitri Mironow, Alexander Judin Sturm: Pawel Bure, Wjatscheslaw Buzajew (1), Waleri Kamenski, Aljaksandr Andryjeuski, Alexander Semak, Andrej Kawaljou, Roman Oksjuta, Alexander Martynjuk, Wjatscheslaw Koslow, Ilja Bjakin (2), Sergei Nemtschinow, Wiktor Gordijuk Trainer / Assistent: Wiktor Tichonow / Igor Dmitrijew                                                                                  | Tor: Artūrs Irbe Verteidigung: Wladimir Malachow, Wladimir Konstantinow, Alexei Schitnik, Igor Krawtschuk, Sergei Seljanin, Alexander Smirnow, Dmitri Juschkewitsch, Dmitri Mironow, Alexander Judin Sturm: Pawel Bure, Wjatscheslaw Buzajew (1), Waleri Kamenski, Aljaksandr Andryjeuski, Alexander Semak, Andrej Kawaljou, Roman Oksjuta, Alexander Martynjuk, Wjatscheslaw Koslow, Ilja Bjakin (2), Sergei Nemtschinow, Wiktor Gordijuk Trainer / Assistent: Wiktor Tichonow / Igor Dmitrijew                                                                                  | Tor: Artūrs Irbe Verteidigung: Wladimir Malachow, Wladimir Konstantinow, Alexei Schitnik, Igor Krawtschuk, Sergei Seljanin, Alexander Smirnow, Dmitri Juschkewitsch, Dmitri Mironow, Alexander Judin Sturm: Pawel Bure, Wjatscheslaw Buzajew (1), Waleri Kamenski, Aljaksandr Andryjeuski, Alexander Semak, Andrej Kawaljou, Roman Oksjuta, Alexander Martynjuk, Wjatscheslaw Koslow, Ilja Bjakin (2), Sergei Nemtschinow, Wiktor Gordijuk Trainer / Assistent: Wiktor Tichonow / Igor Dmitrijew                                                                                  |
| Nr. 864 5. November 1990  | 4:5 (1:2, 1:1, 2:2) | 0 Tschechoslowakei | A | 0Trenčín, TCH | 0Freundschaftsspiel | |
| Aufstellung               | Tor: Artūrs Irbe Verteidigung: Wladimir Malachow, Wladimir Konstantinow, Alexei Schitnik, Igor Krawtschuk, Sergei Seljanin, Alexander Smirnow, Dmitri Juschkewitsch, Dmitri Mironow (1) Sturm: Pawel Bure, Wjatscheslaw Buzajew, Waleri Kamenski, Aljaksandr Andryjeuski, Alexander Semak (1), Andrej Kawaljou, Roman Oksjuta (1), Alexander Martynjuk, Wjatscheslaw Koslow, Ilja Bjakin, Sergei Nemtschinow (1), Wiktor Gordijuk Trainer / Assistent: Wiktor Tichonow / Igor Dmitrijew                                                                                           | Tor: Artūrs Irbe Verteidigung: Wladimir Malachow, Wladimir Konstantinow, Alexei Schitnik, Igor Krawtschuk, Sergei Seljanin, Alexander Smirnow, Dmitri Juschkewitsch, Dmitri Mironow (1) Sturm: Pawel Bure, Wjatscheslaw Buzajew, Waleri Kamenski, Aljaksandr Andryjeuski, Alexander Semak (1), Andrej Kawaljou, Roman Oksjuta (1), Alexander Martynjuk, Wjatscheslaw Koslow, Ilja Bjakin, Sergei Nemtschinow (1), Wiktor Gordijuk Trainer / Assistent: Wiktor Tichonow / Igor Dmitrijew                                                                                           | Tor: Artūrs Irbe Verteidigung: Wladimir Malachow, Wladimir Konstantinow, Alexei Schitnik, Igor Krawtschuk, Sergei Seljanin, Alexander Smirnow, Dmitri Juschkewitsch, Dmitri Mironow (1) Sturm: Pawel Bure, Wjatscheslaw Buzajew, Waleri Kamenski, Aljaksandr Andryjeuski, Alexander Semak (1), Andrej Kawaljou, Roman Oksjuta (1), Alexander Martynjuk, Wjatscheslaw Koslow, Ilja Bjakin, Sergei Nemtschinow (1), Wiktor Gordijuk Trainer / Assistent: Wiktor Tichonow / Igor Dmitrijew                                                                                           | Tor: Artūrs Irbe Verteidigung: Wladimir Malachow, Wladimir Konstantinow, Alexei Schitnik, Igor Krawtschuk, Sergei Seljanin, Alexander Smirnow, Dmitri Juschkewitsch, Dmitri Mironow (1) Sturm: Pawel Bure, Wjatscheslaw Buzajew, Waleri Kamenski, Aljaksandr Andryjeuski, Alexander Semak (1), Andrej Kawaljou, Roman Oksjuta (1), Alexander Martynjuk, Wjatscheslaw Koslow, Ilja Bjakin, Sergei Nemtschinow (1), Wiktor Gordijuk Trainer / Assistent: Wiktor Tichonow / Igor Dmitrijew                                                                                           | Tor: Artūrs Irbe Verteidigung: Wladimir Malachow, Wladimir Konstantinow, Alexei Schitnik, Igor Krawtschuk, Sergei Seljanin, Alexander Smirnow, Dmitri Juschkewitsch, Dmitri Mironow (1) Sturm: Pawel Bure, Wjatscheslaw Buzajew, Waleri Kamenski, Aljaksandr Andryjeuski, Alexander Semak (1), Andrej Kawaljou, Roman Oksjuta (1), Alexander Martynjuk, Wjatscheslaw Koslow, Ilja Bjakin, Sergei Nemtschinow (1), Wiktor Gordijuk Trainer / Assistent: Wiktor Tichonow / Igor Dmitrijew                                                                                           | Tor: Artūrs Irbe Verteidigung: Wladimir Malachow, Wladimir Konstantinow, Alexei Schitnik, Igor Krawtschuk, Sergei Seljanin, Alexander Smirnow, Dmitri Juschkewitsch, Dmitri Mironow (1) Sturm: Pawel Bure, Wjatscheslaw Buzajew, Waleri Kamenski, Aljaksandr Andryjeuski, Alexander Semak (1), Andrej Kawaljou, Roman Oksjuta (1), Alexander Martynjuk, Wjatscheslaw Koslow, Ilja Bjakin, Sergei Nemtschinow (1), Wiktor Gordijuk Trainer / Assistent: Wiktor Tichonow / Igor Dmitrijew                                                                                           |
| Nr. 865 7. Dezember 1990  | 10:0 (2:0, 2:0, 6:0) | 0 Deutschland | * | 0Freiburg, SUI | 0Nissan Cup | |
| Aufstellung               | Tor: Alexei Marjin, Michail Schtalenkow (41. Min.) Verteidigung: Wladimir Malachow, Wladimir Konstantinow (1), Wjatscheslaw Uwajew, Wladimir Tjurikow, Ilja Bjakin (1), Dmitri Mironow, Igor Krawtschuk, Wladimir Fedosow Sturm: Andrei Chomutow, Wjatscheslaw Bykow (1), Waleri Kamenski (2), Andrej Kawaljou (2), Alexander Semak, Rawil Chaidarow, Wiktor Gordijuk (1), Sergei Nemtschinow, Juri Chmyljow (1), Aljaksandr Andryjeuski, Alexei Schamnow, Andrei Lomakin, Wjatscheslaw Buzajew (1), Sergei Buschmelew Trainer / Assistent: Wiktor Tichonow / Igor Dmitrijew      | Tor: Alexei Marjin, Michail Schtalenkow (41. Min.) Verteidigung: Wladimir Malachow, Wladimir Konstantinow (1), Wjatscheslaw Uwajew, Wladimir Tjurikow, Ilja Bjakin (1), Dmitri Mironow, Igor Krawtschuk, Wladimir Fedosow Sturm: Andrei Chomutow, Wjatscheslaw Bykow (1), Waleri Kamenski (2), Andrej Kawaljou (2), Alexander Semak, Rawil Chaidarow, Wiktor Gordijuk (1), Sergei Nemtschinow, Juri Chmyljow (1), Aljaksandr Andryjeuski, Alexei Schamnow, Andrei Lomakin, Wjatscheslaw Buzajew (1), Sergei Buschmelew Trainer / Assistent: Wiktor Tichonow / Igor Dmitrijew      | Tor: Alexei Marjin, Michail Schtalenkow (41. Min.) Verteidigung: Wladimir Malachow, Wladimir Konstantinow (1), Wjatscheslaw Uwajew, Wladimir Tjurikow, Ilja Bjakin (1), Dmitri Mironow, Igor Krawtschuk, Wladimir Fedosow Sturm: Andrei Chomutow, Wjatscheslaw Bykow (1), Waleri Kamenski (2), Andrej Kawaljou (2), Alexander Semak, Rawil Chaidarow, Wiktor Gordijuk (1), Sergei Nemtschinow, Juri Chmyljow (1), Aljaksandr Andryjeuski, Alexei Schamnow, Andrei Lomakin, Wjatscheslaw Buzajew (1), Sergei Buschmelew Trainer / Assistent: Wiktor Tichonow / Igor Dmitrijew      | Tor: Alexei Marjin, Michail Schtalenkow (41. Min.) Verteidigung: Wladimir Malachow, Wladimir Konstantinow (1), Wjatscheslaw Uwajew, Wladimir Tjurikow, Ilja Bjakin (1), Dmitri Mironow, Igor Krawtschuk, Wladimir Fedosow Sturm: Andrei Chomutow, Wjatscheslaw Bykow (1), Waleri Kamenski (2), Andrej Kawaljou (2), Alexander Semak, Rawil Chaidarow, Wiktor Gordijuk (1), Sergei Nemtschinow, Juri Chmyljow (1), Aljaksandr Andryjeuski, Alexei Schamnow, Andrei Lomakin, Wjatscheslaw Buzajew (1), Sergei Buschmelew Trainer / Assistent: Wiktor Tichonow / Igor Dmitrijew      | Tor: Alexei Marjin, Michail Schtalenkow (41. Min.) Verteidigung: Wladimir Malachow, Wladimir Konstantinow (1), Wjatscheslaw Uwajew, Wladimir Tjurikow, Ilja Bjakin (1), Dmitri Mironow, Igor Krawtschuk, Wladimir Fedosow Sturm: Andrei Chomutow, Wjatscheslaw Bykow (1), Waleri Kamenski (2), Andrej Kawaljou (2), Alexander Semak, Rawil Chaidarow, Wiktor Gordijuk (1), Sergei Nemtschinow, Juri Chmyljow (1), Aljaksandr Andryjeuski, Alexei Schamnow, Andrei Lomakin, Wjatscheslaw Buzajew (1), Sergei Buschmelew Trainer / Assistent: Wiktor Tichonow / Igor Dmitrijew      | Tor: Alexei Marjin, Michail Schtalenkow (41. Min.) Verteidigung: Wladimir Malachow, Wladimir Konstantinow (1), Wjatscheslaw Uwajew, Wladimir Tjurikow, Ilja Bjakin (1), Dmitri Mironow, Igor Krawtschuk, Wladimir Fedosow Sturm: Andrei Chomutow, Wjatscheslaw Bykow (1), Waleri Kamenski (2), Andrej Kawaljou (2), Alexander Semak, Rawil Chaidarow, Wiktor Gordijuk (1), Sergei Nemtschinow, Juri Chmyljow (1), Aljaksandr Andryjeuski, Alexei Schamnow, Andrei Lomakin, Wjatscheslaw Buzajew (1), Sergei Buschmelew Trainer / Assistent: Wiktor Tichonow / Igor Dmitrijew      |
| Nr. 866 8. Dezember 1990  | 7:0 (2:0, 3:0, 2:0) | 0 Schweiz | * | 0Bern, SUI | 0Nissan Cup | |
| Aufstellung               | Tor: Alexei Marjin, Michail Schtalenkow (41. Min.) Verteidigung: Wladimir Malachow (1), Wladimir Konstantinow, Wjatscheslaw Uwajew, Wladimir Tjurikow, Ilja Bjakin (1), Dmitri Mironow, Igor Krawtschuk, Wladimir Fedosow Sturm: Jewgeni Dawydow (1), Igor Maslennikow, Waleri Kamenski, Andrej Kawaljou, Alexander Semak, Rawil Chaidarow, Wiktor Gordijuk, Sergei Nemtschinow (2), Juri Chmyljow, Aljaksandr Andryjeuski (1), Alexei Schamnow, Andrei Lomakin, Wjatscheslaw Buzajew, Sergei Buschmelew (1) Trainer / Assistent: Wiktor Tichonow / Igor Dmitrijew                | Tor: Alexei Marjin, Michail Schtalenkow (41. Min.) Verteidigung: Wladimir Malachow (1), Wladimir Konstantinow, Wjatscheslaw Uwajew, Wladimir Tjurikow, Ilja Bjakin (1), Dmitri Mironow, Igor Krawtschuk, Wladimir Fedosow Sturm: Jewgeni Dawydow (1), Igor Maslennikow, Waleri Kamenski, Andrej Kawaljou, Alexander Semak, Rawil Chaidarow, Wiktor Gordijuk, Sergei Nemtschinow (2), Juri Chmyljow, Aljaksandr Andryjeuski (1), Alexei Schamnow, Andrei Lomakin, Wjatscheslaw Buzajew, Sergei Buschmelew (1) Trainer / Assistent: Wiktor Tichonow / Igor Dmitrijew                | Tor: Alexei Marjin, Michail Schtalenkow (41. Min.) Verteidigung: Wladimir Malachow (1), Wladimir Konstantinow, Wjatscheslaw Uwajew, Wladimir Tjurikow, Ilja Bjakin (1), Dmitri Mironow, Igor Krawtschuk, Wladimir Fedosow Sturm: Jewgeni Dawydow (1), Igor Maslennikow, Waleri Kamenski, Andrej Kawaljou, Alexander Semak, Rawil Chaidarow, Wiktor Gordijuk, Sergei Nemtschinow (2), Juri Chmyljow, Aljaksandr Andryjeuski (1), Alexei Schamnow, Andrei Lomakin, Wjatscheslaw Buzajew, Sergei Buschmelew (1) Trainer / Assistent: Wiktor Tichonow / Igor Dmitrijew                | Tor: Alexei Marjin, Michail Schtalenkow (41. Min.) Verteidigung: Wladimir Malachow (1), Wladimir Konstantinow, Wjatscheslaw Uwajew, Wladimir Tjurikow, Ilja Bjakin (1), Dmitri Mironow, Igor Krawtschuk, Wladimir Fedosow Sturm: Jewgeni Dawydow (1), Igor Maslennikow, Waleri Kamenski, Andrej Kawaljou, Alexander Semak, Rawil Chaidarow, Wiktor Gordijuk, Sergei Nemtschinow (2), Juri Chmyljow, Aljaksandr Andryjeuski (1), Alexei Schamnow, Andrei Lomakin, Wjatscheslaw Buzajew, Sergei Buschmelew (1) Trainer / Assistent: Wiktor Tichonow / Igor Dmitrijew                | Tor: Alexei Marjin, Michail Schtalenkow (41. Min.) Verteidigung: Wladimir Malachow (1), Wladimir Konstantinow, Wjatscheslaw Uwajew, Wladimir Tjurikow, Ilja Bjakin (1), Dmitri Mironow, Igor Krawtschuk, Wladimir Fedosow Sturm: Jewgeni Dawydow (1), Igor Maslennikow, Waleri Kamenski, Andrej Kawaljou, Alexander Semak, Rawil Chaidarow, Wiktor Gordijuk, Sergei Nemtschinow (2), Juri Chmyljow, Aljaksandr Andryjeuski (1), Alexei Schamnow, Andrei Lomakin, Wjatscheslaw Buzajew, Sergei Buschmelew (1) Trainer / Assistent: Wiktor Tichonow / Igor Dmitrijew                | Tor: Alexei Marjin, Michail Schtalenkow (41. Min.) Verteidigung: Wladimir Malachow (1), Wladimir Konstantinow, Wjatscheslaw Uwajew, Wladimir Tjurikow, Ilja Bjakin (1), Dmitri Mironow, Igor Krawtschuk, Wladimir Fedosow Sturm: Jewgeni Dawydow (1), Igor Maslennikow, Waleri Kamenski, Andrej Kawaljou, Alexander Semak, Rawil Chaidarow, Wiktor Gordijuk, Sergei Nemtschinow (2), Juri Chmyljow, Aljaksandr Andryjeuski (1), Alexei Schamnow, Andrei Lomakin, Wjatscheslaw Buzajew, Sergei Buschmelew (1) Trainer / Assistent: Wiktor Tichonow / Igor Dmitrijew                |
| Nr. 867 16. Dezember 1990 | 5:1 (1:1, 2:0, 2:0) | 0 Schweden | H | 0Moskau | 0Iswestija-Pokal 1990 | |
| Aufstellung               | Tor: Alexei Marjin Verteidigung: Wladimir Malachow, Wladimir Konstantinow, Wjatscheslaw Uwajew, Wladimir Tjurikow, Ilja Bjakin, Dmitri Mironow, Igor Krawtschuk, Jewgeni Popichin Sturm: Ramil Juldaschew, Igor Maslennikow, Waleri Kamenski (1), Andrej Kawaljou (1), Alexander Semak (1), Rawil Chaidarow, Sergei Nemtschinow, Wjatscheslaw Buzajew, Wiktor Gordijuk, Aljaksandr Andryjeuski (2), Alexei Schamnow, Sergei Buschmelew Trainer / Assistent: Wiktor Tichonow / Igor Dmitrijew                                                                                      | Tor: Alexei Marjin Verteidigung: Wladimir Malachow, Wladimir Konstantinow, Wjatscheslaw Uwajew, Wladimir Tjurikow, Ilja Bjakin, Dmitri Mironow, Igor Krawtschuk, Jewgeni Popichin Sturm: Ramil Juldaschew, Igor Maslennikow, Waleri Kamenski (1), Andrej Kawaljou (1), Alexander Semak (1), Rawil Chaidarow, Sergei Nemtschinow, Wjatscheslaw Buzajew, Wiktor Gordijuk, Aljaksandr Andryjeuski (2), Alexei Schamnow, Sergei Buschmelew Trainer / Assistent: Wiktor Tichonow / Igor Dmitrijew                                                                                      | Tor: Alexei Marjin Verteidigung: Wladimir Malachow, Wladimir Konstantinow, Wjatscheslaw Uwajew, Wladimir Tjurikow, Ilja Bjakin, Dmitri Mironow, Igor Krawtschuk, Jewgeni Popichin Sturm: Ramil Juldaschew, Igor Maslennikow, Waleri Kamenski (1), Andrej Kawaljou (1), Alexander Semak (1), Rawil Chaidarow, Sergei Nemtschinow, Wjatscheslaw Buzajew, Wiktor Gordijuk, Aljaksandr Andryjeuski (2), Alexei Schamnow, Sergei Buschmelew Trainer / Assistent: Wiktor Tichonow / Igor Dmitrijew                                                                                      | Tor: Alexei Marjin Verteidigung: Wladimir Malachow, Wladimir Konstantinow, Wjatscheslaw Uwajew, Wladimir Tjurikow, Ilja Bjakin, Dmitri Mironow, Igor Krawtschuk, Jewgeni Popichin Sturm: Ramil Juldaschew, Igor Maslennikow, Waleri Kamenski (1), Andrej Kawaljou (1), Alexander Semak (1), Rawil Chaidarow, Sergei Nemtschinow, Wjatscheslaw Buzajew, Wiktor Gordijuk, Aljaksandr Andryjeuski (2), Alexei Schamnow, Sergei Buschmelew Trainer / Assistent: Wiktor Tichonow / Igor Dmitrijew                                                                                      | Tor: Alexei Marjin Verteidigung: Wladimir Malachow, Wladimir Konstantinow, Wjatscheslaw Uwajew, Wladimir Tjurikow, Ilja Bjakin, Dmitri Mironow, Igor Krawtschuk, Jewgeni Popichin Sturm: Ramil Juldaschew, Igor Maslennikow, Waleri Kamenski (1), Andrej Kawaljou (1), Alexander Semak (1), Rawil Chaidarow, Sergei Nemtschinow, Wjatscheslaw Buzajew, Wiktor Gordijuk, Aljaksandr Andryjeuski (2), Alexei Schamnow, Sergei Buschmelew Trainer / Assistent: Wiktor Tichonow / Igor Dmitrijew                                                                                      | Tor: Alexei Marjin Verteidigung: Wladimir Malachow, Wladimir Konstantinow, Wjatscheslaw Uwajew, Wladimir Tjurikow, Ilja Bjakin, Dmitri Mironow, Igor Krawtschuk, Jewgeni Popichin Sturm: Ramil Juldaschew, Igor Maslennikow, Waleri Kamenski (1), Andrej Kawaljou (1), Alexander Semak (1), Rawil Chaidarow, Sergei Nemtschinow, Wjatscheslaw Buzajew, Wiktor Gordijuk, Aljaksandr Andryjeuski (2), Alexei Schamnow, Sergei Buschmelew Trainer / Assistent: Wiktor Tichonow / Igor Dmitrijew                                                                                      |
| Nr. 868 18. Dezember 1990 | 6:1 (0:0, 4:1, 2:0) | 0 Finnland | H | 0Moskau | 0Iswestija-Pokal 1990 | |
| Aufstellung               | Tor: Alexei Marjin Verteidigung: Wladimir Malachow, Wladimir Konstantinow, Wjatscheslaw Uwajew, Wladimir Tjurikow, Ilja Bjakin (1), Dmitri Mironow, Igor Krawtschuk (1), Jewgeni Popichin, Wladimir Fedosow Sturm: Ramil Juldaschew, Igor Maslennikow, Waleri Kamenski (2), Andrej Kawaljou, Alexander Semak (1), Rawil Chaidarow, Sergei Nemtschinow, Wjatscheslaw Buzajew, Wiktor Gordijuk, Aljaksandr Andryjeuski, Alexei Schamnow (1), Sergei Buschmelew, Jewgeni Dawydow Trainer / Assistent: Wiktor Tichonow / Igor Dmitrijew                                               | Tor: Alexei Marjin Verteidigung: Wladimir Malachow, Wladimir Konstantinow, Wjatscheslaw Uwajew, Wladimir Tjurikow, Ilja Bjakin (1), Dmitri Mironow, Igor Krawtschuk (1), Jewgeni Popichin, Wladimir Fedosow Sturm: Ramil Juldaschew, Igor Maslennikow, Waleri Kamenski (2), Andrej Kawaljou, Alexander Semak (1), Rawil Chaidarow, Sergei Nemtschinow, Wjatscheslaw Buzajew, Wiktor Gordijuk, Aljaksandr Andryjeuski, Alexei Schamnow (1), Sergei Buschmelew, Jewgeni Dawydow Trainer / Assistent: Wiktor Tichonow / Igor Dmitrijew                                               | Tor: Alexei Marjin Verteidigung: Wladimir Malachow, Wladimir Konstantinow, Wjatscheslaw Uwajew, Wladimir Tjurikow, Ilja Bjakin (1), Dmitri Mironow, Igor Krawtschuk (1), Jewgeni Popichin, Wladimir Fedosow Sturm: Ramil Juldaschew, Igor Maslennikow, Waleri Kamenski (2), Andrej Kawaljou, Alexander Semak (1), Rawil Chaidarow, Sergei Nemtschinow, Wjatscheslaw Buzajew, Wiktor Gordijuk, Aljaksandr Andryjeuski, Alexei Schamnow (1), Sergei Buschmelew, Jewgeni Dawydow Trainer / Assistent: Wiktor Tichonow / Igor Dmitrijew                                               | Tor: Alexei Marjin Verteidigung: Wladimir Malachow, Wladimir Konstantinow, Wjatscheslaw Uwajew, Wladimir Tjurikow, Ilja Bjakin (1), Dmitri Mironow, Igor Krawtschuk (1), Jewgeni Popichin, Wladimir Fedosow Sturm: Ramil Juldaschew, Igor Maslennikow, Waleri Kamenski (2), Andrej Kawaljou, Alexander Semak (1), Rawil Chaidarow, Sergei Nemtschinow, Wjatscheslaw Buzajew, Wiktor Gordijuk, Aljaksandr Andryjeuski, Alexei Schamnow (1), Sergei Buschmelew, Jewgeni Dawydow Trainer / Assistent: Wiktor Tichonow / Igor Dmitrijew                                               | Tor: Alexei Marjin Verteidigung: Wladimir Malachow, Wladimir Konstantinow, Wjatscheslaw Uwajew, Wladimir Tjurikow, Ilja Bjakin (1), Dmitri Mironow, Igor Krawtschuk (1), Jewgeni Popichin, Wladimir Fedosow Sturm: Ramil Juldaschew, Igor Maslennikow, Waleri Kamenski (2), Andrej Kawaljou, Alexander Semak (1), Rawil Chaidarow, Sergei Nemtschinow, Wjatscheslaw Buzajew, Wiktor Gordijuk, Aljaksandr Andryjeuski, Alexei Schamnow (1), Sergei Buschmelew, Jewgeni Dawydow Trainer / Assistent: Wiktor Tichonow / Igor Dmitrijew                                               | Tor: Alexei Marjin Verteidigung: Wladimir Malachow, Wladimir Konstantinow, Wjatscheslaw Uwajew, Wladimir Tjurikow, Ilja Bjakin (1), Dmitri Mironow, Igor Krawtschuk (1), Jewgeni Popichin, Wladimir Fedosow Sturm: Ramil Juldaschew, Igor Maslennikow, Waleri Kamenski (2), Andrej Kawaljou, Alexander Semak (1), Rawil Chaidarow, Sergei Nemtschinow, Wjatscheslaw Buzajew, Wiktor Gordijuk, Aljaksandr Andryjeuski, Alexei Schamnow (1), Sergei Buschmelew, Jewgeni Dawydow Trainer / Assistent: Wiktor Tichonow / Igor Dmitrijew                                               |
| Nr. 869 20. Dezember 1990 | 6:1 (2:0, 3:1, 1:0) | 0 Kanada | H | 0Moskau | 0Iswestija-Pokal 1990 | |
| Aufstellung               | Tor: Alexei Marjin Verteidigung: Wladimir Fedosow, Wladimir Konstantinow, Wjatscheslaw Uwajew, Wladimir Tjurikow, Ilja Bjakin, Dmitri Mironow, Igor Krawtschuk, Jewgeni Popichin Sturm: Ramil Juldaschew (1), Wjatscheslaw Buzajew, Jewgeni Dawydow, Andrej Kawaljou (1), Alexander Semak, Rawil Chaidarow, Sergei Nemtschinow (2), Igor Maslennikow (1), Wiktor Gordijuk (1), Aljaksandr Andryjeuski, Alexei Schamnow, Sergei Buschmelew Trainer / Assistent: Wiktor Tichonow / Igor Dmitrijew                                                                                   | Tor: Alexei Marjin Verteidigung: Wladimir Fedosow, Wladimir Konstantinow, Wjatscheslaw Uwajew, Wladimir Tjurikow, Ilja Bjakin, Dmitri Mironow, Igor Krawtschuk, Jewgeni Popichin Sturm: Ramil Juldaschew (1), Wjatscheslaw Buzajew, Jewgeni Dawydow, Andrej Kawaljou (1), Alexander Semak, Rawil Chaidarow, Sergei Nemtschinow (2), Igor Maslennikow (1), Wiktor Gordijuk (1), Aljaksandr Andryjeuski, Alexei Schamnow, Sergei Buschmelew Trainer / Assistent: Wiktor Tichonow / Igor Dmitrijew                                                                                   | Tor: Alexei Marjin Verteidigung: Wladimir Fedosow, Wladimir Konstantinow, Wjatscheslaw Uwajew, Wladimir Tjurikow, Ilja Bjakin, Dmitri Mironow, Igor Krawtschuk, Jewgeni Popichin Sturm: Ramil Juldaschew (1), Wjatscheslaw Buzajew, Jewgeni Dawydow, Andrej Kawaljou (1), Alexander Semak, Rawil Chaidarow, Sergei Nemtschinow (2), Igor Maslennikow (1), Wiktor Gordijuk (1), Aljaksandr Andryjeuski, Alexei Schamnow, Sergei Buschmelew Trainer / Assistent: Wiktor Tichonow / Igor Dmitrijew                                                                                   | Tor: Alexei Marjin Verteidigung: Wladimir Fedosow, Wladimir Konstantinow, Wjatscheslaw Uwajew, Wladimir Tjurikow, Ilja Bjakin, Dmitri Mironow, Igor Krawtschuk, Jewgeni Popichin Sturm: Ramil Juldaschew (1), Wjatscheslaw Buzajew, Jewgeni Dawydow, Andrej Kawaljou (1), Alexander Semak, Rawil Chaidarow, Sergei Nemtschinow (2), Igor Maslennikow (1), Wiktor Gordijuk (1), Aljaksandr Andryjeuski, Alexei Schamnow, Sergei Buschmelew Trainer / Assistent: Wiktor Tichonow / Igor Dmitrijew                                                                                   | Tor: Alexei Marjin Verteidigung: Wladimir Fedosow, Wladimir Konstantinow, Wjatscheslaw Uwajew, Wladimir Tjurikow, Ilja Bjakin, Dmitri Mironow, Igor Krawtschuk, Jewgeni Popichin Sturm: Ramil Juldaschew (1), Wjatscheslaw Buzajew, Jewgeni Dawydow, Andrej Kawaljou (1), Alexander Semak, Rawil Chaidarow, Sergei Nemtschinow (2), Igor Maslennikow (1), Wiktor Gordijuk (1), Aljaksandr Andryjeuski, Alexei Schamnow, Sergei Buschmelew Trainer / Assistent: Wiktor Tichonow / Igor Dmitrijew                                                                                   | Tor: Alexei Marjin Verteidigung: Wladimir Fedosow, Wladimir Konstantinow, Wjatscheslaw Uwajew, Wladimir Tjurikow, Ilja Bjakin, Dmitri Mironow, Igor Krawtschuk, Jewgeni Popichin Sturm: Ramil Juldaschew (1), Wjatscheslaw Buzajew, Jewgeni Dawydow, Andrej Kawaljou (1), Alexander Semak, Rawil Chaidarow, Sergei Nemtschinow (2), Igor Maslennikow (1), Wiktor Gordijuk (1), Aljaksandr Andryjeuski, Alexei Schamnow, Sergei Buschmelew Trainer / Assistent: Wiktor Tichonow / Igor Dmitrijew                                                                                   |
| Nr. 870 21. Dezember 1990 | 2:2 (1:0, 1:2, 0:0) | 0 Tschechoslowakei | H | 0Moskau | 0Iswestija-Pokal 1990 | 019. Gewinn im Iswestija-Pokal |
| Aufstellung               | Tor: Alexei Marjin Verteidigung: Wladimir Fedosow, Wladimir Konstantinow, Wjatscheslaw Uwajew, Wladimir Tjurikow, Ilja Bjakin, Dmitri Mironow, Igor Krawtschuk, Jewgeni Popichin Sturm: Ramil Juldaschew, Wjatscheslaw Buzajew (1), Jewgeni Dawydow, Andrej Kawaljou, Alexander Semak, Rawil Chaidarow, Sergei Nemtschinow, Igor Maslennikow, Wiktor Gordijuk, Aljaksandr Andryjeuski (1), Alexei Schamnow, Sergei Buschmelew Trainer / Assistent: Wiktor Tichonow / Igor Dmitrijew                                                                                               | Tor: Alexei Marjin Verteidigung: Wladimir Fedosow, Wladimir Konstantinow, Wjatscheslaw Uwajew, Wladimir Tjurikow, Ilja Bjakin, Dmitri Mironow, Igor Krawtschuk, Jewgeni Popichin Sturm: Ramil Juldaschew, Wjatscheslaw Buzajew (1), Jewgeni Dawydow, Andrej Kawaljou, Alexander Semak, Rawil Chaidarow, Sergei Nemtschinow, Igor Maslennikow, Wiktor Gordijuk, Aljaksandr Andryjeuski (1), Alexei Schamnow, Sergei Buschmelew Trainer / Assistent: Wiktor Tichonow / Igor Dmitrijew                                                                                               | Tor: Alexei Marjin Verteidigung: Wladimir Fedosow, Wladimir Konstantinow, Wjatscheslaw Uwajew, Wladimir Tjurikow, Ilja Bjakin, Dmitri Mironow, Igor Krawtschuk, Jewgeni Popichin Sturm: Ramil Juldaschew, Wjatscheslaw Buzajew (1), Jewgeni Dawydow, Andrej Kawaljou, Alexander Semak, Rawil Chaidarow, Sergei Nemtschinow, Igor Maslennikow, Wiktor Gordijuk, Aljaksandr Andryjeuski (1), Alexei Schamnow, Sergei Buschmelew Trainer / Assistent: Wiktor Tichonow / Igor Dmitrijew                                                                                               | Tor: Alexei Marjin Verteidigung: Wladimir Fedosow, Wladimir Konstantinow, Wjatscheslaw Uwajew, Wladimir Tjurikow, Ilja Bjakin, Dmitri Mironow, Igor Krawtschuk, Jewgeni Popichin Sturm: Ramil Juldaschew, Wjatscheslaw Buzajew (1), Jewgeni Dawydow, Andrej Kawaljou, Alexander Semak, Rawil Chaidarow, Sergei Nemtschinow, Igor Maslennikow, Wiktor Gordijuk, Aljaksandr Andryjeuski (1), Alexei Schamnow, Sergei Buschmelew Trainer / Assistent: Wiktor Tichonow / Igor Dmitrijew                                                                                               | Tor: Alexei Marjin Verteidigung: Wladimir Fedosow, Wladimir Konstantinow, Wjatscheslaw Uwajew, Wladimir Tjurikow, Ilja Bjakin, Dmitri Mironow, Igor Krawtschuk, Jewgeni Popichin Sturm: Ramil Juldaschew, Wjatscheslaw Buzajew (1), Jewgeni Dawydow, Andrej Kawaljou, Alexander Semak, Rawil Chaidarow, Sergei Nemtschinow, Igor Maslennikow, Wiktor Gordijuk, Aljaksandr Andryjeuski (1), Alexei Schamnow, Sergei Buschmelew Trainer / Assistent: Wiktor Tichonow / Igor Dmitrijew                                                                                               | Tor: Alexei Marjin Verteidigung: Wladimir Fedosow, Wladimir Konstantinow, Wjatscheslaw Uwajew, Wladimir Tjurikow, Ilja Bjakin, Dmitri Mironow, Igor Krawtschuk, Jewgeni Popichin Sturm: Ramil Juldaschew, Wjatscheslaw Buzajew (1), Jewgeni Dawydow, Andrej Kawaljou, Alexander Semak, Rawil Chaidarow, Sergei Nemtschinow, Igor Maslennikow, Wiktor Gordijuk, Aljaksandr Andryjeuski (1), Alexei Schamnow, Sergei Buschmelew Trainer / Assistent: Wiktor Tichonow / Igor Dmitrijew                                                                                               |
| Nr. 871 7. Februar 1991   | 9:6 (3:2, 2:3, 4:1) | 0 Finnland | * | 0Stockholm, SWE | 0Sweden Hockey Games 1991 | |
| Aufstellung               | Tor: Alexei Marjin Verteidigung: Igor Krawtschuk (1), Wladimir Konstantinow, Waleri Schirjajew, Alexei Schitnik, Alexander Smirnow, Jewgeni Namestnikow, Wjatscheslaw Uwajew, Dmitri Mironow Sturm: Pawel Bure, Wjatscheslaw Buzajew, Waleri Kamenski (2), Leonid Truchno, Alexander Semak, Andrej Kawaljou, Dmitri Kwartalnow, Wjatscheslaw Koslow (2), Waleri Selepukin (1), Sergei Nemtschinow (1), Alexei Schamnow, Wiktor Gordijuk (2) Trainer / Assistent: Wiktor Tichonow / Igor Dmitrijew                                                                                 | Tor: Alexei Marjin Verteidigung: Igor Krawtschuk (1), Wladimir Konstantinow, Waleri Schirjajew, Alexei Schitnik, Alexander Smirnow, Jewgeni Namestnikow, Wjatscheslaw Uwajew, Dmitri Mironow Sturm: Pawel Bure, Wjatscheslaw Buzajew, Waleri Kamenski (2), Leonid Truchno, Alexander Semak, Andrej Kawaljou, Dmitri Kwartalnow, Wjatscheslaw Koslow (2), Waleri Selepukin (1), Sergei Nemtschinow (1), Alexei Schamnow, Wiktor Gordijuk (2) Trainer / Assistent: Wiktor Tichonow / Igor Dmitrijew                                                                                 | Tor: Alexei Marjin Verteidigung: Igor Krawtschuk (1), Wladimir Konstantinow, Waleri Schirjajew, Alexei Schitnik, Alexander Smirnow, Jewgeni Namestnikow, Wjatscheslaw Uwajew, Dmitri Mironow Sturm: Pawel Bure, Wjatscheslaw Buzajew, Waleri Kamenski (2), Leonid Truchno, Alexander Semak, Andrej Kawaljou, Dmitri Kwartalnow, Wjatscheslaw Koslow (2), Waleri Selepukin (1), Sergei Nemtschinow (1), Alexei Schamnow, Wiktor Gordijuk (2) Trainer / Assistent: Wiktor Tichonow / Igor Dmitrijew                                                                                 | Tor: Alexei Marjin Verteidigung: Igor Krawtschuk (1), Wladimir Konstantinow, Waleri Schirjajew, Alexei Schitnik, Alexander Smirnow, Jewgeni Namestnikow, Wjatscheslaw Uwajew, Dmitri Mironow Sturm: Pawel Bure, Wjatscheslaw Buzajew, Waleri Kamenski (2), Leonid Truchno, Alexander Semak, Andrej Kawaljou, Dmitri Kwartalnow, Wjatscheslaw Koslow (2), Waleri Selepukin (1), Sergei Nemtschinow (1), Alexei Schamnow, Wiktor Gordijuk (2) Trainer / Assistent: Wiktor Tichonow / Igor Dmitrijew                                                                                 | Tor: Alexei Marjin Verteidigung: Igor Krawtschuk (1), Wladimir Konstantinow, Waleri Schirjajew, Alexei Schitnik, Alexander Smirnow, Jewgeni Namestnikow, Wjatscheslaw Uwajew, Dmitri Mironow Sturm: Pawel Bure, Wjatscheslaw Buzajew, Waleri Kamenski (2), Leonid Truchno, Alexander Semak, Andrej Kawaljou, Dmitri Kwartalnow, Wjatscheslaw Koslow (2), Waleri Selepukin (1), Sergei Nemtschinow (1), Alexei Schamnow, Wiktor Gordijuk (2) Trainer / Assistent: Wiktor Tichonow / Igor Dmitrijew                                                                                 | Tor: Alexei Marjin Verteidigung: Igor Krawtschuk (1), Wladimir Konstantinow, Waleri Schirjajew, Alexei Schitnik, Alexander Smirnow, Jewgeni Namestnikow, Wjatscheslaw Uwajew, Dmitri Mironow Sturm: Pawel Bure, Wjatscheslaw Buzajew, Waleri Kamenski (2), Leonid Truchno, Alexander Semak, Andrej Kawaljou, Dmitri Kwartalnow, Wjatscheslaw Koslow (2), Waleri Selepukin (1), Sergei Nemtschinow (1), Alexei Schamnow, Wiktor Gordijuk (2) Trainer / Assistent: Wiktor Tichonow / Igor Dmitrijew                                                                                 |
| Nr. 872 8. Februar 1991   | 2:2 (0:1, 1:1, 1:0) | 0 Tschechoslowakei | * | 0Stockholm, SWE | 0Sweden Hockey Games 1991 | |
| Aufstellung               | Tor: Alexei Marjin Verteidigung: Igor Krawtschuk (1), Wladimir Konstantinow, Waleri Schirjajew, Alexei Schitnik, Alexander Smirnow, Jewgeni Namestnikow, Wjatscheslaw Uwajew, Dmitri Mironow Sturm: Pawel Bure, Wjatscheslaw Buzajew, Waleri Kamenski (1), Leonid Truchno, Alexander Semak, Andrej Kawaljou, Dmitri Kwartalnow, Wjatscheslaw Koslow, Waleri Selepukin, Sergei Nemtschinow, Alexei Schamnow, Wiktor Gordijuk Trainer / Assistent: Wiktor Tichonow / Igor Dmitrijew                                                                                                 | Tor: Alexei Marjin Verteidigung: Igor Krawtschuk (1), Wladimir Konstantinow, Waleri Schirjajew, Alexei Schitnik, Alexander Smirnow, Jewgeni Namestnikow, Wjatscheslaw Uwajew, Dmitri Mironow Sturm: Pawel Bure, Wjatscheslaw Buzajew, Waleri Kamenski (1), Leonid Truchno, Alexander Semak, Andrej Kawaljou, Dmitri Kwartalnow, Wjatscheslaw Koslow, Waleri Selepukin, Sergei Nemtschinow, Alexei Schamnow, Wiktor Gordijuk Trainer / Assistent: Wiktor Tichonow / Igor Dmitrijew                                                                                                 | Tor: Alexei Marjin Verteidigung: Igor Krawtschuk (1), Wladimir Konstantinow, Waleri Schirjajew, Alexei Schitnik, Alexander Smirnow, Jewgeni Namestnikow, Wjatscheslaw Uwajew, Dmitri Mironow Sturm: Pawel Bure, Wjatscheslaw Buzajew, Waleri Kamenski (1), Leonid Truchno, Alexander Semak, Andrej Kawaljou, Dmitri Kwartalnow, Wjatscheslaw Koslow, Waleri Selepukin, Sergei Nemtschinow, Alexei Schamnow, Wiktor Gordijuk Trainer / Assistent: Wiktor Tichonow / Igor Dmitrijew                                                                                                 | Tor: Alexei Marjin Verteidigung: Igor Krawtschuk (1), Wladimir Konstantinow, Waleri Schirjajew, Alexei Schitnik, Alexander Smirnow, Jewgeni Namestnikow, Wjatscheslaw Uwajew, Dmitri Mironow Sturm: Pawel Bure, Wjatscheslaw Buzajew, Waleri Kamenski (1), Leonid Truchno, Alexander Semak, Andrej Kawaljou, Dmitri Kwartalnow, Wjatscheslaw Koslow, Waleri Selepukin, Sergei Nemtschinow, Alexei Schamnow, Wiktor Gordijuk Trainer / Assistent: Wiktor Tichonow / Igor Dmitrijew                                                                                                 | Tor: Alexei Marjin Verteidigung: Igor Krawtschuk (1), Wladimir Konstantinow, Waleri Schirjajew, Alexei Schitnik, Alexander Smirnow, Jewgeni Namestnikow, Wjatscheslaw Uwajew, Dmitri Mironow Sturm: Pawel Bure, Wjatscheslaw Buzajew, Waleri Kamenski (1), Leonid Truchno, Alexander Semak, Andrej Kawaljou, Dmitri Kwartalnow, Wjatscheslaw Koslow, Waleri Selepukin, Sergei Nemtschinow, Alexei Schamnow, Wiktor Gordijuk Trainer / Assistent: Wiktor Tichonow / Igor Dmitrijew                                                                                                 | Tor: Alexei Marjin Verteidigung: Igor Krawtschuk (1), Wladimir Konstantinow, Waleri Schirjajew, Alexei Schitnik, Alexander Smirnow, Jewgeni Namestnikow, Wjatscheslaw Uwajew, Dmitri Mironow Sturm: Pawel Bure, Wjatscheslaw Buzajew, Waleri Kamenski (1), Leonid Truchno, Alexander Semak, Andrej Kawaljou, Dmitri Kwartalnow, Wjatscheslaw Koslow, Waleri Selepukin, Sergei Nemtschinow, Alexei Schamnow, Wiktor Gordijuk Trainer / Assistent: Wiktor Tichonow / Igor Dmitrijew                                                                                                 |
| Nr. 873 10. Februar 1991  | 6:4 (2:1, 2:1, 2:2) | 0 Schweden | A | 0Stockholm, SWE | 0Sweden Hockey Games 1991 | 1. Sieg bei den Sweden Hockey Games |
| Aufstellung               | Tor: Alexei Marjin Verteidigung: Igor Krawtschuk, Wladimir Konstantinow (1), Waleri Schirjajew, Alexei Schitnik, Alexander Smirnow, Jewgeni Namestnikow, Wjatscheslaw Uwajew (1), Dmitri Mironow Sturm: Pawel Bure (1), Wjatscheslaw Buzajew, Waleri Kamenski (1), Leonid Truchno (1), Alexander Semak (1), Andrej Kawaljou, Dmitri Kwartalnow, Wjatscheslaw Koslow, Waleri Selepukin, Sergei Nemtschinow, Alexei Schamnow, Wiktor Gordijuk Trainer / Assistent: Wiktor Tichonow / Igor Dmitrijew                                                                                 | Tor: Alexei Marjin Verteidigung: Igor Krawtschuk, Wladimir Konstantinow (1), Waleri Schirjajew, Alexei Schitnik, Alexander Smirnow, Jewgeni Namestnikow, Wjatscheslaw Uwajew (1), Dmitri Mironow Sturm: Pawel Bure (1), Wjatscheslaw Buzajew, Waleri Kamenski (1), Leonid Truchno (1), Alexander Semak (1), Andrej Kawaljou, Dmitri Kwartalnow, Wjatscheslaw Koslow, Waleri Selepukin, Sergei Nemtschinow, Alexei Schamnow, Wiktor Gordijuk Trainer / Assistent: Wiktor Tichonow / Igor Dmitrijew                                                                                 | Tor: Alexei Marjin Verteidigung: Igor Krawtschuk, Wladimir Konstantinow (1), Waleri Schirjajew, Alexei Schitnik, Alexander Smirnow, Jewgeni Namestnikow, Wjatscheslaw Uwajew (1), Dmitri Mironow Sturm: Pawel Bure (1), Wjatscheslaw Buzajew, Waleri Kamenski (1), Leonid Truchno (1), Alexander Semak (1), Andrej Kawaljou, Dmitri Kwartalnow, Wjatscheslaw Koslow, Waleri Selepukin, Sergei Nemtschinow, Alexei Schamnow, Wiktor Gordijuk Trainer / Assistent: Wiktor Tichonow / Igor Dmitrijew                                                                                 | Tor: Alexei Marjin Verteidigung: Igor Krawtschuk, Wladimir Konstantinow (1), Waleri Schirjajew, Alexei Schitnik, Alexander Smirnow, Jewgeni Namestnikow, Wjatscheslaw Uwajew (1), Dmitri Mironow Sturm: Pawel Bure (1), Wjatscheslaw Buzajew, Waleri Kamenski (1), Leonid Truchno (1), Alexander Semak (1), Andrej Kawaljou, Dmitri Kwartalnow, Wjatscheslaw Koslow, Waleri Selepukin, Sergei Nemtschinow, Alexei Schamnow, Wiktor Gordijuk Trainer / Assistent: Wiktor Tichonow / Igor Dmitrijew                                                                                 | Tor: Alexei Marjin Verteidigung: Igor Krawtschuk, Wladimir Konstantinow (1), Waleri Schirjajew, Alexei Schitnik, Alexander Smirnow, Jewgeni Namestnikow, Wjatscheslaw Uwajew (1), Dmitri Mironow Sturm: Pawel Bure (1), Wjatscheslaw Buzajew, Waleri Kamenski (1), Leonid Truchno (1), Alexander Semak (1), Andrej Kawaljou, Dmitri Kwartalnow, Wjatscheslaw Koslow, Waleri Selepukin, Sergei Nemtschinow, Alexei Schamnow, Wiktor Gordijuk Trainer / Assistent: Wiktor Tichonow / Igor Dmitrijew                                                                                 | Tor: Alexei Marjin Verteidigung: Igor Krawtschuk, Wladimir Konstantinow (1), Waleri Schirjajew, Alexei Schitnik, Alexander Smirnow, Jewgeni Namestnikow, Wjatscheslaw Uwajew (1), Dmitri Mironow Sturm: Pawel Bure (1), Wjatscheslaw Buzajew, Waleri Kamenski (1), Leonid Truchno (1), Alexander Semak (1), Andrej Kawaljou, Dmitri Kwartalnow, Wjatscheslaw Koslow, Waleri Selepukin, Sergei Nemtschinow, Alexei Schamnow, Wiktor Gordijuk Trainer / Assistent: Wiktor Tichonow / Igor Dmitrijew                                                                                 |
| Nr. 874 2. April 1991     | 5:3 (2:2, 3:1, 0:0) | 0 Finnland | A | 0Helsinki, FIN | 0Freundschaftsspiel | |
| Aufstellung               | Tor: Andrei Trefilow Verteidigung: Wladimir Malachow, Wladimir Konstantinow, Igor Krawtschuk, Dmitri Mironow, Waleri Schirjajew, Alexei Schitnik, Wjatscheslaw Uwajew, Alexander Smirnow, Dmitri Juschkewitsch Sturm: Pawel Bure (3), Wjatscheslaw Buzajew, Waleri Kamenski (1), Witali Prochorow, Alexander Semak (1), Oleg Snarok, Wjatscheslaw Koslow, Alexei Schamnow, Andrei Lomakin, Dmitri Kwartalnow, German Titow, Waleri Selepukin, Sergei Nemtschinow, Wiktor Gordijuk Trainer / Assistent: Wiktor Tichonow / Igor Dmitrijew                                           | Tor: Andrei Trefilow Verteidigung: Wladimir Malachow, Wladimir Konstantinow, Igor Krawtschuk, Dmitri Mironow, Waleri Schirjajew, Alexei Schitnik, Wjatscheslaw Uwajew, Alexander Smirnow, Dmitri Juschkewitsch Sturm: Pawel Bure (3), Wjatscheslaw Buzajew, Waleri Kamenski (1), Witali Prochorow, Alexander Semak (1), Oleg Snarok, Wjatscheslaw Koslow, Alexei Schamnow, Andrei Lomakin, Dmitri Kwartalnow, German Titow, Waleri Selepukin, Sergei Nemtschinow, Wiktor Gordijuk Trainer / Assistent: Wiktor Tichonow / Igor Dmitrijew                                           | Tor: Andrei Trefilow Verteidigung: Wladimir Malachow, Wladimir Konstantinow, Igor Krawtschuk, Dmitri Mironow, Waleri Schirjajew, Alexei Schitnik, Wjatscheslaw Uwajew, Alexander Smirnow, Dmitri Juschkewitsch Sturm: Pawel Bure (3), Wjatscheslaw Buzajew, Waleri Kamenski (1), Witali Prochorow, Alexander Semak (1), Oleg Snarok, Wjatscheslaw Koslow, Alexei Schamnow, Andrei Lomakin, Dmitri Kwartalnow, German Titow, Waleri Selepukin, Sergei Nemtschinow, Wiktor Gordijuk Trainer / Assistent: Wiktor Tichonow / Igor Dmitrijew                                           | Tor: Andrei Trefilow Verteidigung: Wladimir Malachow, Wladimir Konstantinow, Igor Krawtschuk, Dmitri Mironow, Waleri Schirjajew, Alexei Schitnik, Wjatscheslaw Uwajew, Alexander Smirnow, Dmitri Juschkewitsch Sturm: Pawel Bure (3), Wjatscheslaw Buzajew, Waleri Kamenski (1), Witali Prochorow, Alexander Semak (1), Oleg Snarok, Wjatscheslaw Koslow, Alexei Schamnow, Andrei Lomakin, Dmitri Kwartalnow, German Titow, Waleri Selepukin, Sergei Nemtschinow, Wiktor Gordijuk Trainer / Assistent: Wiktor Tichonow / Igor Dmitrijew                                           | Tor: Andrei Trefilow Verteidigung: Wladimir Malachow, Wladimir Konstantinow, Igor Krawtschuk, Dmitri Mironow, Waleri Schirjajew, Alexei Schitnik, Wjatscheslaw Uwajew, Alexander Smirnow, Dmitri Juschkewitsch Sturm: Pawel Bure (3), Wjatscheslaw Buzajew, Waleri Kamenski (1), Witali Prochorow, Alexander Semak (1), Oleg Snarok, Wjatscheslaw Koslow, Alexei Schamnow, Andrei Lomakin, Dmitri Kwartalnow, German Titow, Waleri Selepukin, Sergei Nemtschinow, Wiktor Gordijuk Trainer / Assistent: Wiktor Tichonow / Igor Dmitrijew                                           | Tor: Andrei Trefilow Verteidigung: Wladimir Malachow, Wladimir Konstantinow, Igor Krawtschuk, Dmitri Mironow, Waleri Schirjajew, Alexei Schitnik, Wjatscheslaw Uwajew, Alexander Smirnow, Dmitri Juschkewitsch Sturm: Pawel Bure (3), Wjatscheslaw Buzajew, Waleri Kamenski (1), Witali Prochorow, Alexander Semak (1), Oleg Snarok, Wjatscheslaw Koslow, Alexei Schamnow, Andrei Lomakin, Dmitri Kwartalnow, German Titow, Waleri Selepukin, Sergei Nemtschinow, Wiktor Gordijuk Trainer / Assistent: Wiktor Tichonow / Igor Dmitrijew                                           |
| Nr. 875 7. April 1991     | 2:0 (2:O, 0:0, 0:0) | 0 Deutschland | A | 0Garmisch-Partenkirchen, GER | 0Freundschaftsspiel | |
| Aufstellung               | Tor: Andrei Trefilow Verteidigung: Wladimir Malachow, Wladimir Konstantinow, Igor Krawtschuk, Dmitri Mironow, Waleri Schirjajew, Alexei Schitnik, Dmitri Juschkewitsch, Alexander Smirnow Sturm: Pawel Bure, Wjatscheslaw Buzajew, Waleri Kamenski, Sergei Nemtschinow, Alexander Semak, Witali Prochorow, Wjatscheslaw Koslow (1), Alexei Schamnow, Andrei Lomakin, Waleri Selepukin (1), German Titow, Oleg Snarok, Wiktor Gordijuk, Dmitri Kwartalnow Trainer / Assistent: Wiktor Tichonow / Igor Dmitrijew                                                                    | Tor: Andrei Trefilow Verteidigung: Wladimir Malachow, Wladimir Konstantinow, Igor Krawtschuk, Dmitri Mironow, Waleri Schirjajew, Alexei Schitnik, Dmitri Juschkewitsch, Alexander Smirnow Sturm: Pawel Bure, Wjatscheslaw Buzajew, Waleri Kamenski, Sergei Nemtschinow, Alexander Semak, Witali Prochorow, Wjatscheslaw Koslow (1), Alexei Schamnow, Andrei Lomakin, Waleri Selepukin (1), German Titow, Oleg Snarok, Wiktor Gordijuk, Dmitri Kwartalnow Trainer / Assistent: Wiktor Tichonow / Igor Dmitrijew                                                                    | Tor: Andrei Trefilow Verteidigung: Wladimir Malachow, Wladimir Konstantinow, Igor Krawtschuk, Dmitri Mironow, Waleri Schirjajew, Alexei Schitnik, Dmitri Juschkewitsch, Alexander Smirnow Sturm: Pawel Bure, Wjatscheslaw Buzajew, Waleri Kamenski, Sergei Nemtschinow, Alexander Semak, Witali Prochorow, Wjatscheslaw Koslow (1), Alexei Schamnow, Andrei Lomakin, Waleri Selepukin (1), German Titow, Oleg Snarok, Wiktor Gordijuk, Dmitri Kwartalnow Trainer / Assistent: Wiktor Tichonow / Igor Dmitrijew                                                                    | Tor: Andrei Trefilow Verteidigung: Wladimir Malachow, Wladimir Konstantinow, Igor Krawtschuk, Dmitri Mironow, Waleri Schirjajew, Alexei Schitnik, Dmitri Juschkewitsch, Alexander Smirnow Sturm: Pawel Bure, Wjatscheslaw Buzajew, Waleri Kamenski, Sergei Nemtschinow, Alexander Semak, Witali Prochorow, Wjatscheslaw Koslow (1), Alexei Schamnow, Andrei Lomakin, Waleri Selepukin (1), German Titow, Oleg Snarok, Wiktor Gordijuk, Dmitri Kwartalnow Trainer / Assistent: Wiktor Tichonow / Igor Dmitrijew                                                                    | Tor: Andrei Trefilow Verteidigung: Wladimir Malachow, Wladimir Konstantinow, Igor Krawtschuk, Dmitri Mironow, Waleri Schirjajew, Alexei Schitnik, Dmitri Juschkewitsch, Alexander Smirnow Sturm: Pawel Bure, Wjatscheslaw Buzajew, Waleri Kamenski, Sergei Nemtschinow, Alexander Semak, Witali Prochorow, Wjatscheslaw Koslow (1), Alexei Schamnow, Andrei Lomakin, Waleri Selepukin (1), German Titow, Oleg Snarok, Wiktor Gordijuk, Dmitri Kwartalnow Trainer / Assistent: Wiktor Tichonow / Igor Dmitrijew                                                                    | Tor: Andrei Trefilow Verteidigung: Wladimir Malachow, Wladimir Konstantinow, Igor Krawtschuk, Dmitri Mironow, Waleri Schirjajew, Alexei Schitnik, Dmitri Juschkewitsch, Alexander Smirnow Sturm: Pawel Bure, Wjatscheslaw Buzajew, Waleri Kamenski, Sergei Nemtschinow, Alexander Semak, Witali Prochorow, Wjatscheslaw Koslow (1), Alexei Schamnow, Andrei Lomakin, Waleri Selepukin (1), German Titow, Oleg Snarok, Wiktor Gordijuk, Dmitri Kwartalnow Trainer / Assistent: Wiktor Tichonow / Igor Dmitrijew                                                                    |
| Nr. 876 8. April 1991     | 9:2 (1:1, 4:1, 4:0) | 0 Deutschland | A | 0Weiden in der Oberpfalz, GER | 0Freundschaftsspiel | |
| Aufstellung               | Tor: Alexei Marjin Verteidigung: Wladimir Malachow, Wladimir Konstantinow, Igor Krawtschuk (1), Dmitri Mironow (1), Waleri Schirjajew, Alexei Schitnik, Dmitri Juschkewitsch, Alexander Smirnow (1) Sturm: Pawel Bure, Wjatscheslaw Buzajew (1), Waleri Kamenski (1), Sergei Nemtschinow (1), Alexander Semak, Witali Prochorow, Wjatscheslaw Koslow, Alexei Schamnow (3), Andrei Lomakin, Waleri Selepukin, German Titow, Oleg Snarok, Wiktor Gordijuk, Dmitri Kwartalnow Trainer / Assistent: Wiktor Tichonow / Igor Dmitrijew                                                  | Tor: Alexei Marjin Verteidigung: Wladimir Malachow, Wladimir Konstantinow, Igor Krawtschuk (1), Dmitri Mironow (1), Waleri Schirjajew, Alexei Schitnik, Dmitri Juschkewitsch, Alexander Smirnow (1) Sturm: Pawel Bure, Wjatscheslaw Buzajew (1), Waleri Kamenski (1), Sergei Nemtschinow (1), Alexander Semak, Witali Prochorow, Wjatscheslaw Koslow, Alexei Schamnow (3), Andrei Lomakin, Waleri Selepukin, German Titow, Oleg Snarok, Wiktor Gordijuk, Dmitri Kwartalnow Trainer / Assistent: Wiktor Tichonow / Igor Dmitrijew                                                  | Tor: Alexei Marjin Verteidigung: Wladimir Malachow, Wladimir Konstantinow, Igor Krawtschuk (1), Dmitri Mironow (1), Waleri Schirjajew, Alexei Schitnik, Dmitri Juschkewitsch, Alexander Smirnow (1) Sturm: Pawel Bure, Wjatscheslaw Buzajew (1), Waleri Kamenski (1), Sergei Nemtschinow (1), Alexander Semak, Witali Prochorow, Wjatscheslaw Koslow, Alexei Schamnow (3), Andrei Lomakin, Waleri Selepukin, German Titow, Oleg Snarok, Wiktor Gordijuk, Dmitri Kwartalnow Trainer / Assistent: Wiktor Tichonow / Igor Dmitrijew                                                  | Tor: Alexei Marjin Verteidigung: Wladimir Malachow, Wladimir Konstantinow, Igor Krawtschuk (1), Dmitri Mironow (1), Waleri Schirjajew, Alexei Schitnik, Dmitri Juschkewitsch, Alexander Smirnow (1) Sturm: Pawel Bure, Wjatscheslaw Buzajew (1), Waleri Kamenski (1), Sergei Nemtschinow (1), Alexander Semak, Witali Prochorow, Wjatscheslaw Koslow, Alexei Schamnow (3), Andrei Lomakin, Waleri Selepukin, German Titow, Oleg Snarok, Wiktor Gordijuk, Dmitri Kwartalnow Trainer / Assistent: Wiktor Tichonow / Igor Dmitrijew                                                  | Tor: Alexei Marjin Verteidigung: Wladimir Malachow, Wladimir Konstantinow, Igor Krawtschuk (1), Dmitri Mironow (1), Waleri Schirjajew, Alexei Schitnik, Dmitri Juschkewitsch, Alexander Smirnow (1) Sturm: Pawel Bure, Wjatscheslaw Buzajew (1), Waleri Kamenski (1), Sergei Nemtschinow (1), Alexander Semak, Witali Prochorow, Wjatscheslaw Koslow, Alexei Schamnow (3), Andrei Lomakin, Waleri Selepukin, German Titow, Oleg Snarok, Wiktor Gordijuk, Dmitri Kwartalnow Trainer / Assistent: Wiktor Tichonow / Igor Dmitrijew                                                  | Tor: Alexei Marjin Verteidigung: Wladimir Malachow, Wladimir Konstantinow, Igor Krawtschuk (1), Dmitri Mironow (1), Waleri Schirjajew, Alexei Schitnik, Dmitri Juschkewitsch, Alexander Smirnow (1) Sturm: Pawel Bure, Wjatscheslaw Buzajew (1), Waleri Kamenski (1), Sergei Nemtschinow (1), Alexander Semak, Witali Prochorow, Wjatscheslaw Koslow, Alexei Schamnow (3), Andrei Lomakin, Waleri Selepukin, German Titow, Oleg Snarok, Wiktor Gordijuk, Dmitri Kwartalnow Trainer / Assistent: Wiktor Tichonow / Igor Dmitrijew                                                  |
| Nr. 877 19. April 1991    | 3:1 (1:0, 1:1, 1:0) | 0 Schweiz | * | 0Turku, FIN | 0WM 1991 / EM 1991 | |
| Aufstellung               | Tor: Alexei Marjin Verteidigung: Wladimir Malachow, Wladimir Konstantinow, Igor Krawtschuk, Dmitri Mironow, Alexei Gussarow, Wjatscheslaw Fetissow Sturm: Pawel Bure, Wjatscheslaw Bykow, Waleri Kamenski (1), Sergei Nemtschinow (1), Alexander Semak, Waleri Selepukin, Wjatscheslaw Koslow, Alexei Schamnow, Andrei Lomakin, Wjatscheslaw Buzajew, Ilja Bjakin (1) Trainer / Assistent: Wiktor Tichonow / Igor Dmitrijew | Tor: Alexei Marjin Verteidigung: Wladimir Malachow, Wladimir Konstantinow, Igor Krawtschuk, Dmitri Mironow, Alexei Gussarow, Wjatscheslaw Fetissow Sturm: Pawel Bure, Wjatscheslaw Bykow, Waleri Kamenski (1), Sergei Nemtschinow (1), Alexander Semak, Waleri Selepukin, Wjatscheslaw Koslow, Alexei Schamnow, Andrei Lomakin, Wjatscheslaw Buzajew, Ilja Bjakin (1) Trainer / Assistent: Wiktor Tichonow / Igor Dmitrijew | Tor: Alexei Marjin Verteidigung: Wladimir Malachow, Wladimir Konstantinow, Igor Krawtschuk, Dmitri Mironow, Alexei Gussarow, Wjatscheslaw Fetissow Sturm: Pawel Bure, Wjatscheslaw Bykow, Waleri Kamenski (1), Sergei Nemtschinow (1), Alexander Semak, Waleri Selepukin, Wjatscheslaw Koslow, Alexei Schamnow, Andrei Lomakin, Wjatscheslaw Buzajew, Ilja Bjakin (1) Trainer / Assistent: Wiktor Tichonow / Igor Dmitrijew | Tor: Alexei Marjin Verteidigung: Wladimir Malachow, Wladimir Konstantinow, Igor Krawtschuk, Dmitri Mironow, Alexei Gussarow, Wjatscheslaw Fetissow Sturm: Pawel Bure, Wjatscheslaw Bykow, Waleri Kamenski (1), Sergei Nemtschinow (1), Alexander Semak, Waleri Selepukin, Wjatscheslaw Koslow, Alexei Schamnow, Andrei Lomakin, Wjatscheslaw Buzajew, Ilja Bjakin (1) Trainer / Assistent: Wiktor Tichonow / Igor Dmitrijew | Tor: Alexei Marjin Verteidigung: Wladimir Malachow, Wladimir Konstantinow, Igor Krawtschuk, Dmitri Mironow, Alexei Gussarow, Wjatscheslaw Fetissow Sturm: Pawel Bure, Wjatscheslaw Bykow, Waleri Kamenski (1), Sergei Nemtschinow (1), Alexander Semak, Waleri Selepukin, Wjatscheslaw Koslow, Alexei Schamnow, Andrei Lomakin, Wjatscheslaw Buzajew, Ilja Bjakin (1) Trainer / Assistent: Wiktor Tichonow / Igor Dmitrijew | Tor: Alexei Marjin Verteidigung: Wladimir Malachow, Wladimir Konstantinow, Igor Krawtschuk, Dmitri Mironow, Alexei Gussarow, Wjatscheslaw Fetissow Sturm: Pawel Bure, Wjatscheslaw Bykow, Waleri Kamenski (1), Sergei Nemtschinow (1), Alexander Semak, Waleri Selepukin, Wjatscheslaw Koslow, Alexei Schamnow, Andrei Lomakin, Wjatscheslaw Buzajew, Ilja Bjakin (1) Trainer / Assistent: Wiktor Tichonow / Igor Dmitrijew |
| Nr. 878 20. April 1991    | 7:3 (1:0, 2:1, 4:2) | 0 Deutschland | * | 0Turku, FIN | 0WM 1991 / EM 1991 | |
| Aufstellung               | Tor: Alexei Marjin, Andrei Trefilow (58. Min.) Verteidigung: Wladimir Malachow, Wjatscheslaw Fetissow, Igor Krawtschuk, Dmitri Mironow, Alexei Kassatonow, Alexei Gussarow Sturm: Pawel Bure (2), Wjatscheslaw Bykow, Waleri Kamenski (2), Sergei Nemtschinow, Alexander Semak, Andrei Lomakin (2), Wjatscheslaw Koslow, Alexei Schamnow (1), Waleri Selepukin, Ilja Bjakin, Wjatscheslaw Buzajew, Wladimir Konstantinow Trainer / Assistent: Wiktor Tichonow / Igor Dmitrijew | Tor: Alexei Marjin, Andrei Trefilow (58. Min.) Verteidigung: Wladimir Malachow, Wjatscheslaw Fetissow, Igor Krawtschuk, Dmitri Mironow, Alexei Kassatonow, Alexei Gussarow Sturm: Pawel Bure (2), Wjatscheslaw Bykow, Waleri Kamenski (2), Sergei Nemtschinow, Alexander Semak, Andrei Lomakin (2), Wjatscheslaw Koslow, Alexei Schamnow (1), Waleri Selepukin, Ilja Bjakin, Wjatscheslaw Buzajew, Wladimir Konstantinow Trainer / Assistent: Wiktor Tichonow / Igor Dmitrijew | Tor: Alexei Marjin, Andrei Trefilow (58. Min.) Verteidigung: Wladimir Malachow, Wjatscheslaw Fetissow, Igor Krawtschuk, Dmitri Mironow, Alexei Kassatonow, Alexei Gussarow Sturm: Pawel Bure (2), Wjatscheslaw Bykow, Waleri Kamenski (2), Sergei Nemtschinow, Alexander Semak, Andrei Lomakin (2), Wjatscheslaw Koslow, Alexei Schamnow (1), Waleri Selepukin, Ilja Bjakin, Wjatscheslaw Buzajew, Wladimir Konstantinow Trainer / Assistent: Wiktor Tichonow / Igor Dmitrijew | Tor: Alexei Marjin, Andrei Trefilow (58. Min.) Verteidigung: Wladimir Malachow, Wjatscheslaw Fetissow, Igor Krawtschuk, Dmitri Mironow, Alexei Kassatonow, Alexei Gussarow Sturm: Pawel Bure (2), Wjatscheslaw Bykow, Waleri Kamenski (2), Sergei Nemtschinow, Alexander Semak, Andrei Lomakin (2), Wjatscheslaw Koslow, Alexei Schamnow (1), Waleri Selepukin, Ilja Bjakin, Wjatscheslaw Buzajew, Wladimir Konstantinow Trainer / Assistent: Wiktor Tichonow / Igor Dmitrijew | Tor: Alexei Marjin, Andrei Trefilow (58. Min.) Verteidigung: Wladimir Malachow, Wjatscheslaw Fetissow, Igor Krawtschuk, Dmitri Mironow, Alexei Kassatonow, Alexei Gussarow Sturm: Pawel Bure (2), Wjatscheslaw Bykow, Waleri Kamenski (2), Sergei Nemtschinow, Alexander Semak, Andrei Lomakin (2), Wjatscheslaw Koslow, Alexei Schamnow (1), Waleri Selepukin, Ilja Bjakin, Wjatscheslaw Buzajew, Wladimir Konstantinow Trainer / Assistent: Wiktor Tichonow / Igor Dmitrijew | Tor: Alexei Marjin, Andrei Trefilow (58. Min.) Verteidigung: Wladimir Malachow, Wjatscheslaw Fetissow, Igor Krawtschuk, Dmitri Mironow, Alexei Kassatonow, Alexei Gussarow Sturm: Pawel Bure (2), Wjatscheslaw Bykow, Waleri Kamenski (2), Sergei Nemtschinow, Alexander Semak, Andrei Lomakin (2), Wjatscheslaw Koslow, Alexei Schamnow (1), Waleri Selepukin, Ilja Bjakin, Wjatscheslaw Buzajew, Wladimir Konstantinow Trainer / Assistent: Wiktor Tichonow / Igor Dmitrijew |
| Nr. 879 22. April 1991    | 3:0 (1:0, 1:0, 1:0) | 0 Finnland | A | 0Helsinki, FIN | 0WM 1991 / EM 1991 | |
| Aufstellung               | Tor: Andrei Trefilow Verteidigung: Alexei Gussarow, Wjatscheslaw Fetissow (1), Igor Krawtschuk, Dmitri Mironow, Alexei Kassatonow, Wladimir Konstantinow, Wladimir Malachow, Ilja Bjakin Sturm: Pawel Bure, Wjatscheslaw Bykow, Waleri Kamenski, Sergei Nemtschinow, Alexander Semak (1), Andrei Lomakin, Sergei Makarow, Alexei Schamnow, Wjatscheslaw Koslow, Dmitri Kwartalnow, Wjatscheslaw Buzajew (1), Waleri Selepukin Trainer / Assistent: Wiktor Tichonow / Igor Dmitrijew                                                                                               | Tor: Andrei Trefilow Verteidigung: Alexei Gussarow, Wjatscheslaw Fetissow (1), Igor Krawtschuk, Dmitri Mironow, Alexei Kassatonow, Wladimir Konstantinow, Wladimir Malachow, Ilja Bjakin Sturm: Pawel Bure, Wjatscheslaw Bykow, Waleri Kamenski, Sergei Nemtschinow, Alexander Semak (1), Andrei Lomakin, Sergei Makarow, Alexei Schamnow, Wjatscheslaw Koslow, Dmitri Kwartalnow, Wjatscheslaw Buzajew (1), Waleri Selepukin Trainer / Assistent: Wiktor Tichonow / Igor Dmitrijew                                                                                               | Tor: Andrei Trefilow Verteidigung: Alexei Gussarow, Wjatscheslaw Fetissow (1), Igor Krawtschuk, Dmitri Mironow, Alexei Kassatonow, Wladimir Konstantinow, Wladimir Malachow, Ilja Bjakin Sturm: Pawel Bure, Wjatscheslaw Bykow, Waleri Kamenski, Sergei Nemtschinow, Alexander Semak (1), Andrei Lomakin, Sergei Makarow, Alexei Schamnow, Wjatscheslaw Koslow, Dmitri Kwartalnow, Wjatscheslaw Buzajew (1), Waleri Selepukin Trainer / Assistent: Wiktor Tichonow / Igor Dmitrijew                                                                                               | Tor: Andrei Trefilow Verteidigung: Alexei Gussarow, Wjatscheslaw Fetissow (1), Igor Krawtschuk, Dmitri Mironow, Alexei Kassatonow, Wladimir Konstantinow, Wladimir Malachow, Ilja Bjakin Sturm: Pawel Bure, Wjatscheslaw Bykow, Waleri Kamenski, Sergei Nemtschinow, Alexander Semak (1), Andrei Lomakin, Sergei Makarow, Alexei Schamnow, Wjatscheslaw Koslow, Dmitri Kwartalnow, Wjatscheslaw Buzajew (1), Waleri Selepukin Trainer / Assistent: Wiktor Tichonow / Igor Dmitrijew                                                                                               | Tor: Andrei Trefilow Verteidigung: Alexei Gussarow, Wjatscheslaw Fetissow (1), Igor Krawtschuk, Dmitri Mironow, Alexei Kassatonow, Wladimir Konstantinow, Wladimir Malachow, Ilja Bjakin Sturm: Pawel Bure, Wjatscheslaw Bykow, Waleri Kamenski, Sergei Nemtschinow, Alexander Semak (1), Andrei Lomakin, Sergei Makarow, Alexei Schamnow, Wjatscheslaw Koslow, Dmitri Kwartalnow, Wjatscheslaw Buzajew (1), Waleri Selepukin Trainer / Assistent: Wiktor Tichonow / Igor Dmitrijew                                                                                               | Tor: Andrei Trefilow Verteidigung: Alexei Gussarow, Wjatscheslaw Fetissow (1), Igor Krawtschuk, Dmitri Mironow, Alexei Kassatonow, Wladimir Konstantinow, Wladimir Malachow, Ilja Bjakin Sturm: Pawel Bure, Wjatscheslaw Bykow, Waleri Kamenski, Sergei Nemtschinow, Alexander Semak (1), Andrei Lomakin, Sergei Makarow, Alexei Schamnow, Wjatscheslaw Koslow, Dmitri Kwartalnow, Wjatscheslaw Buzajew (1), Waleri Selepukin Trainer / Assistent: Wiktor Tichonow / Igor Dmitrijew                                                                                               |
| Nr. 880 23. April 1991    | 12:2 (6:0, 2:1, 4:1) | 0 Vereinigte Staaten | * | 0Helsinki, FIN | 0WM 1991 / EM 1991 | |
| Aufstellung               | Tor: Andrei Trefilow, Alexei Marjin (41. Min.) Verteidigung: Alexei Gussarow, Wjatscheslaw Fetissow, Igor Krawtschuk (1), Dmitri Mironow (2), Alexei Kassatonow (1), Wladimir Konstantinow, Wladimir Malachow, Ilja Bjakin Sturm: Pawel Bure, Wjatscheslaw Bykow, Waleri Kamenski (1), Sergei Nemtschinow, Alexander Semak (1), Andrei Lomakin, Sergei Makarow (1), Alexei Schamnow (1), Wjatscheslaw Koslow (2), Dmitri Kwartalnow, Wjatscheslaw Buzajew (2), Waleri Selepukin Trainer / Assistent: Wiktor Tichonow / Igor Dmitrijew                                             | Tor: Andrei Trefilow, Alexei Marjin (41. Min.) Verteidigung: Alexei Gussarow, Wjatscheslaw Fetissow, Igor Krawtschuk (1), Dmitri Mironow (2), Alexei Kassatonow (1), Wladimir Konstantinow, Wladimir Malachow, Ilja Bjakin Sturm: Pawel Bure, Wjatscheslaw Bykow, Waleri Kamenski (1), Sergei Nemtschinow, Alexander Semak (1), Andrei Lomakin, Sergei Makarow (1), Alexei Schamnow (1), Wjatscheslaw Koslow (2), Dmitri Kwartalnow, Wjatscheslaw Buzajew (2), Waleri Selepukin Trainer / Assistent: Wiktor Tichonow / Igor Dmitrijew                                             | Tor: Andrei Trefilow, Alexei Marjin (41. Min.) Verteidigung: Alexei Gussarow, Wjatscheslaw Fetissow, Igor Krawtschuk (1), Dmitri Mironow (2), Alexei Kassatonow (1), Wladimir Konstantinow, Wladimir Malachow, Ilja Bjakin Sturm: Pawel Bure, Wjatscheslaw Bykow, Waleri Kamenski (1), Sergei Nemtschinow, Alexander Semak (1), Andrei Lomakin, Sergei Makarow (1), Alexei Schamnow (1), Wjatscheslaw Koslow (2), Dmitri Kwartalnow, Wjatscheslaw Buzajew (2), Waleri Selepukin Trainer / Assistent: Wiktor Tichonow / Igor Dmitrijew                                             | Tor: Andrei Trefilow, Alexei Marjin (41. Min.) Verteidigung: Alexei Gussarow, Wjatscheslaw Fetissow, Igor Krawtschuk (1), Dmitri Mironow (2), Alexei Kassatonow (1), Wladimir Konstantinow, Wladimir Malachow, Ilja Bjakin Sturm: Pawel Bure, Wjatscheslaw Bykow, Waleri Kamenski (1), Sergei Nemtschinow, Alexander Semak (1), Andrei Lomakin, Sergei Makarow (1), Alexei Schamnow (1), Wjatscheslaw Koslow (2), Dmitri Kwartalnow, Wjatscheslaw Buzajew (2), Waleri Selepukin Trainer / Assistent: Wiktor Tichonow / Igor Dmitrijew                                             | Tor: Andrei Trefilow, Alexei Marjin (41. Min.) Verteidigung: Alexei Gussarow, Wjatscheslaw Fetissow, Igor Krawtschuk (1), Dmitri Mironow (2), Alexei Kassatonow (1), Wladimir Konstantinow, Wladimir Malachow, Ilja Bjakin Sturm: Pawel Bure, Wjatscheslaw Bykow, Waleri Kamenski (1), Sergei Nemtschinow, Alexander Semak (1), Andrei Lomakin, Sergei Makarow (1), Alexei Schamnow (1), Wjatscheslaw Koslow (2), Dmitri Kwartalnow, Wjatscheslaw Buzajew (2), Waleri Selepukin Trainer / Assistent: Wiktor Tichonow / Igor Dmitrijew                                             | Tor: Andrei Trefilow, Alexei Marjin (41. Min.) Verteidigung: Alexei Gussarow, Wjatscheslaw Fetissow, Igor Krawtschuk (1), Dmitri Mironow (2), Alexei Kassatonow (1), Wladimir Konstantinow, Wladimir Malachow, Ilja Bjakin Sturm: Pawel Bure, Wjatscheslaw Bykow, Waleri Kamenski (1), Sergei Nemtschinow, Alexander Semak (1), Andrei Lomakin, Sergei Makarow (1), Alexei Schamnow (1), Wjatscheslaw Koslow (2), Dmitri Kwartalnow, Wjatscheslaw Buzajew (2), Waleri Selepukin Trainer / Assistent: Wiktor Tichonow / Igor Dmitrijew                                             |
| Nr. 881 25. April 1991    | 5:3 (3:1, 0:1, 2:1) | 0 Kanada | * | 0Turku, FIN | 0WM 1991 / EM 1991 | |
| Aufstellung               | Tor: Alexei Marjin Verteidigung: Wjatscheslaw Fetissow, Alexei Gussarow (1), Igor Krawtschuk, Dmitri Mironow, Alexei Kassatonow (1), Wladimir Konstantinow, Wladimir Malachow, Ilja Bjakin Sturm: Pawel Bure, Wjatscheslaw Bykow, Waleri Kamenski, Sergei Nemtschinow, Alexander Semak, Andrei Lomakin (1), Sergei Makarow, Alexei Schamnow (2), Wjatscheslaw Koslow, Waleri Selepukin, Wjatscheslaw Buzajew Trainer / Assistent: Wiktor Tichonow / Igor Dmitrijew | Tor: Alexei Marjin Verteidigung: Wjatscheslaw Fetissow, Alexei Gussarow (1), Igor Krawtschuk, Dmitri Mironow, Alexei Kassatonow (1), Wladimir Konstantinow, Wladimir Malachow, Ilja Bjakin Sturm: Pawel Bure, Wjatscheslaw Bykow, Waleri Kamenski, Sergei Nemtschinow, Alexander Semak, Andrei Lomakin (1), Sergei Makarow, Alexei Schamnow (2), Wjatscheslaw Koslow, Waleri Selepukin, Wjatscheslaw Buzajew Trainer / Assistent: Wiktor Tichonow / Igor Dmitrijew | Tor: Alexei Marjin Verteidigung: Wjatscheslaw Fetissow, Alexei Gussarow (1), Igor Krawtschuk, Dmitri Mironow, Alexei Kassatonow (1), Wladimir Konstantinow, Wladimir Malachow, Ilja Bjakin Sturm: Pawel Bure, Wjatscheslaw Bykow, Waleri Kamenski, Sergei Nemtschinow, Alexander Semak, Andrei Lomakin (1), Sergei Makarow, Alexei Schamnow (2), Wjatscheslaw Koslow, Waleri Selepukin, Wjatscheslaw Buzajew Trainer / Assistent: Wiktor Tichonow / Igor Dmitrijew | Tor: Alexei Marjin Verteidigung: Wjatscheslaw Fetissow, Alexei Gussarow (1), Igor Krawtschuk, Dmitri Mironow, Alexei Kassatonow (1), Wladimir Konstantinow, Wladimir Malachow, Ilja Bjakin Sturm: Pawel Bure, Wjatscheslaw Bykow, Waleri Kamenski, Sergei Nemtschinow, Alexander Semak, Andrei Lomakin (1), Sergei Makarow, Alexei Schamnow (2), Wjatscheslaw Koslow, Waleri Selepukin, Wjatscheslaw Buzajew Trainer / Assistent: Wiktor Tichonow / Igor Dmitrijew | Tor: Alexei Marjin Verteidigung: Wjatscheslaw Fetissow, Alexei Gussarow (1), Igor Krawtschuk, Dmitri Mironow, Alexei Kassatonow (1), Wladimir Konstantinow, Wladimir Malachow, Ilja Bjakin Sturm: Pawel Bure, Wjatscheslaw Bykow, Waleri Kamenski, Sergei Nemtschinow, Alexander Semak, Andrei Lomakin (1), Sergei Makarow, Alexei Schamnow (2), Wjatscheslaw Koslow, Waleri Selepukin, Wjatscheslaw Buzajew Trainer / Assistent: Wiktor Tichonow / Igor Dmitrijew | Tor: Alexei Marjin Verteidigung: Wjatscheslaw Fetissow, Alexei Gussarow (1), Igor Krawtschuk, Dmitri Mironow, Alexei Kassatonow (1), Wladimir Konstantinow, Wladimir Malachow, Ilja Bjakin Sturm: Pawel Bure, Wjatscheslaw Bykow, Waleri Kamenski, Sergei Nemtschinow, Alexander Semak, Andrei Lomakin (1), Sergei Makarow, Alexei Schamnow (2), Wjatscheslaw Koslow, Waleri Selepukin, Wjatscheslaw Buzajew Trainer / Assistent: Wiktor Tichonow / Igor Dmitrijew |
| Nr. 882 26. April 1991    | 6:2 (2:1, 2:0, 2:1) | 0 Tschechoslowakei | * | 0Turku, FIN | 0WM 1991 / EM 1991 | |
| Aufstellung               | Tor: Andrei Trefilow, Wladimir Myschkin (58. Min.) Verteidigung: Alexei Gussarow, Wjatscheslaw Fetissow, Igor Krawtschuk, Dmitri Mironow, Alexei Kassatonow (1), Wladimir Konstantinow, Wladimir Malachow, Ilja Bjakin (1) Sturm: Pawel Bure, Wjatscheslaw Bykow, Waleri Kamenski, Sergei Nemtschinow, Alexander Semak (1), Andrei Lomakin, Sergei Makarow (2), Alexei Schamnow, Wjatscheslaw Koslow, Dmitri Kwartalnow, Wjatscheslaw Buzajew (1), Waleri Selepukin Trainer / Assistent: Wiktor Tichonow / Igor Dmitrijew                                                         | Tor: Andrei Trefilow, Wladimir Myschkin (58. Min.) Verteidigung: Alexei Gussarow, Wjatscheslaw Fetissow, Igor Krawtschuk, Dmitri Mironow, Alexei Kassatonow (1), Wladimir Konstantinow, Wladimir Malachow, Ilja Bjakin (1) Sturm: Pawel Bure, Wjatscheslaw Bykow, Waleri Kamenski, Sergei Nemtschinow, Alexander Semak (1), Andrei Lomakin, Sergei Makarow (2), Alexei Schamnow, Wjatscheslaw Koslow, Dmitri Kwartalnow, Wjatscheslaw Buzajew (1), Waleri Selepukin Trainer / Assistent: Wiktor Tichonow / Igor Dmitrijew                                                         | Tor: Andrei Trefilow, Wladimir Myschkin (58. Min.) Verteidigung: Alexei Gussarow, Wjatscheslaw Fetissow, Igor Krawtschuk, Dmitri Mironow, Alexei Kassatonow (1), Wladimir Konstantinow, Wladimir Malachow, Ilja Bjakin (1) Sturm: Pawel Bure, Wjatscheslaw Bykow, Waleri Kamenski, Sergei Nemtschinow, Alexander Semak (1), Andrei Lomakin, Sergei Makarow (2), Alexei Schamnow, Wjatscheslaw Koslow, Dmitri Kwartalnow, Wjatscheslaw Buzajew (1), Waleri Selepukin Trainer / Assistent: Wiktor Tichonow / Igor Dmitrijew                                                         | Tor: Andrei Trefilow, Wladimir Myschkin (58. Min.) Verteidigung: Alexei Gussarow, Wjatscheslaw Fetissow, Igor Krawtschuk, Dmitri Mironow, Alexei Kassatonow (1), Wladimir Konstantinow, Wladimir Malachow, Ilja Bjakin (1) Sturm: Pawel Bure, Wjatscheslaw Bykow, Waleri Kamenski, Sergei Nemtschinow, Alexander Semak (1), Andrei Lomakin, Sergei Makarow (2), Alexei Schamnow, Wjatscheslaw Koslow, Dmitri Kwartalnow, Wjatscheslaw Buzajew (1), Waleri Selepukin Trainer / Assistent: Wiktor Tichonow / Igor Dmitrijew                                                         | Tor: Andrei Trefilow, Wladimir Myschkin (58. Min.) Verteidigung: Alexei Gussarow, Wjatscheslaw Fetissow, Igor Krawtschuk, Dmitri Mironow, Alexei Kassatonow (1), Wladimir Konstantinow, Wladimir Malachow, Ilja Bjakin (1) Sturm: Pawel Bure, Wjatscheslaw Bykow, Waleri Kamenski, Sergei Nemtschinow, Alexander Semak (1), Andrei Lomakin, Sergei Makarow (2), Alexei Schamnow, Wjatscheslaw Koslow, Dmitri Kwartalnow, Wjatscheslaw Buzajew (1), Waleri Selepukin Trainer / Assistent: Wiktor Tichonow / Igor Dmitrijew                                                         | Tor: Andrei Trefilow, Wladimir Myschkin (58. Min.) Verteidigung: Alexei Gussarow, Wjatscheslaw Fetissow, Igor Krawtschuk, Dmitri Mironow, Alexei Kassatonow (1), Wladimir Konstantinow, Wladimir Malachow, Ilja Bjakin (1) Sturm: Pawel Bure, Wjatscheslaw Bykow, Waleri Kamenski, Sergei Nemtschinow, Alexander Semak (1), Andrei Lomakin, Sergei Makarow (2), Alexei Schamnow, Wjatscheslaw Koslow, Dmitri Kwartalnow, Wjatscheslaw Buzajew (1), Waleri Selepukin Trainer / Assistent: Wiktor Tichonow / Igor Dmitrijew                                                         |
| Nr. 883 28. April 1991    | 5:5 (1:0, 2:2, 2:3) | 0 Schweden | * | 0Turku, FIN | 0WM 1991 / EM 1991 | |
| Aufstellung               | Tor: Andrei Trefilow Verteidigung: Alexei Gussarow, Wjatscheslaw Fetissow, Igor Krawtschuk, Dmitri Mironow (1), Alexei Kassatonow, Wladimir Konstantinow, Wladimir Malachow, Ilja Bjakin Sturm: Pawel Bure (1), Wjatscheslaw Bykow (2), Waleri Kamenski (1), Sergei Nemtschinow, Alexander Semak, Andrei Lomakin, Sergei Makarow, Alexei Schamnow, Wjatscheslaw Koslow, Dmitri Kwartalnow, Wjatscheslaw Buzajew, Waleri Selepukin Trainer / Assistent: Wiktor Tichonow / Igor Dmitrijew                                                                                           | Tor: Andrei Trefilow Verteidigung: Alexei Gussarow, Wjatscheslaw Fetissow, Igor Krawtschuk, Dmitri Mironow (1), Alexei Kassatonow, Wladimir Konstantinow, Wladimir Malachow, Ilja Bjakin Sturm: Pawel Bure (1), Wjatscheslaw Bykow (2), Waleri Kamenski (1), Sergei Nemtschinow, Alexander Semak, Andrei Lomakin, Sergei Makarow, Alexei Schamnow, Wjatscheslaw Koslow, Dmitri Kwartalnow, Wjatscheslaw Buzajew, Waleri Selepukin Trainer / Assistent: Wiktor Tichonow / Igor Dmitrijew                                                                                           | Tor: Andrei Trefilow Verteidigung: Alexei Gussarow, Wjatscheslaw Fetissow, Igor Krawtschuk, Dmitri Mironow (1), Alexei Kassatonow, Wladimir Konstantinow, Wladimir Malachow, Ilja Bjakin Sturm: Pawel Bure (1), Wjatscheslaw Bykow (2), Waleri Kamenski (1), Sergei Nemtschinow, Alexander Semak, Andrei Lomakin, Sergei Makarow, Alexei Schamnow, Wjatscheslaw Koslow, Dmitri Kwartalnow, Wjatscheslaw Buzajew, Waleri Selepukin Trainer / Assistent: Wiktor Tichonow / Igor Dmitrijew                                                                                           | Tor: Andrei Trefilow Verteidigung: Alexei Gussarow, Wjatscheslaw Fetissow, Igor Krawtschuk, Dmitri Mironow (1), Alexei Kassatonow, Wladimir Konstantinow, Wladimir Malachow, Ilja Bjakin Sturm: Pawel Bure (1), Wjatscheslaw Bykow (2), Waleri Kamenski (1), Sergei Nemtschinow, Alexander Semak, Andrei Lomakin, Sergei Makarow, Alexei Schamnow, Wjatscheslaw Koslow, Dmitri Kwartalnow, Wjatscheslaw Buzajew, Waleri Selepukin Trainer / Assistent: Wiktor Tichonow / Igor Dmitrijew                                                                                           | Tor: Andrei Trefilow Verteidigung: Alexei Gussarow, Wjatscheslaw Fetissow, Igor Krawtschuk, Dmitri Mironow (1), Alexei Kassatonow, Wladimir Konstantinow, Wladimir Malachow, Ilja Bjakin Sturm: Pawel Bure (1), Wjatscheslaw Bykow (2), Waleri Kamenski (1), Sergei Nemtschinow, Alexander Semak, Andrei Lomakin, Sergei Makarow, Alexei Schamnow, Wjatscheslaw Koslow, Dmitri Kwartalnow, Wjatscheslaw Buzajew, Waleri Selepukin Trainer / Assistent: Wiktor Tichonow / Igor Dmitrijew                                                                                           | Tor: Andrei Trefilow Verteidigung: Alexei Gussarow, Wjatscheslaw Fetissow, Igor Krawtschuk, Dmitri Mironow (1), Alexei Kassatonow, Wladimir Konstantinow, Wladimir Malachow, Ilja Bjakin Sturm: Pawel Bure (1), Wjatscheslaw Bykow (2), Waleri Kamenski (1), Sergei Nemtschinow, Alexander Semak, Andrei Lomakin, Sergei Makarow, Alexei Schamnow, Wjatscheslaw Koslow, Dmitri Kwartalnow, Wjatscheslaw Buzajew, Waleri Selepukin Trainer / Assistent: Wiktor Tichonow / Igor Dmitrijew                                                                                           |
| Nr. 884 30. April 1991    | 6:4 (4:2, 2:2, 0:0) | 0 Vereinigte Staaten | * | 0Turku, FIN | 0WM 1991 / EM 1991 | |
| Aufstellung               | Tor: Andrei Trefilow Verteidigung: Alexei Gussarow, Wjatscheslaw Fetissow (2), Igor Krawtschuk, Dmitri Mironow (1), Alexei Kassatonow, Wladimir Konstantinow, Wladimir Malachow, Ilja Bjakin Sturm: Pawel Bure, Wjatscheslaw Bykow (1), Waleri Kamenski, Sergei Nemtschinow (1), Alexander Semak, Andrei Lomakin, Sergei Makarow, Alexei Schamnow, Wjatscheslaw Koslow (1), Dmitri Kwartalnow, Wjatscheslaw Buzajew, Waleri Selepukin Trainer / Assistent: Wiktor Tichonow / Igor Dmitrijew                                                                                       | Tor: Andrei Trefilow Verteidigung: Alexei Gussarow, Wjatscheslaw Fetissow (2), Igor Krawtschuk, Dmitri Mironow (1), Alexei Kassatonow, Wladimir Konstantinow, Wladimir Malachow, Ilja Bjakin Sturm: Pawel Bure, Wjatscheslaw Bykow (1), Waleri Kamenski, Sergei Nemtschinow (1), Alexander Semak, Andrei Lomakin, Sergei Makarow, Alexei Schamnow, Wjatscheslaw Koslow (1), Dmitri Kwartalnow, Wjatscheslaw Buzajew, Waleri Selepukin Trainer / Assistent: Wiktor Tichonow / Igor Dmitrijew                                                                                       | Tor: Andrei Trefilow Verteidigung: Alexei Gussarow, Wjatscheslaw Fetissow (2), Igor Krawtschuk, Dmitri Mironow (1), Alexei Kassatonow, Wladimir Konstantinow, Wladimir Malachow, Ilja Bjakin Sturm: Pawel Bure, Wjatscheslaw Bykow (1), Waleri Kamenski, Sergei Nemtschinow (1), Alexander Semak, Andrei Lomakin, Sergei Makarow, Alexei Schamnow, Wjatscheslaw Koslow (1), Dmitri Kwartalnow, Wjatscheslaw Buzajew, Waleri Selepukin Trainer / Assistent: Wiktor Tichonow / Igor Dmitrijew                                                                                       | Tor: Andrei Trefilow Verteidigung: Alexei Gussarow, Wjatscheslaw Fetissow (2), Igor Krawtschuk, Dmitri Mironow (1), Alexei Kassatonow, Wladimir Konstantinow, Wladimir Malachow, Ilja Bjakin Sturm: Pawel Bure, Wjatscheslaw Bykow (1), Waleri Kamenski, Sergei Nemtschinow (1), Alexander Semak, Andrei Lomakin, Sergei Makarow, Alexei Schamnow, Wjatscheslaw Koslow (1), Dmitri Kwartalnow, Wjatscheslaw Buzajew, Waleri Selepukin Trainer / Assistent: Wiktor Tichonow / Igor Dmitrijew                                                                                       | Tor: Andrei Trefilow Verteidigung: Alexei Gussarow, Wjatscheslaw Fetissow (2), Igor Krawtschuk, Dmitri Mironow (1), Alexei Kassatonow, Wladimir Konstantinow, Wladimir Malachow, Ilja Bjakin Sturm: Pawel Bure, Wjatscheslaw Bykow (1), Waleri Kamenski, Sergei Nemtschinow (1), Alexander Semak, Andrei Lomakin, Sergei Makarow, Alexei Schamnow, Wjatscheslaw Koslow (1), Dmitri Kwartalnow, Wjatscheslaw Buzajew, Waleri Selepukin Trainer / Assistent: Wiktor Tichonow / Igor Dmitrijew                                                                                       | Tor: Andrei Trefilow Verteidigung: Alexei Gussarow, Wjatscheslaw Fetissow (2), Igor Krawtschuk, Dmitri Mironow (1), Alexei Kassatonow, Wladimir Konstantinow, Wladimir Malachow, Ilja Bjakin Sturm: Pawel Bure, Wjatscheslaw Bykow (1), Waleri Kamenski, Sergei Nemtschinow (1), Alexander Semak, Andrei Lomakin, Sergei Makarow, Alexei Schamnow, Wjatscheslaw Koslow (1), Dmitri Kwartalnow, Wjatscheslaw Buzajew, Waleri Selepukin Trainer / Assistent: Wiktor Tichonow / Igor Dmitrijew                                                                                       |
| Nr. 885 2. Mai 1991       | 3:3 (1:1, 2:1, 0:1) | 0 Kanada | * | 0Turku, FIN | 0WM 1991 / EM 1991 | |
| Aufstellung               | Tor: Andrei Trefilow Verteidigung: Alexei Gussarow, Wjatscheslaw Fetissow, Igor Krawtschuk, Dmitri Mironow, Alexei Kassatonow, Wladimir Konstantinow, Wladimir Malachow, Ilja Bjakin Sturm: Pawel Bure, Wjatscheslaw Bykow (1), Waleri Kamenski (1), Sergei Nemtschinow, Alexander Semak (1), Andrei Lomakin, Sergei Makarow, Alexei Schamnow, Wjatscheslaw Koslow, Dmitri Kwartalnow, Wjatscheslaw Buzajew, Waleri Selepukin Trainer / Assistent: Wiktor Tichonow / Igor Dmitrijew                                                                                               | Tor: Andrei Trefilow Verteidigung: Alexei Gussarow, Wjatscheslaw Fetissow, Igor Krawtschuk, Dmitri Mironow, Alexei Kassatonow, Wladimir Konstantinow, Wladimir Malachow, Ilja Bjakin Sturm: Pawel Bure, Wjatscheslaw Bykow (1), Waleri Kamenski (1), Sergei Nemtschinow, Alexander Semak (1), Andrei Lomakin, Sergei Makarow, Alexei Schamnow, Wjatscheslaw Koslow, Dmitri Kwartalnow, Wjatscheslaw Buzajew, Waleri Selepukin Trainer / Assistent: Wiktor Tichonow / Igor Dmitrijew                                                                                               | Tor: Andrei Trefilow Verteidigung: Alexei Gussarow, Wjatscheslaw Fetissow, Igor Krawtschuk, Dmitri Mironow, Alexei Kassatonow, Wladimir Konstantinow, Wladimir Malachow, Ilja Bjakin Sturm: Pawel Bure, Wjatscheslaw Bykow (1), Waleri Kamenski (1), Sergei Nemtschinow, Alexander Semak (1), Andrei Lomakin, Sergei Makarow, Alexei Schamnow, Wjatscheslaw Koslow, Dmitri Kwartalnow, Wjatscheslaw Buzajew, Waleri Selepukin Trainer / Assistent: Wiktor Tichonow / Igor Dmitrijew                                                                                               | Tor: Andrei Trefilow Verteidigung: Alexei Gussarow, Wjatscheslaw Fetissow, Igor Krawtschuk, Dmitri Mironow, Alexei Kassatonow, Wladimir Konstantinow, Wladimir Malachow, Ilja Bjakin Sturm: Pawel Bure, Wjatscheslaw Bykow (1), Waleri Kamenski (1), Sergei Nemtschinow, Alexander Semak (1), Andrei Lomakin, Sergei Makarow, Alexei Schamnow, Wjatscheslaw Koslow, Dmitri Kwartalnow, Wjatscheslaw Buzajew, Waleri Selepukin Trainer / Assistent: Wiktor Tichonow / Igor Dmitrijew                                                                                               | Tor: Andrei Trefilow Verteidigung: Alexei Gussarow, Wjatscheslaw Fetissow, Igor Krawtschuk, Dmitri Mironow, Alexei Kassatonow, Wladimir Konstantinow, Wladimir Malachow, Ilja Bjakin Sturm: Pawel Bure, Wjatscheslaw Bykow (1), Waleri Kamenski (1), Sergei Nemtschinow, Alexander Semak (1), Andrei Lomakin, Sergei Makarow, Alexei Schamnow, Wjatscheslaw Koslow, Dmitri Kwartalnow, Wjatscheslaw Buzajew, Waleri Selepukin Trainer / Assistent: Wiktor Tichonow / Igor Dmitrijew                                                                                               | Tor: Andrei Trefilow Verteidigung: Alexei Gussarow, Wjatscheslaw Fetissow, Igor Krawtschuk, Dmitri Mironow, Alexei Kassatonow, Wladimir Konstantinow, Wladimir Malachow, Ilja Bjakin Sturm: Pawel Bure, Wjatscheslaw Bykow (1), Waleri Kamenski (1), Sergei Nemtschinow, Alexander Semak (1), Andrei Lomakin, Sergei Makarow, Alexei Schamnow, Wjatscheslaw Koslow, Dmitri Kwartalnow, Wjatscheslaw Buzajew, Waleri Selepukin Trainer / Assistent: Wiktor Tichonow / Igor Dmitrijew                                                                                               |
| Nr. 886 4. Mai 1991       | 1:2 (1:1, 0:0, 0:1) | 0 Schweden | * | 0Turku, FIN | 0WM 1991 / EM 1991 | 0WM-Dritter 027. EM-Titel |
| Aufstellung               | Tor: Andrei Trefilow Verteidigung: Alexei Gussarow (1), Wjatscheslaw Fetissow, Igor Krawtschuk, Dmitri Mironow, Alexei Kassatonow, Wladimir Konstantinow, Wladimir Malachow Sturm: Pawel Bure, Wjatscheslaw Bykow, Waleri Kamenski, Sergei Nemtschinow, Alexander Semak (1), Andrei Lomakin, Sergei Makarow, Alexei Schamnow, Wjatscheslaw Koslow, Dmitri Kwartalnow, Wjatscheslaw Buzajew, Ilja Bjakin Trainer / Assistent: Wiktor Tichonow / Igor Dmitrijew | Tor: Andrei Trefilow Verteidigung: Alexei Gussarow (1), Wjatscheslaw Fetissow, Igor Krawtschuk, Dmitri Mironow, Alexei Kassatonow, Wladimir Konstantinow, Wladimir Malachow Sturm: Pawel Bure, Wjatscheslaw Bykow, Waleri Kamenski, Sergei Nemtschinow, Alexander Semak (1), Andrei Lomakin, Sergei Makarow, Alexei Schamnow, Wjatscheslaw Koslow, Dmitri Kwartalnow, Wjatscheslaw Buzajew, Ilja Bjakin Trainer / Assistent: Wiktor Tichonow / Igor Dmitrijew | Tor: Andrei Trefilow Verteidigung: Alexei Gussarow (1), Wjatscheslaw Fetissow, Igor Krawtschuk, Dmitri Mironow, Alexei Kassatonow, Wladimir Konstantinow, Wladimir Malachow Sturm: Pawel Bure, Wjatscheslaw Bykow, Waleri Kamenski, Sergei Nemtschinow, Alexander Semak (1), Andrei Lomakin, Sergei Makarow, Alexei Schamnow, Wjatscheslaw Koslow, Dmitri Kwartalnow, Wjatscheslaw Buzajew, Ilja Bjakin Trainer / Assistent: Wiktor Tichonow / Igor Dmitrijew | Tor: Andrei Trefilow Verteidigung: Alexei Gussarow (1), Wjatscheslaw Fetissow, Igor Krawtschuk, Dmitri Mironow, Alexei Kassatonow, Wladimir Konstantinow, Wladimir Malachow Sturm: Pawel Bure, Wjatscheslaw Bykow, Waleri Kamenski, Sergei Nemtschinow, Alexander Semak (1), Andrei Lomakin, Sergei Makarow, Alexei Schamnow, Wjatscheslaw Koslow, Dmitri Kwartalnow, Wjatscheslaw Buzajew, Ilja Bjakin Trainer / Assistent: Wiktor Tichonow / Igor Dmitrijew | Tor: Andrei Trefilow Verteidigung: Alexei Gussarow (1), Wjatscheslaw Fetissow, Igor Krawtschuk, Dmitri Mironow, Alexei Kassatonow, Wladimir Konstantinow, Wladimir Malachow Sturm: Pawel Bure, Wjatscheslaw Bykow, Waleri Kamenski, Sergei Nemtschinow, Alexander Semak (1), Andrei Lomakin, Sergei Makarow, Alexei Schamnow, Wjatscheslaw Koslow, Dmitri Kwartalnow, Wjatscheslaw Buzajew, Ilja Bjakin Trainer / Assistent: Wiktor Tichonow / Igor Dmitrijew | Tor: Andrei Trefilow Verteidigung: Alexei Gussarow (1), Wjatscheslaw Fetissow, Igor Krawtschuk, Dmitri Mironow, Alexei Kassatonow, Wladimir Konstantinow, Wladimir Malachow Sturm: Pawel Bure, Wjatscheslaw Bykow, Waleri Kamenski, Sergei Nemtschinow, Alexander Semak (1), Andrei Lomakin, Sergei Makarow, Alexei Schamnow, Wjatscheslaw Koslow, Dmitri Kwartalnow, Wjatscheslaw Buzajew, Ilja Bjakin Trainer / Assistent: Wiktor Tichonow / Igor Dmitrijew |
| Nr. 887 14. August 1991   | 4:3 (2:2, 1:1, 1:0) | 0 Schweden | A | 0Västerås, SWE | 0Freundschaftsspiel | |
| Aufstellung               | Tor: Alexei Marjin Verteidigung: Alexei Kassatonow, Dmitri Motkow, Michail Tatarinow, Alexei Gussarow (1), Wladimir Malachow, Dmitri Mironow, Igor Krawtschuk, Alexei Schitnik, Dmitri Filimonow, Darius Kasparaitis Sturm: Andrei Kowalenko, Wjatscheslaw Buzajew, Waleri Kamenski, Igor Koroljow (1), Alexander Semak, Rawil Chaidarow, Andrei Lomakin (1), Alexei Schamnow, Aljaksandr Andryjeuski, Wiktor Gordijuk, Dmytro Chrystytsch, Witali Prochorow, Wjatscheslaw Koslow, Alexei Kowaljow (1) Trainer / Assistent: Wiktor Tichonow / Igor Dmitrijew                      | Tor: Alexei Marjin Verteidigung: Alexei Kassatonow, Dmitri Motkow, Michail Tatarinow, Alexei Gussarow (1), Wladimir Malachow, Dmitri Mironow, Igor Krawtschuk, Alexei Schitnik, Dmitri Filimonow, Darius Kasparaitis Sturm: Andrei Kowalenko, Wjatscheslaw Buzajew, Waleri Kamenski, Igor Koroljow (1), Alexander Semak, Rawil Chaidarow, Andrei Lomakin (1), Alexei Schamnow, Aljaksandr Andryjeuski, Wiktor Gordijuk, Dmytro Chrystytsch, Witali Prochorow, Wjatscheslaw Koslow, Alexei Kowaljow (1) Trainer / Assistent: Wiktor Tichonow / Igor Dmitrijew                      | Tor: Alexei Marjin Verteidigung: Alexei Kassatonow, Dmitri Motkow, Michail Tatarinow, Alexei Gussarow (1), Wladimir Malachow, Dmitri Mironow, Igor Krawtschuk, Alexei Schitnik, Dmitri Filimonow, Darius Kasparaitis Sturm: Andrei Kowalenko, Wjatscheslaw Buzajew, Waleri Kamenski, Igor Koroljow (1), Alexander Semak, Rawil Chaidarow, Andrei Lomakin (1), Alexei Schamnow, Aljaksandr Andryjeuski, Wiktor Gordijuk, Dmytro Chrystytsch, Witali Prochorow, Wjatscheslaw Koslow, Alexei Kowaljow (1) Trainer / Assistent: Wiktor Tichonow / Igor Dmitrijew                      | Tor: Alexei Marjin Verteidigung: Alexei Kassatonow, Dmitri Motkow, Michail Tatarinow, Alexei Gussarow (1), Wladimir Malachow, Dmitri Mironow, Igor Krawtschuk, Alexei Schitnik, Dmitri Filimonow, Darius Kasparaitis Sturm: Andrei Kowalenko, Wjatscheslaw Buzajew, Waleri Kamenski, Igor Koroljow (1), Alexander Semak, Rawil Chaidarow, Andrei Lomakin (1), Alexei Schamnow, Aljaksandr Andryjeuski, Wiktor Gordijuk, Dmytro Chrystytsch, Witali Prochorow, Wjatscheslaw Koslow, Alexei Kowaljow (1) Trainer / Assistent: Wiktor Tichonow / Igor Dmitrijew                      | Tor: Alexei Marjin Verteidigung: Alexei Kassatonow, Dmitri Motkow, Michail Tatarinow, Alexei Gussarow (1), Wladimir Malachow, Dmitri Mironow, Igor Krawtschuk, Alexei Schitnik, Dmitri Filimonow, Darius Kasparaitis Sturm: Andrei Kowalenko, Wjatscheslaw Buzajew, Waleri Kamenski, Igor Koroljow (1), Alexander Semak, Rawil Chaidarow, Andrei Lomakin (1), Alexei Schamnow, Aljaksandr Andryjeuski, Wiktor Gordijuk, Dmytro Chrystytsch, Witali Prochorow, Wjatscheslaw Koslow, Alexei Kowaljow (1) Trainer / Assistent: Wiktor Tichonow / Igor Dmitrijew                      | Tor: Alexei Marjin Verteidigung: Alexei Kassatonow, Dmitri Motkow, Michail Tatarinow, Alexei Gussarow (1), Wladimir Malachow, Dmitri Mironow, Igor Krawtschuk, Alexei Schitnik, Dmitri Filimonow, Darius Kasparaitis Sturm: Andrei Kowalenko, Wjatscheslaw Buzajew, Waleri Kamenski, Igor Koroljow (1), Alexander Semak, Rawil Chaidarow, Andrei Lomakin (1), Alexei Schamnow, Aljaksandr Andryjeuski, Wiktor Gordijuk, Dmytro Chrystytsch, Witali Prochorow, Wjatscheslaw Koslow, Alexei Kowaljow (1) Trainer / Assistent: Wiktor Tichonow / Igor Dmitrijew                      |
| Nr. 888 15. August 1991   | 1:4 (0:0, 1:0, 0:4) | 0 Schweden | A | 0Stockholm, SWE | 0Freundschaftsspiel | |
| Aufstellung               | Tor: Andrei Trefilow Verteidigung: Alexei Kassatonow, Dmitri Motkow, Michail Tatarinow, Alexei Gussarow, Wladimir Malachow, Dmitri Mironow, Igor Krawtschuk, Darius Kasparaitis, Dmitri Filimonow Sturm: Andrei Kowalenko, Wjatscheslaw Buzajew, Waleri Kamenski, Igor Koroljow (1), Alexander Semak, Rawil Chaidarow, Andrei Lomakin, Alexei Schamnow, Aljaksandr Andryjeuski, Alexei Kowaljow, Dmytro Chrystytsch, Witali Prochorow, Wjatscheslaw Koslow, Wiktor Gordijuk Trainer / Assistent: Wiktor Tichonow / Igor Dmitrijew                                                 | Tor: Andrei Trefilow Verteidigung: Alexei Kassatonow, Dmitri Motkow, Michail Tatarinow, Alexei Gussarow, Wladimir Malachow, Dmitri Mironow, Igor Krawtschuk, Darius Kasparaitis, Dmitri Filimonow Sturm: Andrei Kowalenko, Wjatscheslaw Buzajew, Waleri Kamenski, Igor Koroljow (1), Alexander Semak, Rawil Chaidarow, Andrei Lomakin, Alexei Schamnow, Aljaksandr Andryjeuski, Alexei Kowaljow, Dmytro Chrystytsch, Witali Prochorow, Wjatscheslaw Koslow, Wiktor Gordijuk Trainer / Assistent: Wiktor Tichonow / Igor Dmitrijew                                                 | Tor: Andrei Trefilow Verteidigung: Alexei Kassatonow, Dmitri Motkow, Michail Tatarinow, Alexei Gussarow, Wladimir Malachow, Dmitri Mironow, Igor Krawtschuk, Darius Kasparaitis, Dmitri Filimonow Sturm: Andrei Kowalenko, Wjatscheslaw Buzajew, Waleri Kamenski, Igor Koroljow (1), Alexander Semak, Rawil Chaidarow, Andrei Lomakin, Alexei Schamnow, Aljaksandr Andryjeuski, Alexei Kowaljow, Dmytro Chrystytsch, Witali Prochorow, Wjatscheslaw Koslow, Wiktor Gordijuk Trainer / Assistent: Wiktor Tichonow / Igor Dmitrijew                                                 | Tor: Andrei Trefilow Verteidigung: Alexei Kassatonow, Dmitri Motkow, Michail Tatarinow, Alexei Gussarow, Wladimir Malachow, Dmitri Mironow, Igor Krawtschuk, Darius Kasparaitis, Dmitri Filimonow Sturm: Andrei Kowalenko, Wjatscheslaw Buzajew, Waleri Kamenski, Igor Koroljow (1), Alexander Semak, Rawil Chaidarow, Andrei Lomakin, Alexei Schamnow, Aljaksandr Andryjeuski, Alexei Kowaljow, Dmytro Chrystytsch, Witali Prochorow, Wjatscheslaw Koslow, Wiktor Gordijuk Trainer / Assistent: Wiktor Tichonow / Igor Dmitrijew                                                 | Tor: Andrei Trefilow Verteidigung: Alexei Kassatonow, Dmitri Motkow, Michail Tatarinow, Alexei Gussarow, Wladimir Malachow, Dmitri Mironow, Igor Krawtschuk, Darius Kasparaitis, Dmitri Filimonow Sturm: Andrei Kowalenko, Wjatscheslaw Buzajew, Waleri Kamenski, Igor Koroljow (1), Alexander Semak, Rawil Chaidarow, Andrei Lomakin, Alexei Schamnow, Aljaksandr Andryjeuski, Alexei Kowaljow, Dmytro Chrystytsch, Witali Prochorow, Wjatscheslaw Koslow, Wiktor Gordijuk Trainer / Assistent: Wiktor Tichonow / Igor Dmitrijew                                                 | Tor: Andrei Trefilow Verteidigung: Alexei Kassatonow, Dmitri Motkow, Michail Tatarinow, Alexei Gussarow, Wladimir Malachow, Dmitri Mironow, Igor Krawtschuk, Darius Kasparaitis, Dmitri Filimonow Sturm: Andrei Kowalenko, Wjatscheslaw Buzajew, Waleri Kamenski, Igor Koroljow (1), Alexander Semak, Rawil Chaidarow, Andrei Lomakin, Alexei Schamnow, Aljaksandr Andryjeuski, Alexei Kowaljow, Dmytro Chrystytsch, Witali Prochorow, Wjatscheslaw Koslow, Wiktor Gordijuk Trainer / Assistent: Wiktor Tichonow / Igor Dmitrijew                                                 |
| Nr. 889 18. August 1991   | 4:2 (2:0, 0:0, 2:2) | 0 Finnland | A | 0Kouvola, FIN | 0Freundschaftsspiel | |
| Aufstellung               | Tor: Alexei Marjin Verteidigung: Alexei Kassatonow, Dmitri Motkow, Michail Tatarinow, Alexei Schitnik, Wladimir Malachow, Alexei Gussarow, Dmitri Filimonow, Igor Krawtschuk (1) Sturm: Andrei Kowalenko, Wjatscheslaw Buzajew, Dmytro Chrystytsch, Igor Koroljow (2), Alexander Semak, Rawil Chaidarow, Alexei Kowaljow, Alexei Schamnow, Andrei Lomakin, Witali Prochorow, Wjatscheslaw Koslow (1), Wiktor Gordijuk, Aljaksandr Andryjeuski Trainer / Assistent: Wiktor Tichonow / Igor Dmitrijew                                                                               | Tor: Alexei Marjin Verteidigung: Alexei Kassatonow, Dmitri Motkow, Michail Tatarinow, Alexei Schitnik, Wladimir Malachow, Alexei Gussarow, Dmitri Filimonow, Igor Krawtschuk (1) Sturm: Andrei Kowalenko, Wjatscheslaw Buzajew, Dmytro Chrystytsch, Igor Koroljow (2), Alexander Semak, Rawil Chaidarow, Alexei Kowaljow, Alexei Schamnow, Andrei Lomakin, Witali Prochorow, Wjatscheslaw Koslow (1), Wiktor Gordijuk, Aljaksandr Andryjeuski Trainer / Assistent: Wiktor Tichonow / Igor Dmitrijew                                                                               | Tor: Alexei Marjin Verteidigung: Alexei Kassatonow, Dmitri Motkow, Michail Tatarinow, Alexei Schitnik, Wladimir Malachow, Alexei Gussarow, Dmitri Filimonow, Igor Krawtschuk (1) Sturm: Andrei Kowalenko, Wjatscheslaw Buzajew, Dmytro Chrystytsch, Igor Koroljow (2), Alexander Semak, Rawil Chaidarow, Alexei Kowaljow, Alexei Schamnow, Andrei Lomakin, Witali Prochorow, Wjatscheslaw Koslow (1), Wiktor Gordijuk, Aljaksandr Andryjeuski Trainer / Assistent: Wiktor Tichonow / Igor Dmitrijew                                                                               | Tor: Alexei Marjin Verteidigung: Alexei Kassatonow, Dmitri Motkow, Michail Tatarinow, Alexei Schitnik, Wladimir Malachow, Alexei Gussarow, Dmitri Filimonow, Igor Krawtschuk (1) Sturm: Andrei Kowalenko, Wjatscheslaw Buzajew, Dmytro Chrystytsch, Igor Koroljow (2), Alexander Semak, Rawil Chaidarow, Alexei Kowaljow, Alexei Schamnow, Andrei Lomakin, Witali Prochorow, Wjatscheslaw Koslow (1), Wiktor Gordijuk, Aljaksandr Andryjeuski Trainer / Assistent: Wiktor Tichonow / Igor Dmitrijew                                                                               | Tor: Alexei Marjin Verteidigung: Alexei Kassatonow, Dmitri Motkow, Michail Tatarinow, Alexei Schitnik, Wladimir Malachow, Alexei Gussarow, Dmitri Filimonow, Igor Krawtschuk (1) Sturm: Andrei Kowalenko, Wjatscheslaw Buzajew, Dmytro Chrystytsch, Igor Koroljow (2), Alexander Semak, Rawil Chaidarow, Alexei Kowaljow, Alexei Schamnow, Andrei Lomakin, Witali Prochorow, Wjatscheslaw Koslow (1), Wiktor Gordijuk, Aljaksandr Andryjeuski Trainer / Assistent: Wiktor Tichonow / Igor Dmitrijew                                                                               | Tor: Alexei Marjin Verteidigung: Alexei Kassatonow, Dmitri Motkow, Michail Tatarinow, Alexei Schitnik, Wladimir Malachow, Alexei Gussarow, Dmitri Filimonow, Igor Krawtschuk (1) Sturm: Andrei Kowalenko, Wjatscheslaw Buzajew, Dmytro Chrystytsch, Igor Koroljow (2), Alexander Semak, Rawil Chaidarow, Alexei Kowaljow, Alexei Schamnow, Andrei Lomakin, Witali Prochorow, Wjatscheslaw Koslow (1), Wiktor Gordijuk, Aljaksandr Andryjeuski Trainer / Assistent: Wiktor Tichonow / Igor Dmitrijew                                                                               |
| Nr. 890 19. August 1991   | 5:4 (1:0, 2:0, 2:4) | 0 Finnland | A | 0Tampere, FIN | 0Freundschaftsspiel | |
| Aufstellung               | Tor: Alexei Marjin Verteidigung: Alexei Kassatonow, Dmitri Motkow, Michail Tatarinow, Alexei Schitnik (1), Wladimir Malachow, Alexei Gussarow, Dmitri Filimonow, Igor Krawtschuk, Dmitri Mironow Sturm: Andrei Kowalenko, Wjatscheslaw Buzajew, Dmytro Chrystytsch (1), Igor Koroljow, Alexander Semak (2), Rawil Chaidarow (1), Aljaksandr Andryjeuski, Alexei Schamnow, Andrei Lomakin, Wiktor Gordijuk, Wjatscheslaw Koslow, Witali Prochorow, Alexei Kowaljow Trainer / Assistent: Wiktor Tichonow / Igor Dmitrijew                                                           | Tor: Alexei Marjin Verteidigung: Alexei Kassatonow, Dmitri Motkow, Michail Tatarinow, Alexei Schitnik (1), Wladimir Malachow, Alexei Gussarow, Dmitri Filimonow, Igor Krawtschuk, Dmitri Mironow Sturm: Andrei Kowalenko, Wjatscheslaw Buzajew, Dmytro Chrystytsch (1), Igor Koroljow, Alexander Semak (2), Rawil Chaidarow (1), Aljaksandr Andryjeuski, Alexei Schamnow, Andrei Lomakin, Wiktor Gordijuk, Wjatscheslaw Koslow, Witali Prochorow, Alexei Kowaljow Trainer / Assistent: Wiktor Tichonow / Igor Dmitrijew                                                           | Tor: Alexei Marjin Verteidigung: Alexei Kassatonow, Dmitri Motkow, Michail Tatarinow, Alexei Schitnik (1), Wladimir Malachow, Alexei Gussarow, Dmitri Filimonow, Igor Krawtschuk, Dmitri Mironow Sturm: Andrei Kowalenko, Wjatscheslaw Buzajew, Dmytro Chrystytsch (1), Igor Koroljow, Alexander Semak (2), Rawil Chaidarow (1), Aljaksandr Andryjeuski, Alexei Schamnow, Andrei Lomakin, Wiktor Gordijuk, Wjatscheslaw Koslow, Witali Prochorow, Alexei Kowaljow Trainer / Assistent: Wiktor Tichonow / Igor Dmitrijew                                                           | Tor: Alexei Marjin Verteidigung: Alexei Kassatonow, Dmitri Motkow, Michail Tatarinow, Alexei Schitnik (1), Wladimir Malachow, Alexei Gussarow, Dmitri Filimonow, Igor Krawtschuk, Dmitri Mironow Sturm: Andrei Kowalenko, Wjatscheslaw Buzajew, Dmytro Chrystytsch (1), Igor Koroljow, Alexander Semak (2), Rawil Chaidarow (1), Aljaksandr Andryjeuski, Alexei Schamnow, Andrei Lomakin, Wiktor Gordijuk, Wjatscheslaw Koslow, Witali Prochorow, Alexei Kowaljow Trainer / Assistent: Wiktor Tichonow / Igor Dmitrijew                                                           | Tor: Alexei Marjin Verteidigung: Alexei Kassatonow, Dmitri Motkow, Michail Tatarinow, Alexei Schitnik (1), Wladimir Malachow, Alexei Gussarow, Dmitri Filimonow, Igor Krawtschuk, Dmitri Mironow Sturm: Andrei Kowalenko, Wjatscheslaw Buzajew, Dmytro Chrystytsch (1), Igor Koroljow, Alexander Semak (2), Rawil Chaidarow (1), Aljaksandr Andryjeuski, Alexei Schamnow, Andrei Lomakin, Wiktor Gordijuk, Wjatscheslaw Koslow, Witali Prochorow, Alexei Kowaljow Trainer / Assistent: Wiktor Tichonow / Igor Dmitrijew                                                           | Tor: Alexei Marjin Verteidigung: Alexei Kassatonow, Dmitri Motkow, Michail Tatarinow, Alexei Schitnik (1), Wladimir Malachow, Alexei Gussarow, Dmitri Filimonow, Igor Krawtschuk, Dmitri Mironow Sturm: Andrei Kowalenko, Wjatscheslaw Buzajew, Dmytro Chrystytsch (1), Igor Koroljow, Alexander Semak (2), Rawil Chaidarow (1), Aljaksandr Andryjeuski, Alexei Schamnow, Andrei Lomakin, Wiktor Gordijuk, Wjatscheslaw Koslow, Witali Prochorow, Alexei Kowaljow Trainer / Assistent: Wiktor Tichonow / Igor Dmitrijew                                                           |
| Nr. 891 25. August 1991   | 2:4 (1:2, 1:0, 0:1) | 0 Kanada | A | 0Hamilton, CAN | 0Freundschaftsspiel | |
| Aufstellung               | Tor: Alexei Marjin Verteidigung: Alexei Kassatonow, Dmitri Motkow, Michail Tatarinow, Alexei Schitnik, Wladimir Malachow, Dmitri Mironow, Dmitri Filimonow, Igor Krawtschuk Sturm: Andrei Kowalenko, Wjatscheslaw Buzajew, Dmytro Chrystytsch, Igor Koroljow, Alexander Semak, Rawil Chaidarow (1), Aljaksandr Haltschenjuk, Alexei Schamnow, Wjatscheslaw Koslow, Sergei Fjodorow, Witali Prochorow (1), Aljaksandr Andryjeuski Trainer / Assistent: Wiktor Tichonow / Igor Dmitrijew                                                                                            | Tor: Alexei Marjin Verteidigung: Alexei Kassatonow, Dmitri Motkow, Michail Tatarinow, Alexei Schitnik, Wladimir Malachow, Dmitri Mironow, Dmitri Filimonow, Igor Krawtschuk Sturm: Andrei Kowalenko, Wjatscheslaw Buzajew, Dmytro Chrystytsch, Igor Koroljow, Alexander Semak, Rawil Chaidarow (1), Aljaksandr Haltschenjuk, Alexei Schamnow, Wjatscheslaw Koslow, Sergei Fjodorow, Witali Prochorow (1), Aljaksandr Andryjeuski Trainer / Assistent: Wiktor Tichonow / Igor Dmitrijew                                                                                            | Tor: Alexei Marjin Verteidigung: Alexei Kassatonow, Dmitri Motkow, Michail Tatarinow, Alexei Schitnik, Wladimir Malachow, Dmitri Mironow, Dmitri Filimonow, Igor Krawtschuk Sturm: Andrei Kowalenko, Wjatscheslaw Buzajew, Dmytro Chrystytsch, Igor Koroljow, Alexander Semak, Rawil Chaidarow (1), Aljaksandr Haltschenjuk, Alexei Schamnow, Wjatscheslaw Koslow, Sergei Fjodorow, Witali Prochorow (1), Aljaksandr Andryjeuski Trainer / Assistent: Wiktor Tichonow / Igor Dmitrijew                                                                                            | Tor: Alexei Marjin Verteidigung: Alexei Kassatonow, Dmitri Motkow, Michail Tatarinow, Alexei Schitnik, Wladimir Malachow, Dmitri Mironow, Dmitri Filimonow, Igor Krawtschuk Sturm: Andrei Kowalenko, Wjatscheslaw Buzajew, Dmytro Chrystytsch, Igor Koroljow, Alexander Semak, Rawil Chaidarow (1), Aljaksandr Haltschenjuk, Alexei Schamnow, Wjatscheslaw Koslow, Sergei Fjodorow, Witali Prochorow (1), Aljaksandr Andryjeuski Trainer / Assistent: Wiktor Tichonow / Igor Dmitrijew                                                                                            | Tor: Alexei Marjin Verteidigung: Alexei Kassatonow, Dmitri Motkow, Michail Tatarinow, Alexei Schitnik, Wladimir Malachow, Dmitri Mironow, Dmitri Filimonow, Igor Krawtschuk Sturm: Andrei Kowalenko, Wjatscheslaw Buzajew, Dmytro Chrystytsch, Igor Koroljow, Alexander Semak, Rawil Chaidarow (1), Aljaksandr Haltschenjuk, Alexei Schamnow, Wjatscheslaw Koslow, Sergei Fjodorow, Witali Prochorow (1), Aljaksandr Andryjeuski Trainer / Assistent: Wiktor Tichonow / Igor Dmitrijew                                                                                            | Tor: Alexei Marjin Verteidigung: Alexei Kassatonow, Dmitri Motkow, Michail Tatarinow, Alexei Schitnik, Wladimir Malachow, Dmitri Mironow, Dmitri Filimonow, Igor Krawtschuk Sturm: Andrei Kowalenko, Wjatscheslaw Buzajew, Dmytro Chrystytsch, Igor Koroljow, Alexander Semak, Rawil Chaidarow (1), Aljaksandr Haltschenjuk, Alexei Schamnow, Wjatscheslaw Koslow, Sergei Fjodorow, Witali Prochorow (1), Aljaksandr Andryjeuski Trainer / Assistent: Wiktor Tichonow / Igor Dmitrijew                                                                                            |
| Nr. 892 27. August 1991   | 4:3 (2:1, 1:0, 0:1) | 0 Kanada | A | 0Saskatoon, CAN | 0Freundschaftsspiel | |
| Aufstellung               | Tor: Michail Schtalenkow Verteidigung: Alexei Kassatonow (1), Igor Krawtschuk, Michail Tatarinow, Alexei Schitnik, Wladimir Malachow, Dmitri Mironow, Dmitri Filimonow Sturm: Wjatscheslaw Koslow (2), Sergei Fjodorow, Witali Prochorow, Igor Koroljow, Alexander Semak, Rawil Chaidarow, Andrei Kowalenko (1), Wjatscheslaw Buzajew, Dmytro Chrystytsch, Andrei Lomakin, Aljaksandr Haltschenjuk, Alexei Schamnow, Wiktor Gordijuk Trainer / Assistent: Wiktor Tichonow / Igor Dmitrijew                                                                                        | Tor: Michail Schtalenkow Verteidigung: Alexei Kassatonow (1), Igor Krawtschuk, Michail Tatarinow, Alexei Schitnik, Wladimir Malachow, Dmitri Mironow, Dmitri Filimonow Sturm: Wjatscheslaw Koslow (2), Sergei Fjodorow, Witali Prochorow, Igor Koroljow, Alexander Semak, Rawil Chaidarow, Andrei Kowalenko (1), Wjatscheslaw Buzajew, Dmytro Chrystytsch, Andrei Lomakin, Aljaksandr Haltschenjuk, Alexei Schamnow, Wiktor Gordijuk Trainer / Assistent: Wiktor Tichonow / Igor Dmitrijew                                                                                        | Tor: Michail Schtalenkow Verteidigung: Alexei Kassatonow (1), Igor Krawtschuk, Michail Tatarinow, Alexei Schitnik, Wladimir Malachow, Dmitri Mironow, Dmitri Filimonow Sturm: Wjatscheslaw Koslow (2), Sergei Fjodorow, Witali Prochorow, Igor Koroljow, Alexander Semak, Rawil Chaidarow, Andrei Kowalenko (1), Wjatscheslaw Buzajew, Dmytro Chrystytsch, Andrei Lomakin, Aljaksandr Haltschenjuk, Alexei Schamnow, Wiktor Gordijuk Trainer / Assistent: Wiktor Tichonow / Igor Dmitrijew                                                                                        | Tor: Michail Schtalenkow Verteidigung: Alexei Kassatonow (1), Igor Krawtschuk, Michail Tatarinow, Alexei Schitnik, Wladimir Malachow, Dmitri Mironow, Dmitri Filimonow Sturm: Wjatscheslaw Koslow (2), Sergei Fjodorow, Witali Prochorow, Igor Koroljow, Alexander Semak, Rawil Chaidarow, Andrei Kowalenko (1), Wjatscheslaw Buzajew, Dmytro Chrystytsch, Andrei Lomakin, Aljaksandr Haltschenjuk, Alexei Schamnow, Wiktor Gordijuk Trainer / Assistent: Wiktor Tichonow / Igor Dmitrijew                                                                                        | Tor: Michail Schtalenkow Verteidigung: Alexei Kassatonow (1), Igor Krawtschuk, Michail Tatarinow, Alexei Schitnik, Wladimir Malachow, Dmitri Mironow, Dmitri Filimonow Sturm: Wjatscheslaw Koslow (2), Sergei Fjodorow, Witali Prochorow, Igor Koroljow, Alexander Semak, Rawil Chaidarow, Andrei Kowalenko (1), Wjatscheslaw Buzajew, Dmytro Chrystytsch, Andrei Lomakin, Aljaksandr Haltschenjuk, Alexei Schamnow, Wiktor Gordijuk Trainer / Assistent: Wiktor Tichonow / Igor Dmitrijew                                                                                        | Tor: Michail Schtalenkow Verteidigung: Alexei Kassatonow (1), Igor Krawtschuk, Michail Tatarinow, Alexei Schitnik, Wladimir Malachow, Dmitri Mironow, Dmitri Filimonow Sturm: Wjatscheslaw Koslow (2), Sergei Fjodorow, Witali Prochorow, Igor Koroljow, Alexander Semak, Rawil Chaidarow, Andrei Kowalenko (1), Wjatscheslaw Buzajew, Dmytro Chrystytsch, Andrei Lomakin, Aljaksandr Haltschenjuk, Alexei Schamnow, Wiktor Gordijuk Trainer / Assistent: Wiktor Tichonow / Igor Dmitrijew                                                                                        |
| Nr. 893 31. August 1991   | 2:5 (0:3, 0:1, 2:1) | 0 Tschechoslowakei | * | 0Saskatoon, CAN | 0Canada Cup 1991 | |
| Aufstellung               | Tor: Alexei Marjin, Michail Schtalenkow (21. Min.) Verteidigung: Alexei Kassatonow, Igor Krawtschuk, Michail Tatarinow, Alexei Schitnik, Wladimir Malachow, Dmitri Mironow, Alexei Gussarow, Dmitri Filimonow Sturm: Wjatscheslaw Koslow, Sergei Fjodorow (1), Witali Prochorow, Igor Koroljow, Alexander Semak, Rawil Chaidarow, Andrei Lomakin, Aljaksandr Haltschenjuk, Alexei Schamnow (1), Andrei Kowalenko, Wjatscheslaw Buzajew, Wiktor Gordijuk Trainer / Assistent: Wiktor Tichonow / Igor Dmitrijew                                                                     | Tor: Alexei Marjin, Michail Schtalenkow (21. Min.) Verteidigung: Alexei Kassatonow, Igor Krawtschuk, Michail Tatarinow, Alexei Schitnik, Wladimir Malachow, Dmitri Mironow, Alexei Gussarow, Dmitri Filimonow Sturm: Wjatscheslaw Koslow, Sergei Fjodorow (1), Witali Prochorow, Igor Koroljow, Alexander Semak, Rawil Chaidarow, Andrei Lomakin, Aljaksandr Haltschenjuk, Alexei Schamnow (1), Andrei Kowalenko, Wjatscheslaw Buzajew, Wiktor Gordijuk Trainer / Assistent: Wiktor Tichonow / Igor Dmitrijew                                                                     | Tor: Alexei Marjin, Michail Schtalenkow (21. Min.) Verteidigung: Alexei Kassatonow, Igor Krawtschuk, Michail Tatarinow, Alexei Schitnik, Wladimir Malachow, Dmitri Mironow, Alexei Gussarow, Dmitri Filimonow Sturm: Wjatscheslaw Koslow, Sergei Fjodorow (1), Witali Prochorow, Igor Koroljow, Alexander Semak, Rawil Chaidarow, Andrei Lomakin, Aljaksandr Haltschenjuk, Alexei Schamnow (1), Andrei Kowalenko, Wjatscheslaw Buzajew, Wiktor Gordijuk Trainer / Assistent: Wiktor Tichonow / Igor Dmitrijew                                                                     | Tor: Alexei Marjin, Michail Schtalenkow (21. Min.) Verteidigung: Alexei Kassatonow, Igor Krawtschuk, Michail Tatarinow, Alexei Schitnik, Wladimir Malachow, Dmitri Mironow, Alexei Gussarow, Dmitri Filimonow Sturm: Wjatscheslaw Koslow, Sergei Fjodorow (1), Witali Prochorow, Igor Koroljow, Alexander Semak, Rawil Chaidarow, Andrei Lomakin, Aljaksandr Haltschenjuk, Alexei Schamnow (1), Andrei Kowalenko, Wjatscheslaw Buzajew, Wiktor Gordijuk Trainer / Assistent: Wiktor Tichonow / Igor Dmitrijew                                                                     | Tor: Alexei Marjin, Michail Schtalenkow (21. Min.) Verteidigung: Alexei Kassatonow, Igor Krawtschuk, Michail Tatarinow, Alexei Schitnik, Wladimir Malachow, Dmitri Mironow, Alexei Gussarow, Dmitri Filimonow Sturm: Wjatscheslaw Koslow, Sergei Fjodorow (1), Witali Prochorow, Igor Koroljow, Alexander Semak, Rawil Chaidarow, Andrei Lomakin, Aljaksandr Haltschenjuk, Alexei Schamnow (1), Andrei Kowalenko, Wjatscheslaw Buzajew, Wiktor Gordijuk Trainer / Assistent: Wiktor Tichonow / Igor Dmitrijew                                                                     | Tor: Alexei Marjin, Michail Schtalenkow (21. Min.) Verteidigung: Alexei Kassatonow, Igor Krawtschuk, Michail Tatarinow, Alexei Schitnik, Wladimir Malachow, Dmitri Mironow, Alexei Gussarow, Dmitri Filimonow Sturm: Wjatscheslaw Koslow, Sergei Fjodorow (1), Witali Prochorow, Igor Koroljow, Alexander Semak, Rawil Chaidarow, Andrei Lomakin, Aljaksandr Haltschenjuk, Alexei Schamnow (1), Andrei Kowalenko, Wjatscheslaw Buzajew, Wiktor Gordijuk Trainer / Assistent: Wiktor Tichonow / Igor Dmitrijew                                                                     |
| Nr. 894 2. September 1991 | 2:3 (0:1, 0:1, 2:1) | 0 Schweden | * | 0Montreal, CAN | 0Canada Cup 1991 | |
| Aufstellung               | Tor: Michail Schtalenkow Verteidigung: Alexei Kassatonow, Igor Krawtschuk, Wladimir Malachow, Dmitri Mironow, Alexei Gussarow, Alexei Schitnik, Michail Tatarinow, Dmitri Filimonow Sturm: Wjatscheslaw Koslow, Sergei Fjodorow, Witali Prochorow, Andrei Lomakin, Alexei Schamnow (1), Alexander Semak (1), Andrei Kowalenko, Wjatscheslaw Buzajew, Wiktor Gordijuk, Igor Koroljow, Aljaksandr Haltschenjuk, Rawil Chaidarow Trainer / Assistent: Wiktor Tichonow / Igor Dmitrijew                                                                                               | Tor: Michail Schtalenkow Verteidigung: Alexei Kassatonow, Igor Krawtschuk, Wladimir Malachow, Dmitri Mironow, Alexei Gussarow, Alexei Schitnik, Michail Tatarinow, Dmitri Filimonow Sturm: Wjatscheslaw Koslow, Sergei Fjodorow, Witali Prochorow, Andrei Lomakin, Alexei Schamnow (1), Alexander Semak (1), Andrei Kowalenko, Wjatscheslaw Buzajew, Wiktor Gordijuk, Igor Koroljow, Aljaksandr Haltschenjuk, Rawil Chaidarow Trainer / Assistent: Wiktor Tichonow / Igor Dmitrijew                                                                                               | Tor: Michail Schtalenkow Verteidigung: Alexei Kassatonow, Igor Krawtschuk, Wladimir Malachow, Dmitri Mironow, Alexei Gussarow, Alexei Schitnik, Michail Tatarinow, Dmitri Filimonow Sturm: Wjatscheslaw Koslow, Sergei Fjodorow, Witali Prochorow, Andrei Lomakin, Alexei Schamnow (1), Alexander Semak (1), Andrei Kowalenko, Wjatscheslaw Buzajew, Wiktor Gordijuk, Igor Koroljow, Aljaksandr Haltschenjuk, Rawil Chaidarow Trainer / Assistent: Wiktor Tichonow / Igor Dmitrijew                                                                                               | Tor: Michail Schtalenkow Verteidigung: Alexei Kassatonow, Igor Krawtschuk, Wladimir Malachow, Dmitri Mironow, Alexei Gussarow, Alexei Schitnik, Michail Tatarinow, Dmitri Filimonow Sturm: Wjatscheslaw Koslow, Sergei Fjodorow, Witali Prochorow, Andrei Lomakin, Alexei Schamnow (1), Alexander Semak (1), Andrei Kowalenko, Wjatscheslaw Buzajew, Wiktor Gordijuk, Igor Koroljow, Aljaksandr Haltschenjuk, Rawil Chaidarow Trainer / Assistent: Wiktor Tichonow / Igor Dmitrijew                                                                                               | Tor: Michail Schtalenkow Verteidigung: Alexei Kassatonow, Igor Krawtschuk, Wladimir Malachow, Dmitri Mironow, Alexei Gussarow, Alexei Schitnik, Michail Tatarinow, Dmitri Filimonow Sturm: Wjatscheslaw Koslow, Sergei Fjodorow, Witali Prochorow, Andrei Lomakin, Alexei Schamnow (1), Alexander Semak (1), Andrei Kowalenko, Wjatscheslaw Buzajew, Wiktor Gordijuk, Igor Koroljow, Aljaksandr Haltschenjuk, Rawil Chaidarow Trainer / Assistent: Wiktor Tichonow / Igor Dmitrijew                                                                                               | Tor: Michail Schtalenkow Verteidigung: Alexei Kassatonow, Igor Krawtschuk, Wladimir Malachow, Dmitri Mironow, Alexei Gussarow, Alexei Schitnik, Michail Tatarinow, Dmitri Filimonow Sturm: Wjatscheslaw Koslow, Sergei Fjodorow, Witali Prochorow, Andrei Lomakin, Alexei Schamnow (1), Alexander Semak (1), Andrei Kowalenko, Wjatscheslaw Buzajew, Wiktor Gordijuk, Igor Koroljow, Aljaksandr Haltschenjuk, Rawil Chaidarow Trainer / Assistent: Wiktor Tichonow / Igor Dmitrijew                                                                                               |
| Nr. 895 5. September 1991 | 6:1 (3:0, 2:1, 1:0) | 0 Finnland | * | 0Hamilton, CAN | 0Canada Cup 1991 | |
| Aufstellung               | Tor: Michail Schtalenkow, Andrei Trefilow (56. Min.) Verteidigung: Alexei Kassatonow, Igor Krawtschuk, Wladimir Malachow, Dmitri Mironow, Alexei Gussarow, Alexei Schitnik, Michail Tatarinow, Dmitri Filimonow Sturm: Wjatscheslaw Koslow (1), Sergei Fjodorow (1), Witali Prochorow (1), Andrei Lomakin, Alexei Schamnow, Alexander Semak, Andrei Kowalenko, Wjatscheslaw Buzajew (2), Wiktor Gordijuk, Igor Koroljow, Aljaksandr Haltschenjuk, Rawil Chaidarow (1) Trainer / Assistent: Wiktor Tichonow / Igor Dmitrijew                                                       | Tor: Michail Schtalenkow, Andrei Trefilow (56. Min.) Verteidigung: Alexei Kassatonow, Igor Krawtschuk, Wladimir Malachow, Dmitri Mironow, Alexei Gussarow, Alexei Schitnik, Michail Tatarinow, Dmitri Filimonow Sturm: Wjatscheslaw Koslow (1), Sergei Fjodorow (1), Witali Prochorow (1), Andrei Lomakin, Alexei Schamnow, Alexander Semak, Andrei Kowalenko, Wjatscheslaw Buzajew (2), Wiktor Gordijuk, Igor Koroljow, Aljaksandr Haltschenjuk, Rawil Chaidarow (1) Trainer / Assistent: Wiktor Tichonow / Igor Dmitrijew                                                       | Tor: Michail Schtalenkow, Andrei Trefilow (56. Min.) Verteidigung: Alexei Kassatonow, Igor Krawtschuk, Wladimir Malachow, Dmitri Mironow, Alexei Gussarow, Alexei Schitnik, Michail Tatarinow, Dmitri Filimonow Sturm: Wjatscheslaw Koslow (1), Sergei Fjodorow (1), Witali Prochorow (1), Andrei Lomakin, Alexei Schamnow, Alexander Semak, Andrei Kowalenko, Wjatscheslaw Buzajew (2), Wiktor Gordijuk, Igor Koroljow, Aljaksandr Haltschenjuk, Rawil Chaidarow (1) Trainer / Assistent: Wiktor Tichonow / Igor Dmitrijew                                                       | Tor: Michail Schtalenkow, Andrei Trefilow (56. Min.) Verteidigung: Alexei Kassatonow, Igor Krawtschuk, Wladimir Malachow, Dmitri Mironow, Alexei Gussarow, Alexei Schitnik, Michail Tatarinow, Dmitri Filimonow Sturm: Wjatscheslaw Koslow (1), Sergei Fjodorow (1), Witali Prochorow (1), Andrei Lomakin, Alexei Schamnow, Alexander Semak, Andrei Kowalenko, Wjatscheslaw Buzajew (2), Wiktor Gordijuk, Igor Koroljow, Aljaksandr Haltschenjuk, Rawil Chaidarow (1) Trainer / Assistent: Wiktor Tichonow / Igor Dmitrijew                                                       | Tor: Michail Schtalenkow, Andrei Trefilow (56. Min.) Verteidigung: Alexei Kassatonow, Igor Krawtschuk, Wladimir Malachow, Dmitri Mironow, Alexei Gussarow, Alexei Schitnik, Michail Tatarinow, Dmitri Filimonow Sturm: Wjatscheslaw Koslow (1), Sergei Fjodorow (1), Witali Prochorow (1), Andrei Lomakin, Alexei Schamnow, Alexander Semak, Andrei Kowalenko, Wjatscheslaw Buzajew (2), Wiktor Gordijuk, Igor Koroljow, Aljaksandr Haltschenjuk, Rawil Chaidarow (1) Trainer / Assistent: Wiktor Tichonow / Igor Dmitrijew                                                       | Tor: Michail Schtalenkow, Andrei Trefilow (56. Min.) Verteidigung: Alexei Kassatonow, Igor Krawtschuk, Wladimir Malachow, Dmitri Mironow, Alexei Gussarow, Alexei Schitnik, Michail Tatarinow, Dmitri Filimonow Sturm: Wjatscheslaw Koslow (1), Sergei Fjodorow (1), Witali Prochorow (1), Andrei Lomakin, Alexei Schamnow, Alexander Semak, Andrei Kowalenko, Wjatscheslaw Buzajew (2), Wiktor Gordijuk, Igor Koroljow, Aljaksandr Haltschenjuk, Rawil Chaidarow (1) Trainer / Assistent: Wiktor Tichonow / Igor Dmitrijew                                                       |
| Nr. 896 7. September 1991 | 1:2 (0:1, 0:1, 1:0) | 0 Vereinigte Staaten | A | 0Chicago, USA | 0Canada Cup 1991 | |
| Aufstellung               | Tor: Michail Schtalenkow Verteidigung: Alexei Kassatonow, Igor Krawtschuk, Wladimir Malachow, Dmitri Mironow, Alexei Gussarow, Alexei Schitnik, Michail Tatarinow, Dmitri Filimonow Sturm: Wjatscheslaw Koslow, Sergei Fjodorow, Witali Prochorow, Andrei Lomakin, Alexei Schamnow (1), Alexander Semak, Andrei Kowalenko, Wjatscheslaw Buzajew, Wiktor Gordijuk, Igor Koroljow, Aljaksandr Haltschenjuk, Rawil Chaidarow Trainer / Assistent: Wiktor Tichonow / Igor Dmitrijew                                                                                                   | Tor: Michail Schtalenkow Verteidigung: Alexei Kassatonow, Igor Krawtschuk, Wladimir Malachow, Dmitri Mironow, Alexei Gussarow, Alexei Schitnik, Michail Tatarinow, Dmitri Filimonow Sturm: Wjatscheslaw Koslow, Sergei Fjodorow, Witali Prochorow, Andrei Lomakin, Alexei Schamnow (1), Alexander Semak, Andrei Kowalenko, Wjatscheslaw Buzajew, Wiktor Gordijuk, Igor Koroljow, Aljaksandr Haltschenjuk, Rawil Chaidarow Trainer / Assistent: Wiktor Tichonow / Igor Dmitrijew                                                                                                   | Tor: Michail Schtalenkow Verteidigung: Alexei Kassatonow, Igor Krawtschuk, Wladimir Malachow, Dmitri Mironow, Alexei Gussarow, Alexei Schitnik, Michail Tatarinow, Dmitri Filimonow Sturm: Wjatscheslaw Koslow, Sergei Fjodorow, Witali Prochorow, Andrei Lomakin, Alexei Schamnow (1), Alexander Semak, Andrei Kowalenko, Wjatscheslaw Buzajew, Wiktor Gordijuk, Igor Koroljow, Aljaksandr Haltschenjuk, Rawil Chaidarow Trainer / Assistent: Wiktor Tichonow / Igor Dmitrijew                                                                                                   | Tor: Michail Schtalenkow Verteidigung: Alexei Kassatonow, Igor Krawtschuk, Wladimir Malachow, Dmitri Mironow, Alexei Gussarow, Alexei Schitnik, Michail Tatarinow, Dmitri Filimonow Sturm: Wjatscheslaw Koslow, Sergei Fjodorow, Witali Prochorow, Andrei Lomakin, Alexei Schamnow (1), Alexander Semak, Andrei Kowalenko, Wjatscheslaw Buzajew, Wiktor Gordijuk, Igor Koroljow, Aljaksandr Haltschenjuk, Rawil Chaidarow Trainer / Assistent: Wiktor Tichonow / Igor Dmitrijew                                                                                                   | Tor: Michail Schtalenkow Verteidigung: Alexei Kassatonow, Igor Krawtschuk, Wladimir Malachow, Dmitri Mironow, Alexei Gussarow, Alexei Schitnik, Michail Tatarinow, Dmitri Filimonow Sturm: Wjatscheslaw Koslow, Sergei Fjodorow, Witali Prochorow, Andrei Lomakin, Alexei Schamnow (1), Alexander Semak, Andrei Kowalenko, Wjatscheslaw Buzajew, Wiktor Gordijuk, Igor Koroljow, Aljaksandr Haltschenjuk, Rawil Chaidarow Trainer / Assistent: Wiktor Tichonow / Igor Dmitrijew                                                                                                   | Tor: Michail Schtalenkow Verteidigung: Alexei Kassatonow, Igor Krawtschuk, Wladimir Malachow, Dmitri Mironow, Alexei Gussarow, Alexei Schitnik, Michail Tatarinow, Dmitri Filimonow Sturm: Wjatscheslaw Koslow, Sergei Fjodorow, Witali Prochorow, Andrei Lomakin, Alexei Schamnow (1), Alexander Semak, Andrei Kowalenko, Wjatscheslaw Buzajew, Wiktor Gordijuk, Igor Koroljow, Aljaksandr Haltschenjuk, Rawil Chaidarow Trainer / Assistent: Wiktor Tichonow / Igor Dmitrijew                                                                                                   |
| Nr. 897 9. September 1991 | 3:3 (1:1, 1:0, 1:2) | 0 Kanada | * | 0Québec, CAN | 0Canada Cup 1991 | |
| Aufstellung               | Tor: Michail Schtalenkow Verteidigung: Alexei Kassatonow, Igor Krawtschuk, Wladimir Malachow, Dmitri Mironow, Michail Tatarinow, Alexei Gussarow, Alexei Schitnik, Dmitri Filimonow Sturm: Wjatscheslaw Koslow, Sergei Fjodorow, Witali Prochorow, Andrei Lomakin, Alexei Schamnow, Alexander Semak (1), Andrei Kowalenko (1), Wjatscheslaw Buzajew, Rawil Chaidarow (1), Igor Koroljow, Aljaksandr Haltschenjuk, Wiktor Gordijuk Trainer / Assistent: Wiktor Tichonow / Igor Dmitrijew                                                                                           | Tor: Michail Schtalenkow Verteidigung: Alexei Kassatonow, Igor Krawtschuk, Wladimir Malachow, Dmitri Mironow, Michail Tatarinow, Alexei Gussarow, Alexei Schitnik, Dmitri Filimonow Sturm: Wjatscheslaw Koslow, Sergei Fjodorow, Witali Prochorow, Andrei Lomakin, Alexei Schamnow, Alexander Semak (1), Andrei Kowalenko (1), Wjatscheslaw Buzajew, Rawil Chaidarow (1), Igor Koroljow, Aljaksandr Haltschenjuk, Wiktor Gordijuk Trainer / Assistent: Wiktor Tichonow / Igor Dmitrijew                                                                                           | Tor: Michail Schtalenkow Verteidigung: Alexei Kassatonow, Igor Krawtschuk, Wladimir Malachow, Dmitri Mironow, Michail Tatarinow, Alexei Gussarow, Alexei Schitnik, Dmitri Filimonow Sturm: Wjatscheslaw Koslow, Sergei Fjodorow, Witali Prochorow, Andrei Lomakin, Alexei Schamnow, Alexander Semak (1), Andrei Kowalenko (1), Wjatscheslaw Buzajew, Rawil Chaidarow (1), Igor Koroljow, Aljaksandr Haltschenjuk, Wiktor Gordijuk Trainer / Assistent: Wiktor Tichonow / Igor Dmitrijew                                                                                           | Tor: Michail Schtalenkow Verteidigung: Alexei Kassatonow, Igor Krawtschuk, Wladimir Malachow, Dmitri Mironow, Michail Tatarinow, Alexei Gussarow, Alexei Schitnik, Dmitri Filimonow Sturm: Wjatscheslaw Koslow, Sergei Fjodorow, Witali Prochorow, Andrei Lomakin, Alexei Schamnow, Alexander Semak (1), Andrei Kowalenko (1), Wjatscheslaw Buzajew, Rawil Chaidarow (1), Igor Koroljow, Aljaksandr Haltschenjuk, Wiktor Gordijuk Trainer / Assistent: Wiktor Tichonow / Igor Dmitrijew                                                                                           | Tor: Michail Schtalenkow Verteidigung: Alexei Kassatonow, Igor Krawtschuk, Wladimir Malachow, Dmitri Mironow, Michail Tatarinow, Alexei Gussarow, Alexei Schitnik, Dmitri Filimonow Sturm: Wjatscheslaw Koslow, Sergei Fjodorow, Witali Prochorow, Andrei Lomakin, Alexei Schamnow, Alexander Semak (1), Andrei Kowalenko (1), Wjatscheslaw Buzajew, Rawil Chaidarow (1), Igor Koroljow, Aljaksandr Haltschenjuk, Wiktor Gordijuk Trainer / Assistent: Wiktor Tichonow / Igor Dmitrijew                                                                                           | Tor: Michail Schtalenkow Verteidigung: Alexei Kassatonow, Igor Krawtschuk, Wladimir Malachow, Dmitri Mironow, Michail Tatarinow, Alexei Gussarow, Alexei Schitnik, Dmitri Filimonow Sturm: Wjatscheslaw Koslow, Sergei Fjodorow, Witali Prochorow, Andrei Lomakin, Alexei Schamnow, Alexander Semak (1), Andrei Kowalenko (1), Wjatscheslaw Buzajew, Rawil Chaidarow (1), Igor Koroljow, Aljaksandr Haltschenjuk, Wiktor Gordijuk Trainer / Assistent: Wiktor Tichonow / Igor Dmitrijew                                                                                           |
| Nr. 898 7. November 1991  | 5:3 (3:1, 0:2, 2:0) | 0 Deutschland | A | 0Frankfurt am Main, GER | 0Deutschland Cup 1991 | |
| Aufstellung               | Tor: Michail Schtalenkow Verteidigung: Sergei Sorokin, Alexander Karpowzew, Wjatscheslaw Uwajew, Dmitri Juschkewitsch, Wladimir Malachow, Dmitri Mironow, Igor Krawtschuk, Alexei Schitnik (1) Sturm: Jan Kaminski, Alexander Semak (2), Alexei Schamnow (1), Nikolai Borschtschewski, Igor Boldin, Witali Prochorow, Andrei Potaitschuk, Alexei Kudaschow, Wiktor Gordijuk, Roman Oksjuta (1), Wjatscheslaw Buzajew, Igor Dorochin Trainer / Assistent: Wiktor Tichonow / Igor Dmitrijew                                                                                         | Tor: Michail Schtalenkow Verteidigung: Sergei Sorokin, Alexander Karpowzew, Wjatscheslaw Uwajew, Dmitri Juschkewitsch, Wladimir Malachow, Dmitri Mironow, Igor Krawtschuk, Alexei Schitnik (1) Sturm: Jan Kaminski, Alexander Semak (2), Alexei Schamnow (1), Nikolai Borschtschewski, Igor Boldin, Witali Prochorow, Andrei Potaitschuk, Alexei Kudaschow, Wiktor Gordijuk, Roman Oksjuta (1), Wjatscheslaw Buzajew, Igor Dorochin Trainer / Assistent: Wiktor Tichonow / Igor Dmitrijew                                                                                         | Tor: Michail Schtalenkow Verteidigung: Sergei Sorokin, Alexander Karpowzew, Wjatscheslaw Uwajew, Dmitri Juschkewitsch, Wladimir Malachow, Dmitri Mironow, Igor Krawtschuk, Alexei Schitnik (1) Sturm: Jan Kaminski, Alexander Semak (2), Alexei Schamnow (1), Nikolai Borschtschewski, Igor Boldin, Witali Prochorow, Andrei Potaitschuk, Alexei Kudaschow, Wiktor Gordijuk, Roman Oksjuta (1), Wjatscheslaw Buzajew, Igor Dorochin Trainer / Assistent: Wiktor Tichonow / Igor Dmitrijew                                                                                         | Tor: Michail Schtalenkow Verteidigung: Sergei Sorokin, Alexander Karpowzew, Wjatscheslaw Uwajew, Dmitri Juschkewitsch, Wladimir Malachow, Dmitri Mironow, Igor Krawtschuk, Alexei Schitnik (1) Sturm: Jan Kaminski, Alexander Semak (2), Alexei Schamnow (1), Nikolai Borschtschewski, Igor Boldin, Witali Prochorow, Andrei Potaitschuk, Alexei Kudaschow, Wiktor Gordijuk, Roman Oksjuta (1), Wjatscheslaw Buzajew, Igor Dorochin Trainer / Assistent: Wiktor Tichonow / Igor Dmitrijew                                                                                         | Tor: Michail Schtalenkow Verteidigung: Sergei Sorokin, Alexander Karpowzew, Wjatscheslaw Uwajew, Dmitri Juschkewitsch, Wladimir Malachow, Dmitri Mironow, Igor Krawtschuk, Alexei Schitnik (1) Sturm: Jan Kaminski, Alexander Semak (2), Alexei Schamnow (1), Nikolai Borschtschewski, Igor Boldin, Witali Prochorow, Andrei Potaitschuk, Alexei Kudaschow, Wiktor Gordijuk, Roman Oksjuta (1), Wjatscheslaw Buzajew, Igor Dorochin Trainer / Assistent: Wiktor Tichonow / Igor Dmitrijew                                                                                         | Tor: Michail Schtalenkow Verteidigung: Sergei Sorokin, Alexander Karpowzew, Wjatscheslaw Uwajew, Dmitri Juschkewitsch, Wladimir Malachow, Dmitri Mironow, Igor Krawtschuk, Alexei Schitnik (1) Sturm: Jan Kaminski, Alexander Semak (2), Alexei Schamnow (1), Nikolai Borschtschewski, Igor Boldin, Witali Prochorow, Andrei Potaitschuk, Alexei Kudaschow, Wiktor Gordijuk, Roman Oksjuta (1), Wjatscheslaw Buzajew, Igor Dorochin Trainer / Assistent: Wiktor Tichonow / Igor Dmitrijew                                                                                         |
| Nr. 899 9. November 1991  | 6:3 (2:1, 1:0, 3:2) | 0 Tschechoslowakei | * | 0Frankfurt am Main, GER | 0Deutschland Cup 1991 | |
| Aufstellung               | Tor: Michail Schtalenkow Verteidigung: Sergei Sorokin, Alexander Karpowzew, Wjatscheslaw Uwajew, Dmitri Juschkewitsch (1), Wladimir Malachow, Dmitri Mironow (1), Igor Krawtschuk, Alexei Schitnik Sturm: Jan Kaminski, Alexander Semak, Alexei Schamnow, Nikolai Borschtschewski, Igor Boldin, Witali Prochorow (1), Andrei Potaitschuk, Alexei Kudaschow, Wiktor Gordijuk (1), Roman Oksjuta (2), Wjatscheslaw Buzajew, Aljaksandr Andryjeuski Trainer / Assistent: Wiktor Tichonow / Igor Dmitrijew                                                                            | Tor: Michail Schtalenkow Verteidigung: Sergei Sorokin, Alexander Karpowzew, Wjatscheslaw Uwajew, Dmitri Juschkewitsch (1), Wladimir Malachow, Dmitri Mironow (1), Igor Krawtschuk, Alexei Schitnik Sturm: Jan Kaminski, Alexander Semak, Alexei Schamnow, Nikolai Borschtschewski, Igor Boldin, Witali Prochorow (1), Andrei Potaitschuk, Alexei Kudaschow, Wiktor Gordijuk (1), Roman Oksjuta (2), Wjatscheslaw Buzajew, Aljaksandr Andryjeuski Trainer / Assistent: Wiktor Tichonow / Igor Dmitrijew                                                                            | Tor: Michail Schtalenkow Verteidigung: Sergei Sorokin, Alexander Karpowzew, Wjatscheslaw Uwajew, Dmitri Juschkewitsch (1), Wladimir Malachow, Dmitri Mironow (1), Igor Krawtschuk, Alexei Schitnik Sturm: Jan Kaminski, Alexander Semak, Alexei Schamnow, Nikolai Borschtschewski, Igor Boldin, Witali Prochorow (1), Andrei Potaitschuk, Alexei Kudaschow, Wiktor Gordijuk (1), Roman Oksjuta (2), Wjatscheslaw Buzajew, Aljaksandr Andryjeuski Trainer / Assistent: Wiktor Tichonow / Igor Dmitrijew                                                                            | Tor: Michail Schtalenkow Verteidigung: Sergei Sorokin, Alexander Karpowzew, Wjatscheslaw Uwajew, Dmitri Juschkewitsch (1), Wladimir Malachow, Dmitri Mironow (1), Igor Krawtschuk, Alexei Schitnik Sturm: Jan Kaminski, Alexander Semak, Alexei Schamnow, Nikolai Borschtschewski, Igor Boldin, Witali Prochorow (1), Andrei Potaitschuk, Alexei Kudaschow, Wiktor Gordijuk (1), Roman Oksjuta (2), Wjatscheslaw Buzajew, Aljaksandr Andryjeuski Trainer / Assistent: Wiktor Tichonow / Igor Dmitrijew                                                                            | Tor: Michail Schtalenkow Verteidigung: Sergei Sorokin, Alexander Karpowzew, Wjatscheslaw Uwajew, Dmitri Juschkewitsch (1), Wladimir Malachow, Dmitri Mironow (1), Igor Krawtschuk, Alexei Schitnik Sturm: Jan Kaminski, Alexander Semak, Alexei Schamnow, Nikolai Borschtschewski, Igor Boldin, Witali Prochorow (1), Andrei Potaitschuk, Alexei Kudaschow, Wiktor Gordijuk (1), Roman Oksjuta (2), Wjatscheslaw Buzajew, Aljaksandr Andryjeuski Trainer / Assistent: Wiktor Tichonow / Igor Dmitrijew                                                                            | Tor: Michail Schtalenkow Verteidigung: Sergei Sorokin, Alexander Karpowzew, Wjatscheslaw Uwajew, Dmitri Juschkewitsch (1), Wladimir Malachow, Dmitri Mironow (1), Igor Krawtschuk, Alexei Schitnik Sturm: Jan Kaminski, Alexander Semak, Alexei Schamnow, Nikolai Borschtschewski, Igor Boldin, Witali Prochorow (1), Andrei Potaitschuk, Alexei Kudaschow, Wiktor Gordijuk (1), Roman Oksjuta (2), Wjatscheslaw Buzajew, Aljaksandr Andryjeuski Trainer / Assistent: Wiktor Tichonow / Igor Dmitrijew                                                                            |
| Nr. 900 10. November 1991 | 2:2 (1:2, 0:0, 1:0) | 0 Schweden | * | 0Frankfurt am Main, GER | 0Deutschland Cup 1991 | 0Gewinn des Deutschland Cup |
| Aufstellung               | Tor: Michail Schtalenkow Verteidigung: Sergei Sorokin, Alexander Karpowzew, Wjatscheslaw Uwajew, Dmitri Juschkewitsch, Wladimir Malachow, Dmitri Mironow, Igor Krawtschuk, Alexei Schitnik Sturm: Jan Kaminski, Alexander Semak (1), Alexei Schamnow, Nikolai Borschtschewski (1), Igor Boldin, Witali Prochorow, Andrei Potaitschuk, Alexei Kudaschow, Wiktor Gordijuk, Roman Oksjuta, Wjatscheslaw Buzajew, Aljaksandr Andryjeuski Trainer / Assistent: Wiktor Tichonow / Igor Dmitrijew                                                                                        | Tor: Michail Schtalenkow Verteidigung: Sergei Sorokin, Alexander Karpowzew, Wjatscheslaw Uwajew, Dmitri Juschkewitsch, Wladimir Malachow, Dmitri Mironow, Igor Krawtschuk, Alexei Schitnik Sturm: Jan Kaminski, Alexander Semak (1), Alexei Schamnow, Nikolai Borschtschewski (1), Igor Boldin, Witali Prochorow, Andrei Potaitschuk, Alexei Kudaschow, Wiktor Gordijuk, Roman Oksjuta, Wjatscheslaw Buzajew, Aljaksandr Andryjeuski Trainer / Assistent: Wiktor Tichonow / Igor Dmitrijew                                                                                        | Tor: Michail Schtalenkow Verteidigung: Sergei Sorokin, Alexander Karpowzew, Wjatscheslaw Uwajew, Dmitri Juschkewitsch, Wladimir Malachow, Dmitri Mironow, Igor Krawtschuk, Alexei Schitnik Sturm: Jan Kaminski, Alexander Semak (1), Alexei Schamnow, Nikolai Borschtschewski (1), Igor Boldin, Witali Prochorow, Andrei Potaitschuk, Alexei Kudaschow, Wiktor Gordijuk, Roman Oksjuta, Wjatscheslaw Buzajew, Aljaksandr Andryjeuski Trainer / Assistent: Wiktor Tichonow / Igor Dmitrijew                                                                                        | Tor: Michail Schtalenkow Verteidigung: Sergei Sorokin, Alexander Karpowzew, Wjatscheslaw Uwajew, Dmitri Juschkewitsch, Wladimir Malachow, Dmitri Mironow, Igor Krawtschuk, Alexei Schitnik Sturm: Jan Kaminski, Alexander Semak (1), Alexei Schamnow, Nikolai Borschtschewski (1), Igor Boldin, Witali Prochorow, Andrei Potaitschuk, Alexei Kudaschow, Wiktor Gordijuk, Roman Oksjuta, Wjatscheslaw Buzajew, Aljaksandr Andryjeuski Trainer / Assistent: Wiktor Tichonow / Igor Dmitrijew                                                                                        | Tor: Michail Schtalenkow Verteidigung: Sergei Sorokin, Alexander Karpowzew, Wjatscheslaw Uwajew, Dmitri Juschkewitsch, Wladimir Malachow, Dmitri Mironow, Igor Krawtschuk, Alexei Schitnik Sturm: Jan Kaminski, Alexander Semak (1), Alexei Schamnow, Nikolai Borschtschewski (1), Igor Boldin, Witali Prochorow, Andrei Potaitschuk, Alexei Kudaschow, Wiktor Gordijuk, Roman Oksjuta, Wjatscheslaw Buzajew, Aljaksandr Andryjeuski Trainer / Assistent: Wiktor Tichonow / Igor Dmitrijew                                                                                        | Tor: Michail Schtalenkow Verteidigung: Sergei Sorokin, Alexander Karpowzew, Wjatscheslaw Uwajew, Dmitri Juschkewitsch, Wladimir Malachow, Dmitri Mironow, Igor Krawtschuk, Alexei Schitnik Sturm: Jan Kaminski, Alexander Semak (1), Alexei Schamnow, Nikolai Borschtschewski (1), Igor Boldin, Witali Prochorow, Andrei Potaitschuk, Alexei Kudaschow, Wiktor Gordijuk, Roman Oksjuta, Wjatscheslaw Buzajew, Aljaksandr Andryjeuski Trainer / Assistent: Wiktor Tichonow / Igor Dmitrijew                                                                                        |